# Тобольский 38-й пехотный полк
38-й пехотный Тобольский генерала графа Милорадовича полк – один из старейших полков Русской императорской армии.
- Старшинство – 6 (17) декабря 1703.
- Полковой праздник – 25 декабря (6 января) .

За 215 лет своего существования (в 1703–1918-х годах) Тобольский пехотный полк верой и правдой служил 13 государям России, восемь раз менял своё название, три раза полностью менял свой состав. Совершил более 20 военных походов (на север до Финляндии и шведского Санкт-Михель, на восток до Москвы и Тулы, на юг до реки Дунай, и на запад до западных берегов Франции). Воевал с армиями 11 народов (шведами, пруссаками, поляками, французами, англичанами, венгерцами, немцами, австрийцами, болгарами, татарами и турками). Принял участие в 45 крупных сражениях и в большом количестве походов.

## Названия
- 6 (17) декабря 1703 года – пехотный генерала князя Репнина полк.
- 10 (21) марта 1708 года – Тобольский пехотный полк.
- 16 (27) февраля 1727 года – 2-й Углицкий пехотный полк.
- 13 (24) ноября 1727 года – Тобольский пехотный полк.
- 25 апреля (6 мая) 1762 года – пехотный генерал-майора Кашкина полк.
- 5 (16) июля 1762 года – Тобольский пехотный полк.
- 29 ноября (10 декабря) 1796 года – Тобольский мушкетёрский полк.
- 1 (12) октября 1798 года – мушкетёрский генерал-лейтенанта Ферзена полк.
- 14 (26) января 1801 года – мушкетёрский генерал-майора Гарина полк.
- 29 марта (10 апреля) 1801 года – Тобольский мушкетёрский полк.
- 22 февраля (6 марта) 1811 года – Тобольский пехотный полк.
- 29 апреля (11 мая) 1857 года – Тобольский пехотный Его Императорского Высочества Великого Князя Сергея Александровича полк.
- 25 марта (6 апреля) 1864 года – 38-й Тобольский пехотный Его Императорского Высочества Великого Князя Сергея Александровича полк.
- 10 февраля (23 февраля) 1905 года – 38-й пехотный Тобольский полк.
- 26 августа (8 сентября) 1912 года – 38-й пехотный Тобольский генерала графа Милорадовича полк.

## Формирование и кампании полка

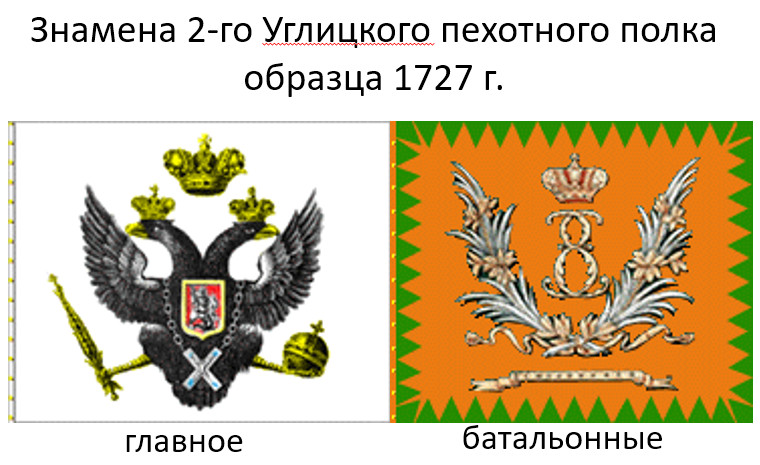

В царствование императора Петра I Великого (в 1703–1725-х годах).
6 (17) декабря 1703 года по велению Петра I боярином Тихоном Стрешневым сформирован в Москве из вольницы и посадских людей солдатский полк в составе 10 рот (около 150 человек в каждой роте). 

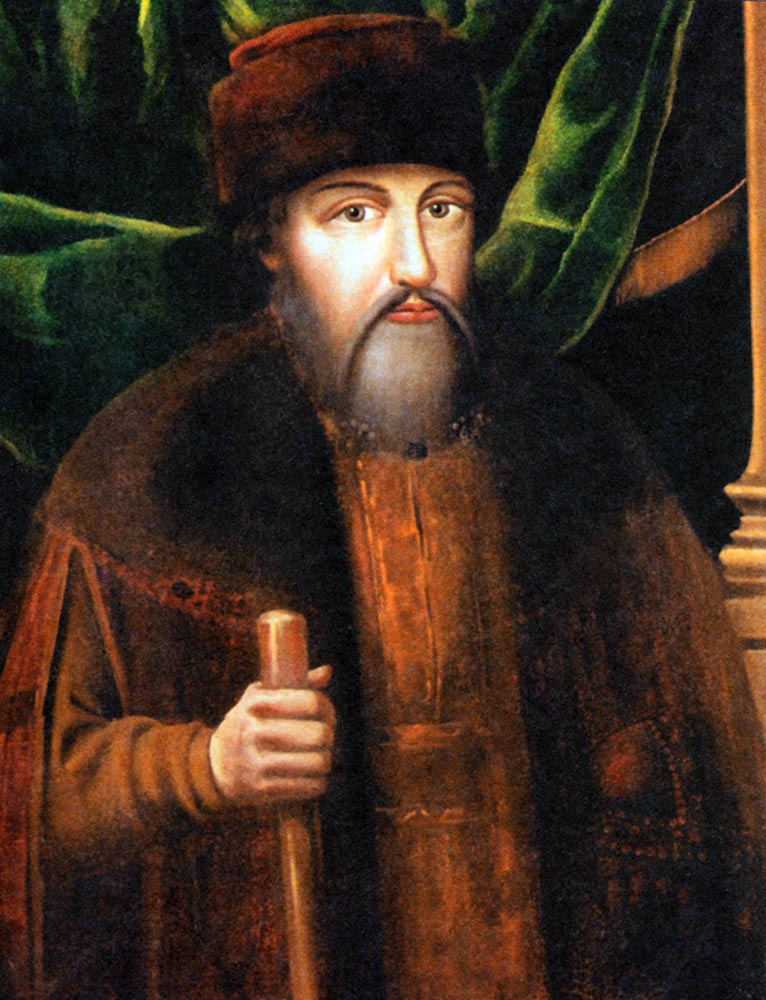
Боярин Тихон Никитич Стрешнев, 1644 – 15 (26) января 1719 года

Все полки назывались по именам своих командиров ("шефов"). Кроме полного имени полковника допускалось употребление его фамилии в родительном падеже. Смена командира тут же влекла перемену в названии самого полка.
Полк назван по фамилии шефа генерала князя Аникиты (Никиты) Ивановича Репнина, одного из лучших генералов и впоследствии фельдмаршала — пехотным генерала князя Репнина полком. Роты назывались по фамилиям своих ротных командиров. В каждой роте было своё знамя произвольного цвета, а знамя 1-й роты или полковое было всегда белое.
Вооружение солдат пехотного полка составляли: фузея, пика и шпага, носимая на поясной портупее. Две трети солдат вооружалось фузеями, треть пиками. Фельдфебели (сержанты) носили алебарды. В полку состояло две трёх футовых полковых пушки.
9 (20) августа 1704 года полк Репнина получил первое боевое крещение (на второй год своего существования) в ходе Северной выйны (2 февраля (22 февраля) 1700 – 30 августа (10 сентября) 1721) при взятии приступом шведского города Нарвы.

10 (21) октября 1704 года полковником-шефом пехотного полка назначен генерал князь А. И. Репнин.

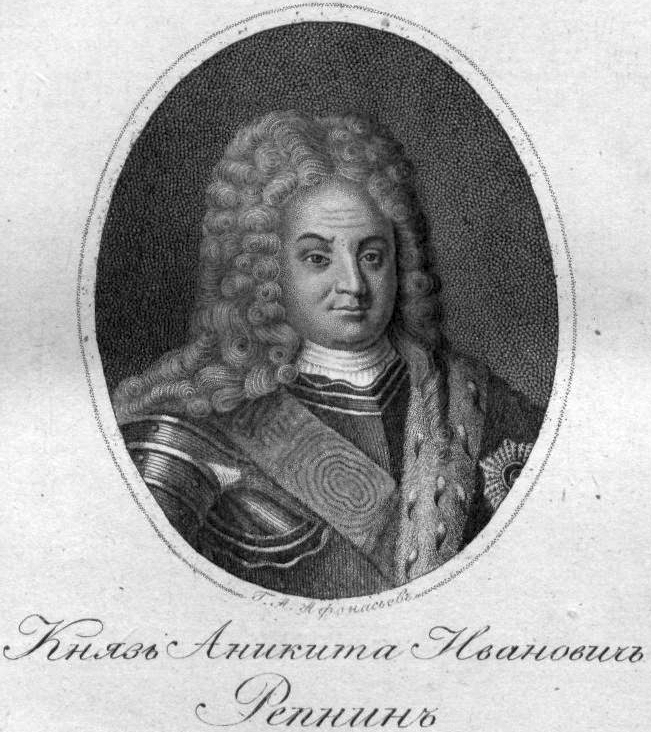
Князь Аникита (Никита) Иванович Репнин, генерал, полковник-шеф пехотного полка в 1704–1708-х годах

12 (23) октября 1704 года высочайшим указом утверждено новое расписание пехотным полкам, по которому полк Репнина приведён в двухбатальонный состав, – каждый из четырёх фузилёрных рот (150 человек в каждой роте), – с одной гренадерской ротой. Численность полка – 1364 человека.
20 февраля (3 марта) 1705 года введена рекрутская повинность для комплектования русской регулярной армии нижними чинами именным указом Петра I "О наборе рекрут, с 20 дворов по человеку, от 15 до 20 лет возраста". Срок военной службы – пожизненный "... доколе силы и здоровье позволят...". Солдат набирали из крестьян и других податных слоёв населения, а офицеров – из дворян.
Походы против шведов в: Гродно (1705), Киев, Вильну. 3 (14) июля 1708 года полк Репнина принял участие в сражении при местечке Головчине (западнее Могилёва). За шведами полк пошёл в Малороссию и провёл там всю зиму в стычках с неприятелем.
10 (21) марта 1708 года именным указом Петра I о новых именах для пехотных полков по названиям городов и местностей Российского государства вместо прежних их имён по фамилиям полковых командиров – "... дал русским полкам имена русских земель, чтобы солдаты больше полюбили знамёна, под которыми они сражались... И в полку было знамя с гербом той земли, именем которой назывался полк. Чрез это солдат почитал себя принадлежностью государства, так как он служил в полку, носившем имя одной из частей государства, а когда полки прозывались именами генералов, те же солдаты считали, что они принадлежат этим генералам, которые были их начальниками и именами которых назывались полки". Собственноручным "Его Царского Величества" начертанием были присвоены новые наименования 34-м пехотным полкам. При названии того или иного полка его территориальный состав (квартирование) и место формирования далеко не всегда принимались в расчёт. Наименование полков и батальонов по фамилиям шефов оказалось неудобным, так как шефы менялись иногда очень часто и сверх того было много однофамильцев. Пётр I предполагал сначала полк князя Репнина назвать Вологодским, но зачеркнул это последнее название, оборвав его на полуслове "волог..." и написал "тобольской...". Так, пехотному князя Репнина полку было присвоено новое имя в честь столицы Сибирской губернии города Тобольска, в котором он действительно никогда не стоял.

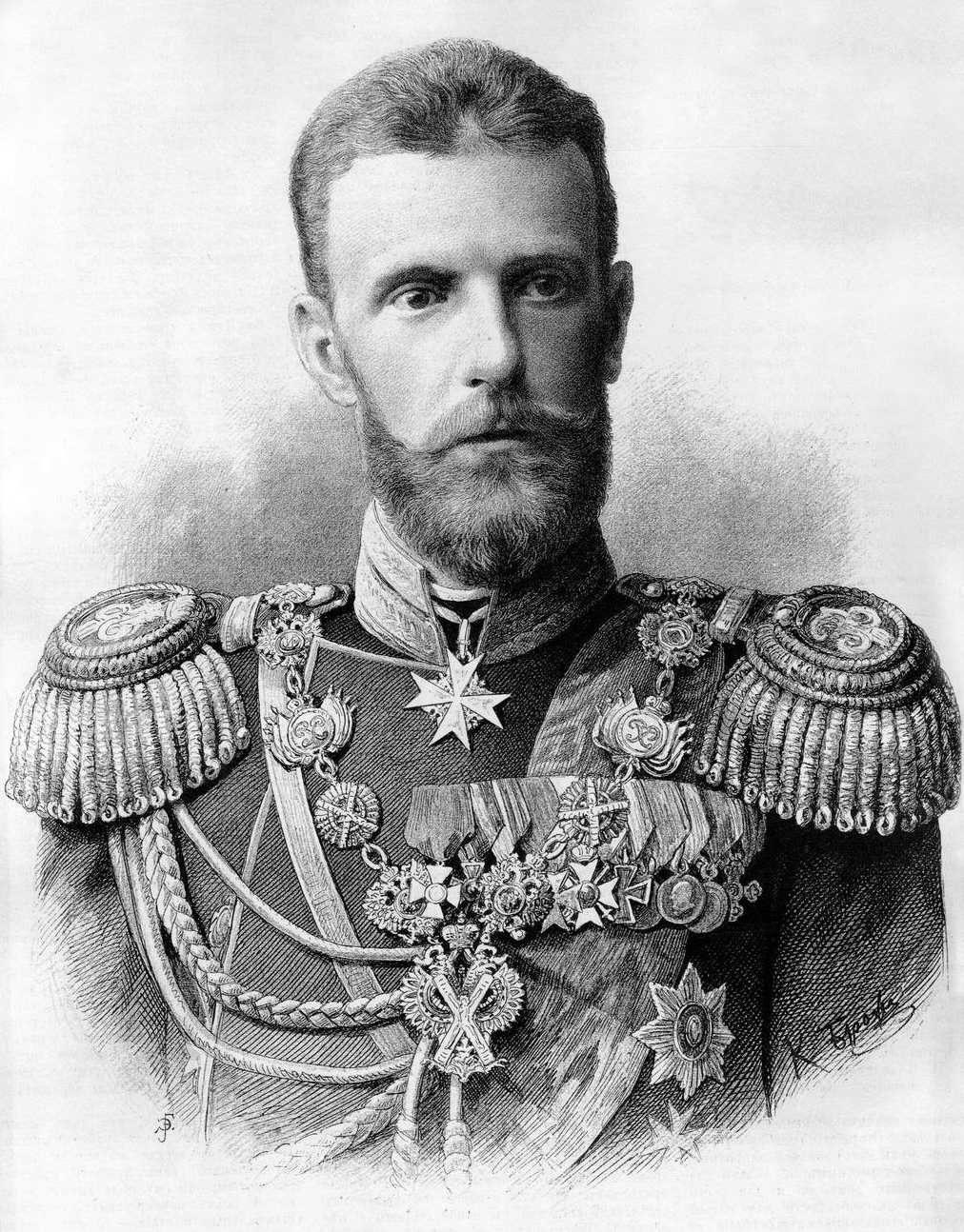
Великий князь Сергей Александрович, шеф Тобольского пехотного полка в 1857–1905-х годах

10 (21) марта 1708 года Тобольский пехотный полк выделил из своего состава гренадерскую роту для формирования Гренадерского Буша полка.
В 1709 году тобольцы проявили чудеса храбрости в сражении со шведами под Полтавой.  26 июля (6 августа) 1709 года в разгроме отряда К. Г. Рууса (Рооса), приняли участие пять батальонов (2486 чел.): два батальона Тобольского полка (1006 чел.), батальон Инглисова полка (654 чел.), Копорского — (517 чел.) и Фихтенгеймова (309 чел.). 
В 1710 году Тобольский пехотный полк принял участие в осаде и взятии Риги. Полк отправлен на юг для войны с Турцией (Русско-турецкая война в 1710–1713-х годах)
19 февраля (2 марта) 1711 года, высочайшим указом утверждено новое расписание пехотным полкам, по которому Тобольский полк приведён в двухбатальонный состав, – каждый из четырёх фузилёрных рот (150 человек в каждой роте). Численность полка – 1478 человек.
Обмундирование пехотных полков отличалось большим разнообразием цветов, цвета зависели от командира. В 1711 году в Тобольском пехотном полку: картуз зелёный с красным подбоем, кафтан зелёный.

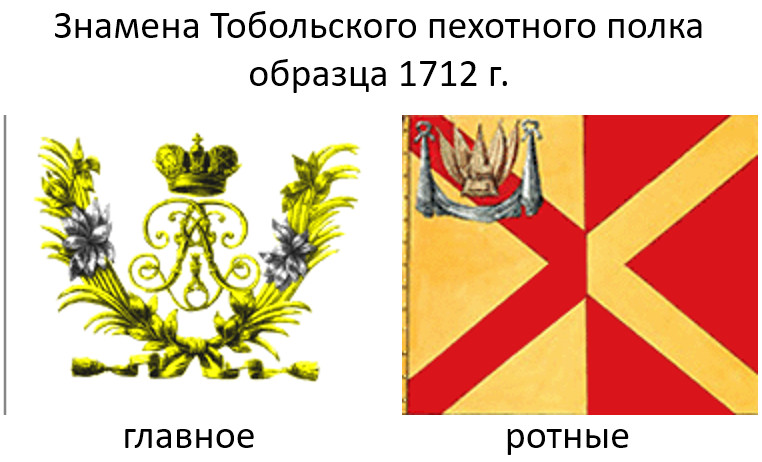

В 1711 году Тобольский пехотный полк дошёл до среднего течения р. Прут (Прутский поход). Битва с турками при р. Прут у с. Станилешти. Постоянное квартирование полка в южных губерниях в 1711–1712-х годахВ 1713 году полк направлен на север, в Финляндию, на войну со шведами.

С 1712 года каждый полк должен был иметь знамя установленного образца со своей эмблемой. При создании полковых эмблем рисунки заимствовались из книги "Symbola et Emblemata" (Символы и эмблемата), изданной по указанию Петра I в 1705 году в Амстердаме. В 1712 году начались работы по подготовке знамённого гербовника с рисунками полковых эмблем, которые позднее стали использовать при создании городских гербов. Полковые знамёна с новой символикой изготавливались в Оружейной палате. Для знамени Тобольского пехотного полка была выбрана эмблема в виде оружейной пирамиды со знамёнами и барабаном. Рисунок герба полкового знамени стал, фактически, первым символом города Тобольска, а впоследствии гербом города (высочайше утверждённым 17 (28) марта 1785) и прототипом всех последующих модификаций гербов уездных городов Тобольского наместничества и губернии.

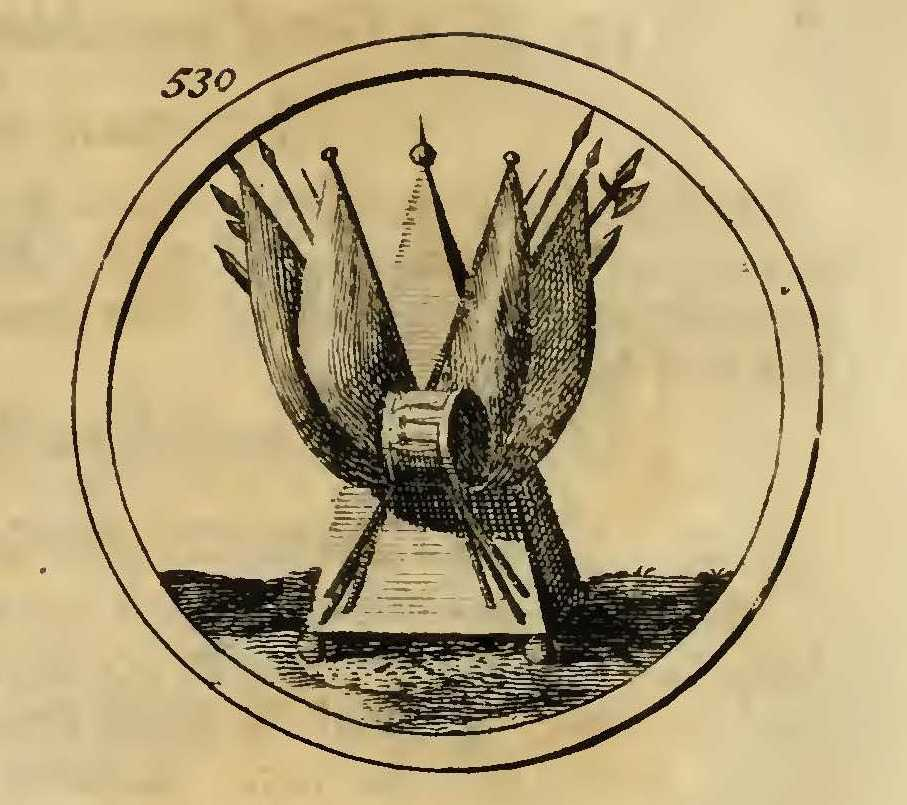
En Pronknaald met wapens, рис. 530. "Symbola et Emblemata" (1705)

В 1712 году Тобольскому пехотному полку выданы знамёна. Главное знамя белого цвета с золотым вензелем Петра Великого под короной, по сторонам ветви. Ротные знамёна: жёлтые с красным, пересечённые крестом тех же цветов и с золотым изображением в верхнем углу у древка оружейной пирамиды с знамёнами и барабанами.
Постоянное квартирование полка в Гельсингфорсе в 1713–1720-х годах. В 1720 году офицерами-тобольцами записаны "полковые сказки" – первые летописи Тобольского полка.
2 (13) сентября 1720 года перемены в обмундировании солдат: картуз отменён, кафтан слегка изменён.
В связи с значительным увеличением количества должностей в армии и государственном аппарате, произошедшее вследствие преобразований Петра I, указом от 24 января (4 февраля) 1722 года учрежден "Табель о рангах всех чинов, воинских, статских и придворных, которые в котором классе чины; и которые в одном классе, те имеют по старшинству времени вступления в чин между собою, однако ж воинские выше прочих, хотя б и старее кто в том классе пожалован был". Принятие Табели о рангах послужило основой для долговременных и радикальных изменений в Российской империи не только в разделении видов государственной службы и системе чинопроизводства, но и повлекло за собой значительные социальные изменения, связанные прежде всего с положением недворянских сословий, которые получили возможность (до ноября 1917, а на некоторых территориях Российской империи вплоть до 1922 года) приобретать дворянское звание путем выслуги соответствующего чина и служебных заслуг .
9 (20) июля 1724 года Тобольский пехотный полк выделил из своего состава четыре роты на формирование Дагестанского пехотного полка, а взамен них сформировал новые.
В царствование императрицы Екатерины I (в 1725–1727-х годах).
Продолжены работы по подготовке знамённого гербовника и по реализации плана, одобренного ещё Петром I, помещать на знамёна гербы провинций.
10 (21) мая 1725 года Тобольский пехотный полк выделил из своего состава 7-ю фузилёрную роту в Гренадерский Аллерта полк (бывший Гренадерский Буша полк), взамен обратно поступившей из Ладожского полка гренадерской роты. В составе Тобольского пехотного полка одна гренадерская и семь фузилёрных рот.
В 1725 годц полк переведён из Гельсингфорса в Вольмар (недалеко от Риги). Затем распределён в Углицкую провинцию (недалеко от Углича), которая стала служить полку постоянными квартирами.
16 (27) февраля 1727 года названия армейским полкам присвоены по именам тех провинций, в которых им на тот момент назначались "вечные" (постоянные) квартиры. Если в одной провинции квартировало несколько полков, они различались между собой по номерам. На тот момент в Углицкой провинции были расквартированы два пехотных полка: Черниговский и Тобольский. Черниговский назван 1-м Углицким пехотным полком, а Тобольский – 2-м Углицким пехотным полком. Прежнее имя Тобольского пехотного полка перешло Новгородскому пехотному полку.
Для всех полков установлены первые белые знамёна с государственной символикой и ротные знамёна с провинциальными гербами. У провинций, на тот момент не имевших гербов, предусматривались случаи замены недостающих гербов вензелем именем императрицы. Цвет полей знамён и зубчиков на кайме определялся Военной Коллегией с утверждения императрицы Екатерины I. Цвета знамён во всех пехотных полках допускались различные, кроме чёрного (т. к. чёрный цвет предписывался только гвардии). Когда несколько полков имели одинаковое название, то под вензелем на серебряной ленте писали название и номер полка.

16 (27) февраля 1727 года 2-му Углицкому пехотному полку (только что переименованному из Тобольского) выданы новые знамёна. Первая фузилёрная рота получила "белое" (полковое) знамя с двуглавым орлом, Святым Георгием Победоносцем и Андреевским крестом на цепи. Остальные шесть рот получили – "цветные" (померанцевые – апельсинового, оранжевого цвета) знамёна с зелёными зубчиками и вензелевым именем императрицы.  
В царствование императора Петра II (в 1727–1730-х годах).
11 (22) ноября 1727 года высочайшим указом армейским полкам вернулись их прежние названия по городам.
13 (24) ноября 1727 года 2-й Углицкий пехотный полк сменил своё название на прежнее – Тобольский пехотный полк.
В 1727 году отменены постоянные квартиры, перемены в обмундировании солдат.
В июне 1728 года Верховный тайный совет издал указ о введении нового образца знамён с государственными и городскими гербами. 8 марта 1730 года Военная коллегия получила от Правительствующего Сената уведомление, об утверждении гербов, с распоряжением изготовить полковые знамёна с соответствующими рисунками. Образцы знамён с изображениями как новых, так и старых губернских и уездных гербов были представлены в Военную коллегию графом Б. К. Минихом в "Знамённом гербовнике" и удостоились высочайшего утверждения 8 марта 1730 года.

Рисунок герба полкового знамени Тобольского полка размещён в "Знамённом гербовнике" под номером "13": в золотом щите "...пирамида золотая с воинскою арматурою, знамёна и барабаны красные, поле лазоревое". Автор герба – геральдист из Пьемонта, заложивший основы русской геральдики обер-церемониймейстер, действительный тайный советник Ф. М. Санти. Отчасти заимствованные из старых гербовников, отчасти вновь составленные, помещаются на знамёна полков Российской императорской армии, а также на печати губернаторов.

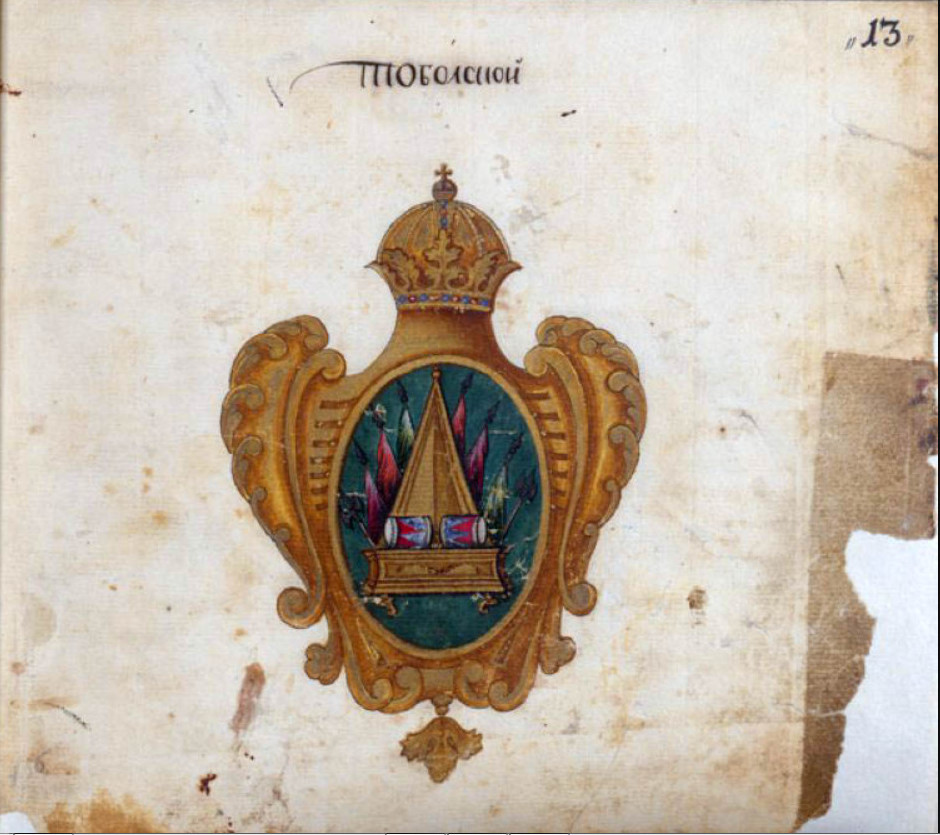
Роспись гербов. № 13. Тобольский. "Знамённый гербовник" Б. К. Миниха, художник А. Баранов (1729)

В каждый пехотный полк выдавались одно (полковое) белое и шесть (батальонных) цветных знамён. Согласно неутверждённому расписанию знамён в ноябре 1727 года Тобольскому пехотному полку полагались ротные знамёна лазоревого цвета.

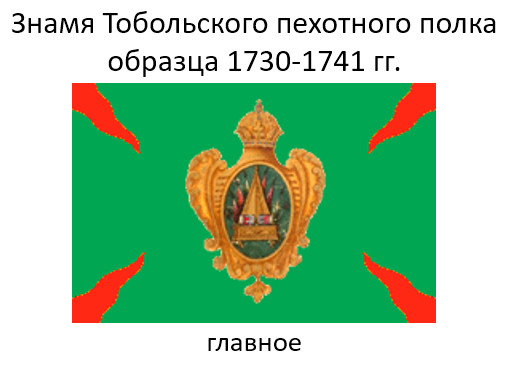

Согласно рукописи "Описание одежды, снаряжения и вооружения Российских войск" (по высочайшему повелению, составленной генерал-крикс-комиссаром Бибиковым 4-м, ответственным за снабжение и денежное довольствие армии в 1730 году) знамёна Тобольского пехотного полка имели красное древко, зелёное полотнище, нашитые красные "фламы". Такая же расцветка принята и для штатных знамён 1741 года.
В царствование императрицы Анны Иоанновны (в 1730–1740-х годах).
Постоянное квартирование тобольцев в Лифляндии, недалеко от Риги (в 1730–1732-годах).
Во время большого ремонта Московско-Петербургской дороги, инициированного указом императрицы Анны Иоанновны от 22 мая (2 июня) 1730 года, генерал-прокурор Сената П. И. Ягужинский предложил Сенату чинить эту дорогу силами военных. По прошению, Б. К. Миниха (которого в то время можно, без сомнения, назвать главным инженером России по военной и по гражданской части) крестьян заменили солдатами для экономии казенных денег. В 1731 году солдатам платили меньше, чем уездным работным людям — 3 копейки в день. 11 (22) мая 1731 года  Сенат утвердил прошение Миниха и определил к строительству Псковской дороги солдат, в том числе Тобольского полка. Для строительных работ Тобольский полк выделил из своего состава от 500 до 700 солдат. Солдаты занимались дорожными работами два летних сезона (в 1731–1732-х годах). 1 (12) октября 1732 все солдаты были уволены от мостовых работ и переведены на винтер-квартиры. Летом 1733 года ремонт дорог был прекращен — началась Война за польское наследство (в 1733–1735-х годах), а затем — Русско-турецкая война (в 1735–1739-х годах).
28 октября (8 ноября) 1731 года Тобольский полк переформирован в восемь фузилёрных рот, с распределением в каждую роту по 16 гренадеров. Численность полка в военное время  – 1537 человек (в первых шести ротах – по 180 человек в каждой, в остальных – по 179 человек), в мирное – 1407 человек (в первых шести ротах – по 164 человека в каждой, в остальных – по 163 человека).
В 1731 году открыто первое учебное заведение для подготовки офицеров – Кадетский корпус.
С 1732 года пожизненный срок военной службы для нижних чинов сменился на 10 лет. Военная служба давала низшим чинам, отличившимся по службе, право произведения в офицеры с дальнейшем получением личного и потомственного дворянства.
Полк направлен в Варшаву на войну с Польшей (Война за польское наследство в 1733–1735-х годах). В 1734 году осада крепости Данциг. Участие в Русско-турецкой войне в 1735–1739-х годах.
С 1736 года срок службы офицеров ограничен 25 годами. С 1737 года запрещено производить в офицеры неграмотных.
Участие тобольцев  в 3-х походах генерала Миниха: Поход в Крым – выступление к р. Белозерка, штурм и взятие Перекопской крепости 20 (31) мая 1736 года, выступление к Кинбурнской крепости 24 мая (4 июня) 1736 года; Очаковский поход – 21 мая (1 июня) 1737 года выступление к р. Буг, 2 (13) июля 1737 года взятие турецкой крепости Очаков, потери составили 113 человек; Крымский поход – охрана правого крыла границы от Киева по Днепру до Украинской линии, поход к р. Днестр, сражения с турками на берегах р. Днепра в 1738 году, зимняя стоянка и охрана границ, переправа через Днепр, нападение татар и турок на фуражиров при лагере у Синковиц на Днепре 22 июля (2 августа) 1739 года; потери составили 17 человек, наступление в составе правого крыла русской армии и сражение под д. Ставучанами 17 (28) августа 1729 года, взятие крепости Хотина 19 (30) августа 1739 года. В 1740 году поход в Финляндию для участия в новой войне со шведами.
В царствование императрицы Елизаветы Петровны (в 1741–1761-х годах).
В июле-августе 1741 года Тобольский пехотный полк принял участие в походе в Финляндию (Русско-шведская война в 1741–1743-х годах) для сражения со шведами, наступавшими на Выборг в 1741 году.
В ночь на 6 декабря (25 ноября) 1741 года в России произошёл бескровный дворцовый переворот, в результате которого к власти пришла дочь Петра I и Екатерины I Елизавета. "...Подразделения Преображенской гвардии под предводительством Лестока и Воронцова проникли во дворец. В этот момент с различных сторон начали надвигаться тёмные колонны. – Что это? Неужели нас предали? – крикнула великая княжна, хватая в руки знамя Преображенской гвардии и с презрением к смерти выступая навстречу подходящим войскам. К ней на взмыленном коне подлетел всадник: это был Астроцкий. – Победа! Победа! – крикнул он. – Я привел вам Тобольский полк! Одновременно подоспел и Шувалов с кавалерийским полком лейб-гвардии, их белые мундиры с красной опушкой можно было распознать уже издали. Прибыли и другие подразделения...".
11 (22) декабря 1741 года в состав Тобольского пехотного полка добавлена одна гренадерская рота. Полк приведён в двухбатальонный состав, – каждый из четырёх мушкетёрских рот (161 человек в роте), с одной гренадерской ротой (148 человек в роте). Численность полка – 1557 человек.
К тому времени «мушкет» - фитильное ружьё, уже уступил место «фузее» — ружью с кремнёво-батарейным замком. Пехотинцев-стрелков принято называть «мушкетёры».
Зимовка тобольцев в окрестностях Санкт-Петербурга (1742). Участие полка во взятии при Гельсингфорса в плен 17 000 шведов (1742). Перевод полка в Або (1743). Постоянное квартирование в Гельсингфорсе в 1743–1748-х годах.
По представлению Питера Ласси полковые соединения вместо двух батальонов стали включать в себя три батальона и одну полковую гренадерскую роту. 27 января (7 февраля) 1747 года Тобольский полк приведён в трёхбатальонный состав, – каждый из четырёх фузилёрных рот (168 человек в каждой роте), с одной гренадерской ротой (147 человек в каждой роте). Численность полка – 2299 человек.
В 1748 году поход в Австрию на помощь против французов; зимовка недалеко от Праги и возвращение в Ригу. Квартирование в окрестностях Санкт-Петербурга в 1748–1758-х годах.
9 (20) июля 1753 года переформирование батальонов Тобольского полка. Полк приведён в трёхбатальонный состав, – каждый из четырёх фузилёрных рот (169 человек в каждой роте), с одной гренадерской ротой (233 человека в каждой роте). Численность полка – 2859 человек. Введение гренадерской роты в составе батальона усилило оборонительные и наступательные функции воинских соединений.
30 марта 1756 года Тобольский пехотный полк выделил из своего состава 3-ю гренадерскую роту для формирования Четвёртого гренадерского полка. Полк приведён в трёхбатальонный состав, – каждый из четырёх мушкетёрских рот (166 человек в каждой роте), с двумя гренадерскими ротами (229 человек в каждой роте). Численность полка – 2626 человек.
Для участия в войне с Прусским королём (Семилетняя война в 1756–1763-х годах) от Тобольского полка отправлена морем команда в 600 человек из Ревеля к Данцигу, в действующую там русскую армию в 1759 году.
В царствование императора Петра III (в 1761–1762-х годах).
Постоянное квартирование Тобольского полка в окрестностях Санкт-Петербурга в 1761–1762-х годах.
Военные реформы Петра III направлены на изменение устаревшей прусской системы, которая была введена Петром I. Основные изменения коснулись униформы, организации службы, подготовки кадров и даже внешней политики.
В 1761 году Петр III издаёт Указ "О вольности дворянства". Дворяне освобождаются от обязательной военной службы. Они по своему усмотрению могут выбирать военную или гражданскую службу. С этого момента комплектование армии офицерами становится добровольным.
С 1762 года вместо 10-летнего срока военной службы для нижних чинов сухопутных войск установлен срок – 25 лет. 
Реорганизация гвардейских полков для повышение боеспособности гвардии и приведение её в соответствие с европейскими военными стандартами: Созданы гвардейские корпуса, включая Гренадерский корпус, состоящий из гренадерских полков.
13 (24) марта 1762 года переформирование батальонов Тобольского полка. Полк приведён в двухбатальонный состав, – каждый из пяти мушкетёрских рот (146 человек в каждой роте), с одной гренадерской ротой (178 человек в каждой роте). Численность полка – 1930 человек.
Завершение войны с Пруссией: Пётр III, будучи поклонником прусской армии, прекратил военные действия против Пруссии, что было воспринято как предательство. 5 мая (24 апреля) 1762 года подписан "Петербургский мирный договор". По условиям этого договора, Россия возвращала Пруссии все занятые русскими войсками территории, включая Восточную Пруссию, и выходила из войны, фактически объявляя войну своим бывшим союзникам. Этот мир был заключён из-за симпатий Петра III к прусскому королю Фридриху II.
Военная форма при Петре III претерпела существенные изменения, переориентируясь на прусский образец, что вызвало недовольство в русской армии. Главными нововведениями стали замена русской формы на прусскую, отмена косиц и париков которые были частью русской военной традиции. Введение треугольных шляп, характерных для прусской армии. Введение новых мундиров выражалось в изменении кроя, цвета и деталей обмундирования, что весьма существенно ударило по кошельку офицеров, вынужденных строить новые мундиры за свой счёт. Упрощение военной формы: Крой солдатского мундира унифицирован с дворянским и отчасти с народным костюмом. «..Каждый полковник (т. е. шеф) может дать своему полку особенную форму и назвать его своим именем (всё на прусский образец)...». 

За четыре десятилетия русская армия привыкла к неизменности наименований воинских частей, хотя, Петр I также не сразу пришёл к идее использовать названия городов и провинций. Император назвал полки не по именам полковых командиров, как это было у Фридриха II или раньше - у Петра I, а по именам шефов, т. е. генералитета. Тем самым снижалась возможная частота переименований, так как шеф оставался прежним даже при смене полкового командира, а в структуре полка появлялась новая штатная единица. Новым шефом Тобольского пехотного полка назначен генера-майор Аристарх Петрович Кашкин, компетентный, имевший опыт службы в полках и в мирное, и в военное время. С подписанием именного Указа от 25 апреля (6 мая) 1762 года "О переименовании конных и пехотных полков по именам шефов" Тобольский пехотный полк сменил своё название на пехотный генерал-майора Кашкина полк. 

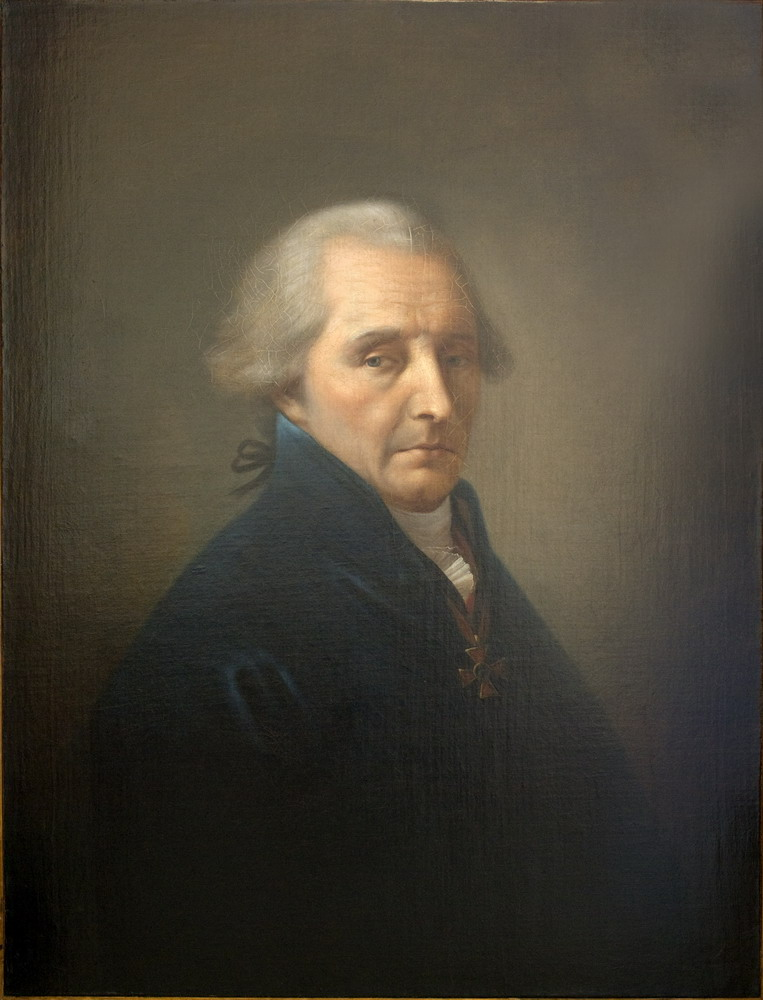
Аристарх Петрович Кашкин, генерал-майор, шеф Тобольского пехотного полка в 1761–1763-х годах

Введению шефов обусловливалось и тем обстоятельством, что их обязанности, кроме изобретения мундирных деталей, никак не определялись в законодательстве. Почти ничего не говорилось о шефе и в разработанном при Петре III новом пехотном уставе. В открывающем устав штате пехотного полка указан "шеф или полковой командир", хотя, вероятнее всего, они сосуществовали одновременно. В тексте устава упоминалось "главный командир" в отличие от "полкового командира", причём он выступал роли инспектора, проверяющего подготовку полка: "Когда главный командир приедет в полк, тогда полковой командир командует: Мушкет на караул! и, отдав надлежащую по его чину честь, берёт эспонтон на плечо и идёт к нему на встречу. Подойдя, ставит эспонтон к ноге, подаёт ему рапорт о состоянии в полку и требует от него повеления». «Полковой командир, получив приказание обучать полк, возвращается на свое место". "Если от главного командира тот час после приёмов приказано производить пальбу, то полковой командир командует: Слушай, пальба будет!"
Вводя институт шефов, Петр III преследовал вполне конкретную цель — усилить контроль состояния полков, поставив над полковыми командирами опытных инспекторов. Отсюда и краткость упоминания функций шефа в строевом уставе, характеризующие его как человека, проверяющего ход боевого обучения.
5 (16) июля 1762 года Тобольский полк приведён в состав, определённый штатным расписанием от 30 марта (10 апреля) 1756 года. Численность полка – 2626 человек.
В царствование императрицы Екатерины II (в 1762–1796-х годах).
28 июня (9 июля) 1762 года, в результате дворцового переворота, свергнувшего Петра III, Екатерина II отказалась ратифицировать союзный договор Петра III с Фридрихом II, оставив в силе только мирный договор с Пруссией. 
5 (16) июля 1762 года пехотный генерал-майора Кашкина полк опять назван Тобольским пехотным полком. 
Возвращение полкам прежних наименований при Екатерине II, означавшее на деле отказ от института шефов, привело на практике к усилению власти полковых командиров, сделавшихся практически полными хозяевами в своих частях. Эту ситуацию, проявившуюся в полной мере через двадцать лет после царствования Петра III, выразительно обрисовал генерал-поручик Степан Матвеевич Ржевский в своих замечаниях о русской армии во второй половине екатерининского царствования. "...Отдаление генералов от их полков вред наносит службе тем самым: 1) генералы, оставшись без упражнения, выходят из охоты и из вкусу к службе, а от того и следует, 2) полковники из пределов своей власти выступают, и впадают  во всякие злоупотребления, от чего вошло в обычай некоторое наблюдение только формы службы, а не об истинной форме старания. Бывают и смотры полкам, где генералу полковник отдаёт должную честь за то, что он приехал в полк его смотреть, а не свидетельствовать его. Ни один почти генерал не осмотрел полк во время своего командования и не смел приказать в нём отменить то, что противоречило штатам и  службе".
14 (25) января 1763 года переформирование батальонов Тобольского полка. Полк приведён в двухбатальонный состав, – каждый из пяти мушкетёрских рот, с одной гренадерской ротой. Численность полка в военное время – 2092 человека (154 человека в каждой роте), в мирное – 1880 человек (137 человек в каждой роте).
10 (21) мая 1763 года установлено полкам Финляндской дивизии (в том числе и Тобольскому) иметь померанцевые знамёна с зелёными наугольниками, белое знамя с зелёными наугольниками.
Квартирование полка: окрестности Санкт-Петербурга в 1761–1786-х годах, Выборг в 1765–1771-х годах. 
С 15 по 28 июня (с 26 июня по 9 июля) 1765 года Тобольский полк в составе третей дивизии, под командою его превосходительства генерала и кавалера Петра Ивановича Панина, принял участие в манёврах войск у Красного села (в тридцати верстах от Санкт-Петербурга). Манёвры состоялись в присутствии самой Императрицы Екатерины II, лично руководившей всеми занятиями, сосредоточенных на сборе войск (первой, второй, третьей дивизиями).
В 1766 году издано "Генеральное учреждение о сборе в государстве рекрут и о порядках, какие при наборе исполняться должны". Рекрутская повинность кроме крепостных и государственных крестьян распространялась на купечество, дворовых людей, ясачных, черносошных, духовных, людей, приписанных к казенным заводам.
Полки в составе финляндской дивизии (1767): Копорский, Тобольский, Кабардинский, Первый Московский пехотные (квартирование в Выборге); Рязанский, Псковский пехотные (Фридрихсгам), Архангелогородский Карабинерный конный (Кексгольм).
13 (24) ноября 1769 года при полку учреждена егерская команда из 60 человек.
26 мая (6 июня) 1777 года Тобольский пехотный полк выделил из своего состава егерскую команду на формирование особых Егерских батальонов.
10 (21) апреля 1786 года переформирование батальонов Тобольского полка. Полк приведён в двухбатальонный состав, – каждый из пяти мушкетёрских рот, с одной гренадерской ротой. Численность полка в военное время – 2104 человека (152 человека в каждой роте), в мирное – 1894 человека (в мушкетёрской  роте – 137 человек, в гренадерской роте – 138 человек).
Перемены в обмундировании солдат (1786).
13 (24) июля 1788 года переформирование батальонов Тобольского полка. Полк приведён в двухбатальонный состав, – каждый из четырёх мушкетёрских рот (240 человек в каждой роте), с одной гренадерской ротой (159 человек в каждой роте). Численность полка – 2424 человека.
Участие полка в Русско-шведской войне в 1788–1790-х годах, сражения под Выборгом в 1788 году, под Св. Михаилом в 1789 году. Тобольцы отличились в кровопролитных сражениях с отборными войсками шведов. В 1790 году тобольские батальоны, под предводительством секунд майоров Баклановского и Яворского, не выходили из под огня до 15 часов .
В 1791 году Тобольский пехотный полк направлен в Нарву для укрепления границ Финляндии. Под главным командованием героя Измаила, генерал-майора А. В. Суворова-Рымникского войска финляндской дивизии принимали участие в укреплении существующих оборонительных сооружений (крепостей: Кексгольм, Выборг, Фридрихсгам, Вильманстранд, крепость св. Давида, Нейшлот) и строительстве новых фортов (Кюменьгород, Лииккала, Озерный, Утти, Кярны), между Вильманстрандом и Нейшлотом шло строительство четырёх судоходных каналов, для расположения гребной флотилии в 1791–1792-х годах. С 1 (12) марта 1792 года Софийский и Тобольский полки находились при Нарве и занимались изготовлением извести для строительства Роченсальмской крепости и порта. 26 августа (6 сентября) 1792 года Тобольский пехотный полк, в связи с привлечением к строительным работам при Нарве, отошёл из Финляндской дивизии и назначен в часть, в Лифляндии и Эстляндии. 8 (19) сентября 1792 года Тобольский пехотный полк в связи участием в строительных работах определён на зимние квартиры в Риге.
Тобольский полк отправлен в Польшу на усмирение Восстания Костюшко в 1794 году.
5 (16) августа 1795 года переформирование батальонов Тобольского полка. Полк приведён в двухбатальонный состав, — каждый из пяти мушкетёрских рот (235 человек в каждой роте), с одной гренадерской ротой (235 человек в каждой роте). Две мушкетёрские роты на военное время образовали двухротную запасную команду в составе 308 человек. Численность полка в военное время – 2350 человека, в мирное время – 2042 человека (154 человека в каждой роте).
28 декабря (8 января 1796 года) 1795 года Тобольский полк перешёл на штатное расписание от 10 апреля 1786 года. Численность полка в военное время – 2104 человека, в мирное – 1894 человека.
В царствование императора Павла I (в 1796–1801-х годах).
29 ноября (10 декабря) 1796 года Тобольский пехотный полк назван Тобольским мушкетёрским полком.
29 ноября (10 декабря) 1796 года переформирование батальонов Тобольского полка. Полк приведён в двухбатальонный состав, – каждый из пяти мушкетёрских рот (180 человек в каждой роте), с одной гренадерской ротой (182 человека в каждой роте). Численность полка — 2363 человека. 

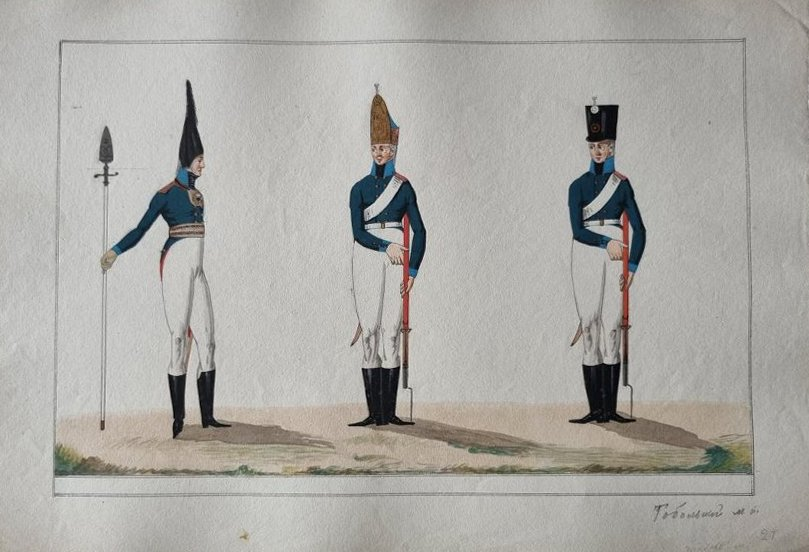
Формы Тобольского мушкетёрского полка. Неизвестный художник. Начало XIX в. Материал, техника: бумага, акварель, гуашь, бронзовая краска, тушь, перо. Размер: 26,5х41,5 см.

3 (14) декабря 1796 шефом Тобольского мушкетёрского полка назначен генерал-майор Б. Б. Леццано.

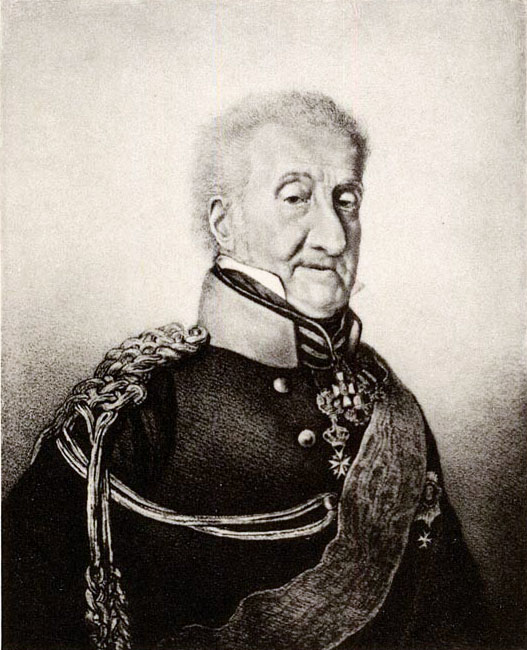
Борис Борисович Леццано, генерал-майор, шеф Тобольского мушкетёрского полка в 1796 году

Императором Павлом I утверждено новое расписание армии. Войска распределены по инспекциям (территориальным округам). Тобольский мушкетёрский полк зачислен в Лифляндскую дивизию (инспекцию). 17 (28) декабря 1796 года шефом Тобольского мушкетёрского полка назначен (бывший тоболец) генерал-майор князь П. Д. Цицианов.

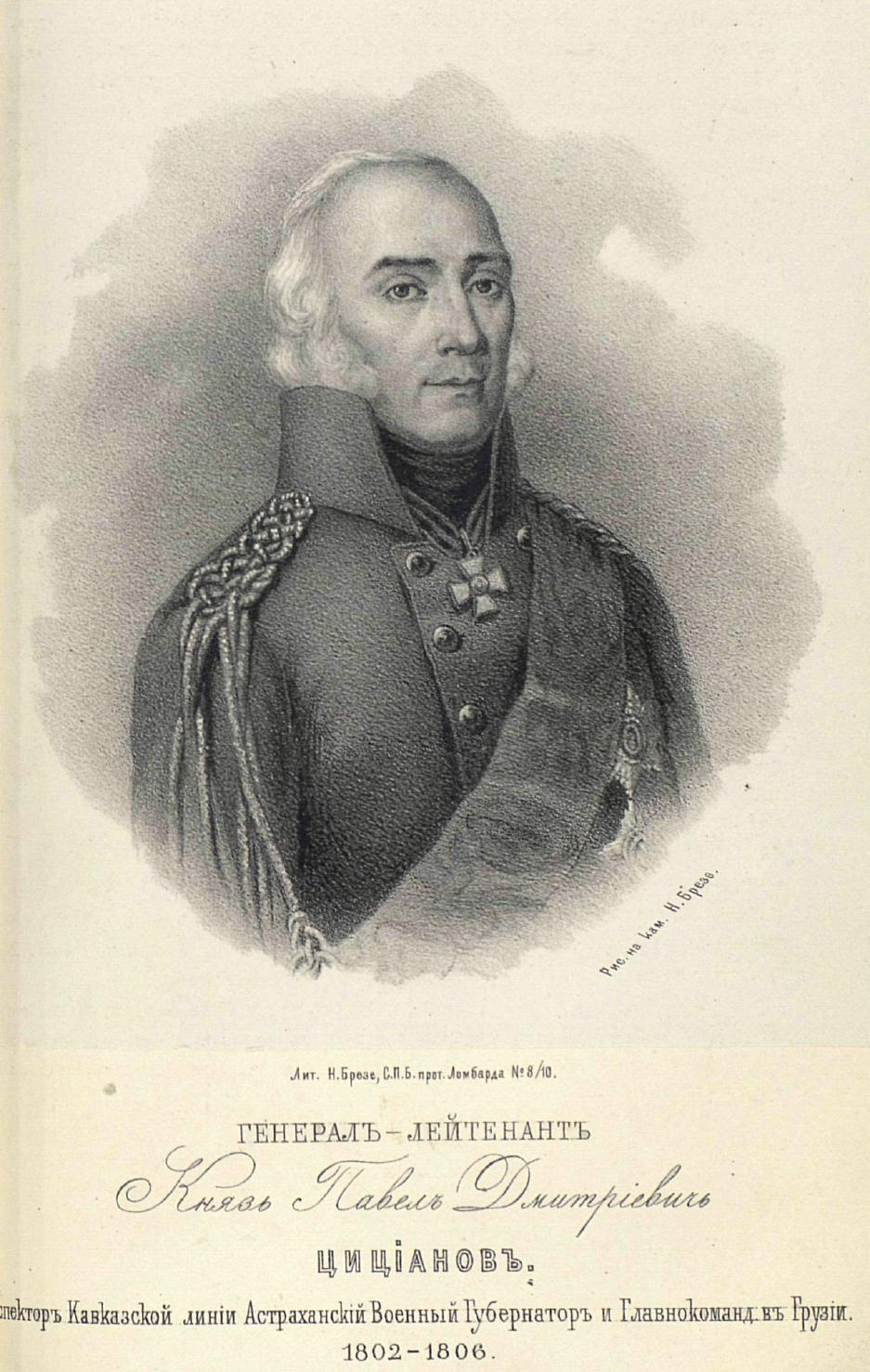
князь Павел Дмитриевич Цицианов, генерал-майор, шеф Тобольского мушкетёрского полка в 1796–1797-х годах

С 1797 года в офицеры можно было производить лишь выпускников кадетских классов и училищ, и унтер-офицеров из дворян, прослуживших не менее трех лет. Унтер-офицеры из недворян могли получить офицерский чин после 12 лет службы. 

2 (14) июля 1798 года Тобольскому мушкетёрскому полку пожалованы 10 знамён образца 1797 года. У одного крест был белым, а углы малиновые с голубым пополам. У остальных крест малиновый, а углы голубые. Древки белые.

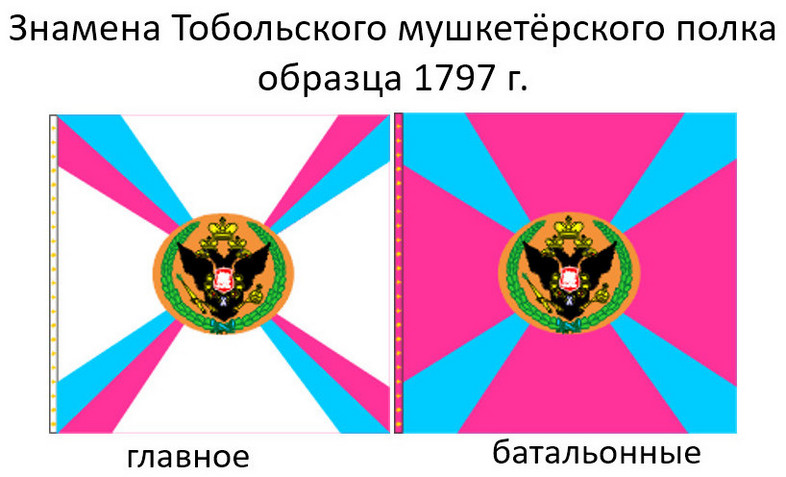

5 (16) января 1798 года переформирование батальонов Тобольского полка. Полк приведён в двухбатальонный состав, — каждый из пяти мушкетёрских рот (157 человек в каждой роте), с одной гренадерской ротой (159 человек в каждой роте). Численность полка – 2126 человек.
1 (12) октября 1798 года новым шефом Тобольского мушкетёрского полка назначен (бывший тоболец) генерал-лейтенант барон Ермолай (Герман) Егорович фон Ферзен. Тобольский мушкетёрский полк сменил своё название на мушкетёрский генерал-лейтенанта Ферзена полк.
Квартирование в Митаве. Перемены в обмундировании солдат. В 1799 году полк отправлен из Ревеля морем в Голландию в составе экспедиционного корпуса генерал-лейтенанта И. И. фон Ферзена (Русско-английская экспедиция 1799 года в Голландию). Тобольский мушкетёрский полк Ферзена вошёл в состав бригады генерал-майора Н. И. Сутгофа (дивизия генерал-лейтенанта М. А. Жеребцова). Дополнительно Тобольский и Днепровский мушкетёрские полки выделили для формирования сводного гренадерского батальона Тимофеева (бригада генерал-майора А. К. Седморацкого, дивизия генерал-майора И. Н. Эссена).  7 (20) сентября 1799 года Тобольский мушкетёрский полк в составе экспедиционного корпуса высадился на голландский берег. Войска экспедиционного корпуса разделились на 4 отделения, в каждом отделении сформировано несколько колонн. Первому отделению (в которое вошёл Тобольский мушкетёрский полк Ферзена) под начальством генерал-лейтенанта Германа, состоящему из русских и английских войск, ставилась задача атаковать французские войска по плотине Слопер-Дейк через деревни Грут и Схорль до большого Алькмарского канала и далее по большой дороге вдоль подошвы дюн на г. Берген.
8 (19) сентября 1799 года, в первом сражении с французами у Бергена Тобольский мушкетёрский полк понёс большие потери, отступил перед стройными войсками Брюна и в других сражениях больше не участвовал. Император Павел I остался недоволен результатами экспедиции, неудачей наших войск и у многих полков, в том числе и у Тобольского, отнял гренадерский бой, но впоследствии бой этот полку возвращён. Об этой войне в 1799 году написал свои воспоминания участник экспедиции в Голландию подполковник Тобольского полка Александр Яковлевич Дубянский (контужен и захвачен в плен 25 сентября (6 октября) 1799 года).
Зимовка полка на Английских островах у северо-западных берегов Франции, а затем в начале 1800 года возвращение морем через Ревель в Митаву. В марте месяце 1800 года передача кирасирским Военного ордена Святого Великомученика и Победоносца Георгия полком почетного караула в Митавском замке мушкетёрскому барона Ферзена полку (для содержания почётного караула при короле Людовике XVIII).
В царствование императора Александра I (в 1801–1825-х годах).
14 (26) января 1801 года шефом полка назначен генерал-майор М. А. Гарин. Мушкетёрский генерал-лейтенанта Ферзена полк сменил своё название на мушкетёрский генерал-майора Гарина полк.
Перемены в обмундировании солдат. Стоянка полка недалеко от Митавы (Гольдинген), охрана берега Балтийского моря от ожидаемого нападения англичан в 1801 году.
29 марта (10 апреля) 1801 года мушкетёрский генерал-майора Гарина полк назван Тобольским мушкетёрским полком.

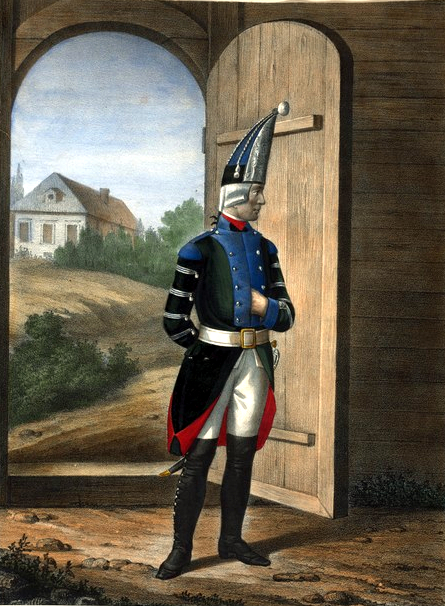
Гренадерский барабанщик Тобольского мушкетёрского полка (в 1797–1801-х годах)

30 апреля (12 мая) 1802 года – переформирование батальонов Тобольского полка. Полк приведён в трёхбатальонный состав (один гренадерский и два мушкетёрских), в каждом по четыре роты. Численность полка в военное время – 2459 человек (в каждой мушкетёрской роте – 183 человека, в гренадерской роте – 185 человек), в мирное – 2168 человек (в каждой мушкетёрской  роте – 159 человек, в гренадерской роте – 161 человек).
В 1802 году в батальонах полка велено иметь по два знамени.
16 (28) мая 1803 года Тобольский пехотный полк выделил из своего состава мушкетёрскую роту на формирование Копорского мушкетёрского полка. Взамен выделенной роты Тобольский полк сформировал новую мушкетёрской роту.
В 1803 году Тобольскому мушкетёрскому полку исполнилось 100 лет его жизни, но юбилея своего он не праздновал, так как в то время тобольцам не было известно, когда, где и как их полк был сформирован. Перемены в обмундировании солдат. Ведены круглые суконные шапки – прототипы киверов, к передней части которых крепилась в качестве эмблемы небольшая медная гренадка.

Тобольский мушкетёрский полк получил знамёна нового образца 1803 года: одно (полковое) белое и пять цветных (батальонных) с жёлтым крестом и белыми углами.

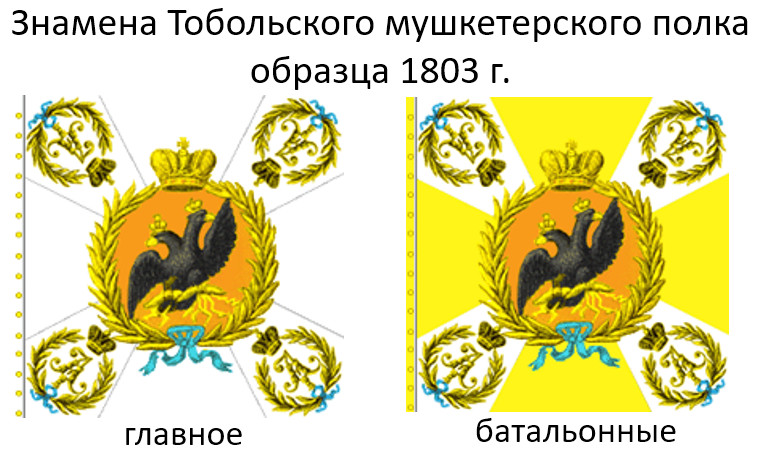

11 мая 1804 шефом полка назначен генерал-майор Я. И. Лихачёв.

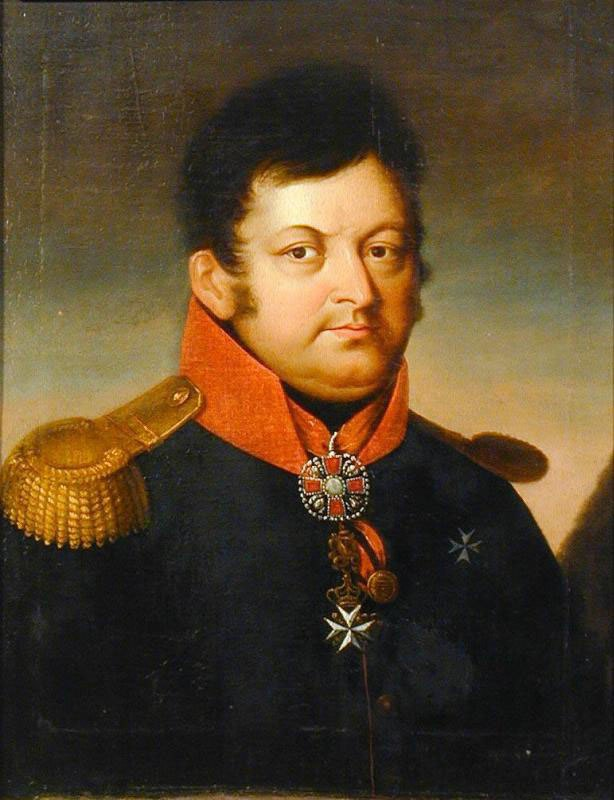
Яков Иванович Лихачёв, генерал-майор, шеф Тобольского мушкетёрского полка в 1804 году

4 (16) ноября 1804 года шефом полка назначен генерал-майор В. В. Ададуров.

9 (21) февраля 1805 года шефом полка назначен генерал-майор Ф. А. Линдфорс. 

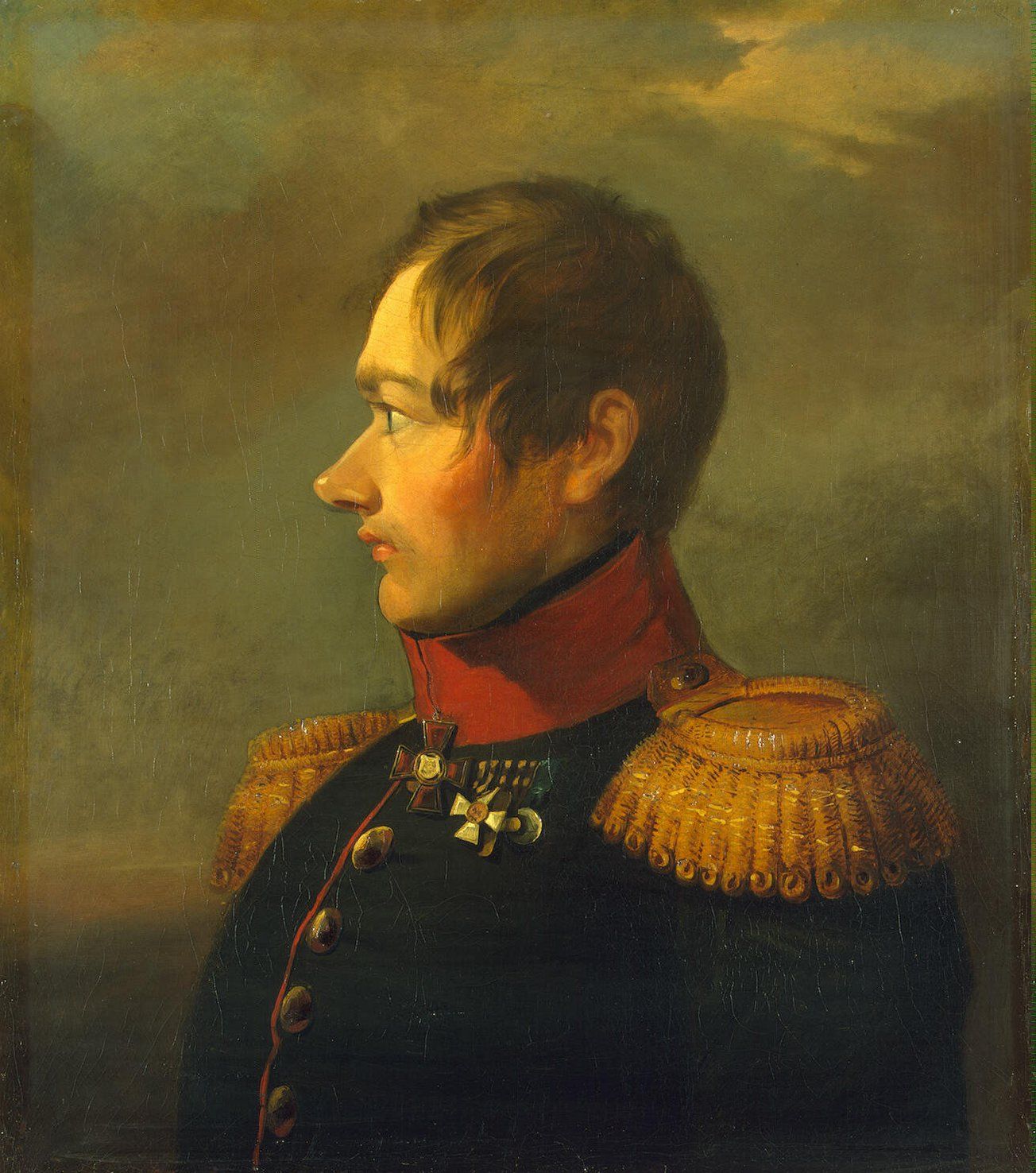
Фёдор Андреевич Линдфорс, генерал-майор, шеф Тобольского мушкетёрского полка в 1805–1806-х годах

В 1805 году полк перешёл в Виленскую губернию.
Войска вместо инспекций разделены на дивизии. 4 (16) мая 1806 года Тобольский полк вошёл в состав  17-й пехотной дивизии под командованием генерал-майора принца Е. Вюртембергского (Виртембергского).

24 августа (5 сентября) 1806 года шефом Тобольского полка назначен полковник П. П. Шрейдер.

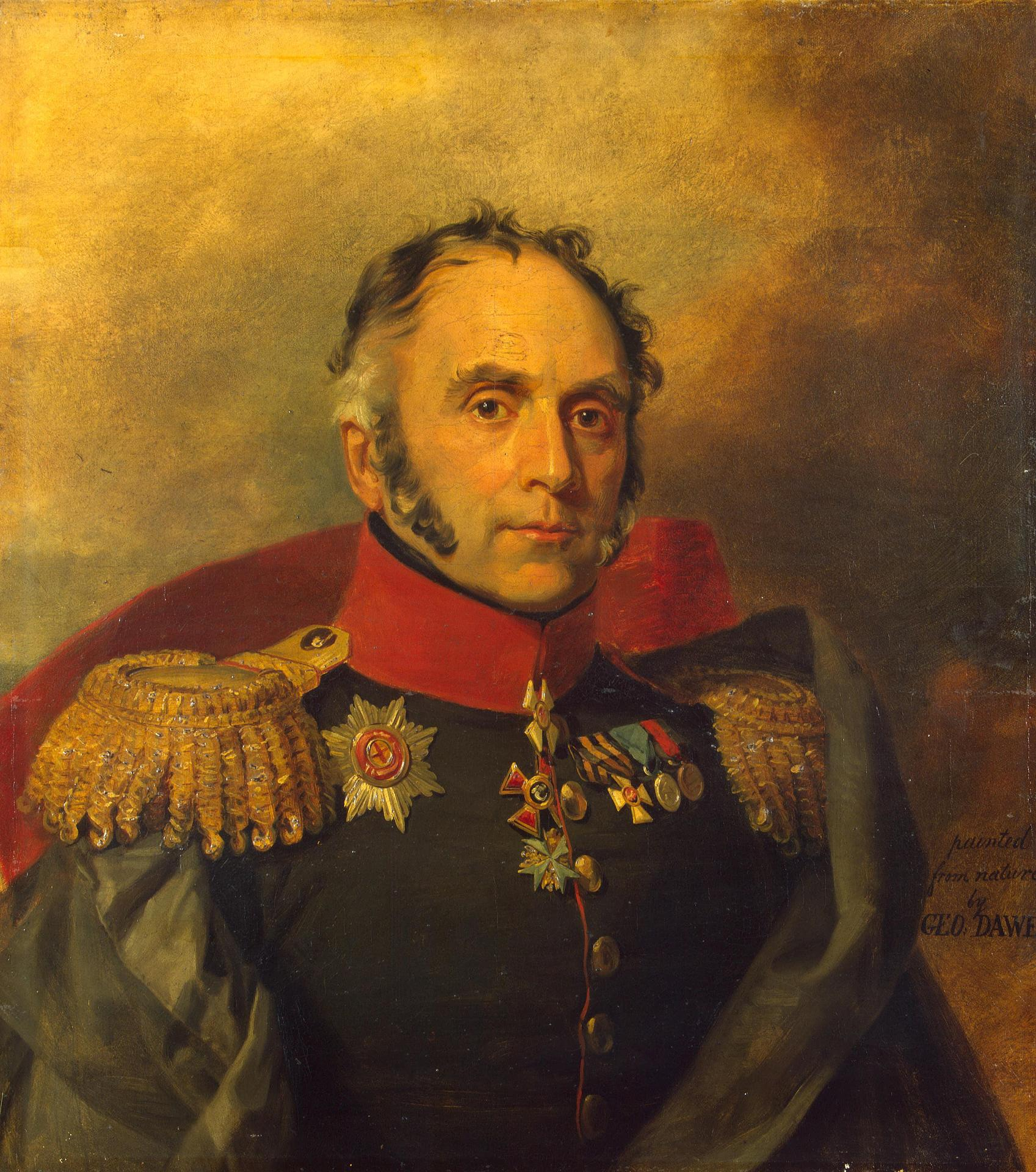
Пётр Петрович Шрейдер, генерал-майор, шеф Тобольского мушкетёрского (пехотного) полка в 1806–1814-х годах

У г. Гродно полк перешёл за границу для войны с французами и Наполеоном I. Русско-прусско-французская война в 1806–1807 годах. 14 (26) декабря 1806 года, в первом сражении у Пултуска, находясь во второй линии полк проявил храбрость и отвагу, отбивая атаки французов. С 26  по 27 января (с 7 по 8 февраля) 1807 года в кровопролитной битве под прусским Прейсиш-Эйлау тобольцы сдерживали атаки французской кавалерии. Сражение под Данцигом в 1807 году. Расположение полка в Мемеле для защиты Прусского короля от французов. Полк назначен в Ковенскую губернию, где расположился невдалеке от Двинска (Динабург).
1808 год – перемены в обмундировании солдат. По распоряжению графа А. А. Аракчеева в полках русской пехоты по образцам французских киверов введены кивера, к которым полагались медные киверные гербы ("орлы"). На них изображался двуглавый орёл с опущенными вниз крыльями, держащий в лапах лавровый венок. С этого времени в войсках стали носить на погонах цифры с номерами дивизий, а шпаги заменены на тесаки.
Императором Александром I организованы военные поселения, которые представляли оригинальную попытку коренным образом изменить систему воинской повинности в России и уменьшить расходы по содержанию (в мирное время) армии, необходимой для защиты Российской Империи в 1808–1815-х годах. Учреждение военных поселений имело целью – образование особого военного сословия, из крестьян, которое в одно и тоже время  занималось бы земледелием и несло военную службу. Солдаты расквартировывались в качестве постояльцев у военных поселян (к ним выписывались их семьи) и выполняли всевозможные хозяйственные работы, начиная от делания кирпичей и возведения построек, и кончая устройством дорог и осушкой болот. За все работы полагалась из казны плата сдельная и подённая. Военные поселяне пожизненно отбывали военную службу.
Дивизии разделены на бригады (1809). В 4-й пехотной дивизии сформирована 2‑я бригада (из Тобольского и Волынского пехотных полков) под командованием генерал-майора И. П. Росси.
Участие полка в строительстве Даугавпилсской (Динабургской) крепости в 1810–1812-х годах. Погоны Тобольскому полку даны красные с цифрой – "4".
12 (24) октября 1810 года в Тобольском полку переформированы три батальона (один гренадерский и два мушкетёрских), в каждом батальоне одна гренадерская и две мушкетёрских роты. Из состава полка исключены два флейтщика.
22 февраля (6 марта) 1811 года Тобольский мушкетёрский полк назван Тобольским пехотным полком. Батальонам (до этого один – шефский, два других именовались по фамилиям – командира и старшего за ним штаб-офицера) присвоены номера: 1-й, 2-й, 3-й. Пехотные полки названы армейскими. В 1811 году отменены алебарды.
19 ноября (1 декабря) 1811 года в составе Тобольского пехотного полка сформирован 4-й резервный батальон в составе трёх рот (185 человек в каждой роте), численностью 559 человек.
30 ноября (12 декабря) 1811 года из состава Тобольского пехотного полка расформирован резервный батальон численностью – 559 человек.

В 1812 году учреждены армейские корпуса: 4-я пехотная дивизия назначена во 2-й пехотный корпус генерал-лейтенанта К. Ф. Багговута, 1-й Западной армии под командованием генерала от инфантерии М. Б. Барклая-де-Толли 1 июля 1812 года Тобольский и Минский пехотные полки вошли в состав 2-й бригады под командованием полковника П. П. Шрейдера. В Отечественной войне 1812 года и заграничных походах в 1813–1814-х годах. Тобольский пехотный полк действовал в составе 4-й пехотной дивизии 2-го пехотного корпуса 1‑й Западной армии.  

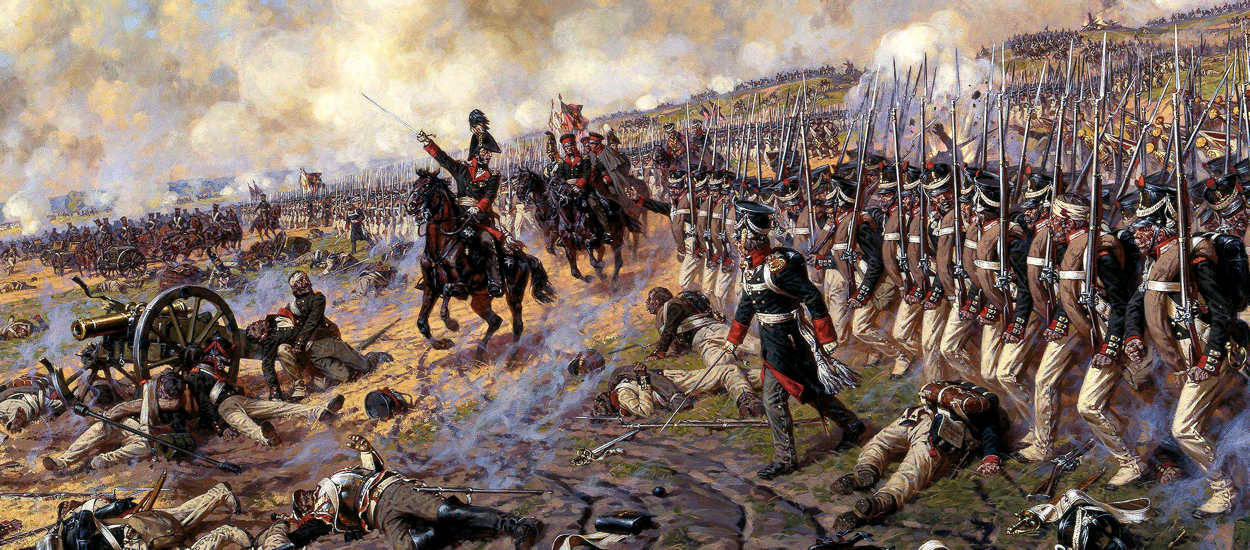
Бородинское сражение. 1812 год. Последняя контратака. Художник Аверьянов А.Ю.

С 4 (16) по 7 (19) августа 1812 года тобольцы приняли участие в кровопролитном сражении под Смоленском. 
5 (17) августа 1812 года Тобольский и Волынский полки направлены на помощь подразделениям Д. П. Неверовского для защиты от поляков Рачинского предместья. В рукопашном бою против ляхов, один из гренадеров Тобольского полка заколол польского бригадного генерала М. Грабовского (командира 18-й пехотной дивизии 5-го армейского корпуса Великой армии).  
6 (18) августа 1812 года Тобольский полк, вместе с другими полками 4 пехотной дивизии, отступил к селению Гедеонову, где полковник Шрейдер получил лично от Главнокомандующего приказание остановиться, и при содействии данных ему 4-х орудий артиллерии, удерживать неприятеля во что бы то ни стало.  

7 (19) августа 1812 года в окрестностях Смоленска, во время боя у д. Гедеонова, Тобольский полк (вместе с Белозерским и Вильманстрандским полками) два часа удерживал огромные силы противника и тем самым спас арьергард Русской армии, отступавшей от Смоленска, который французы стремились отрезать. Приказание было исполнено столь отлично, что командир 17-й пехотной дивизии Принц Евгений, в записках своих, назвал оказанный здесь Шрейдером подвиг "удивительным, благодаря непоколебимой стойкости Тобольского полка... Французы не выиграли ни пяди земли". 

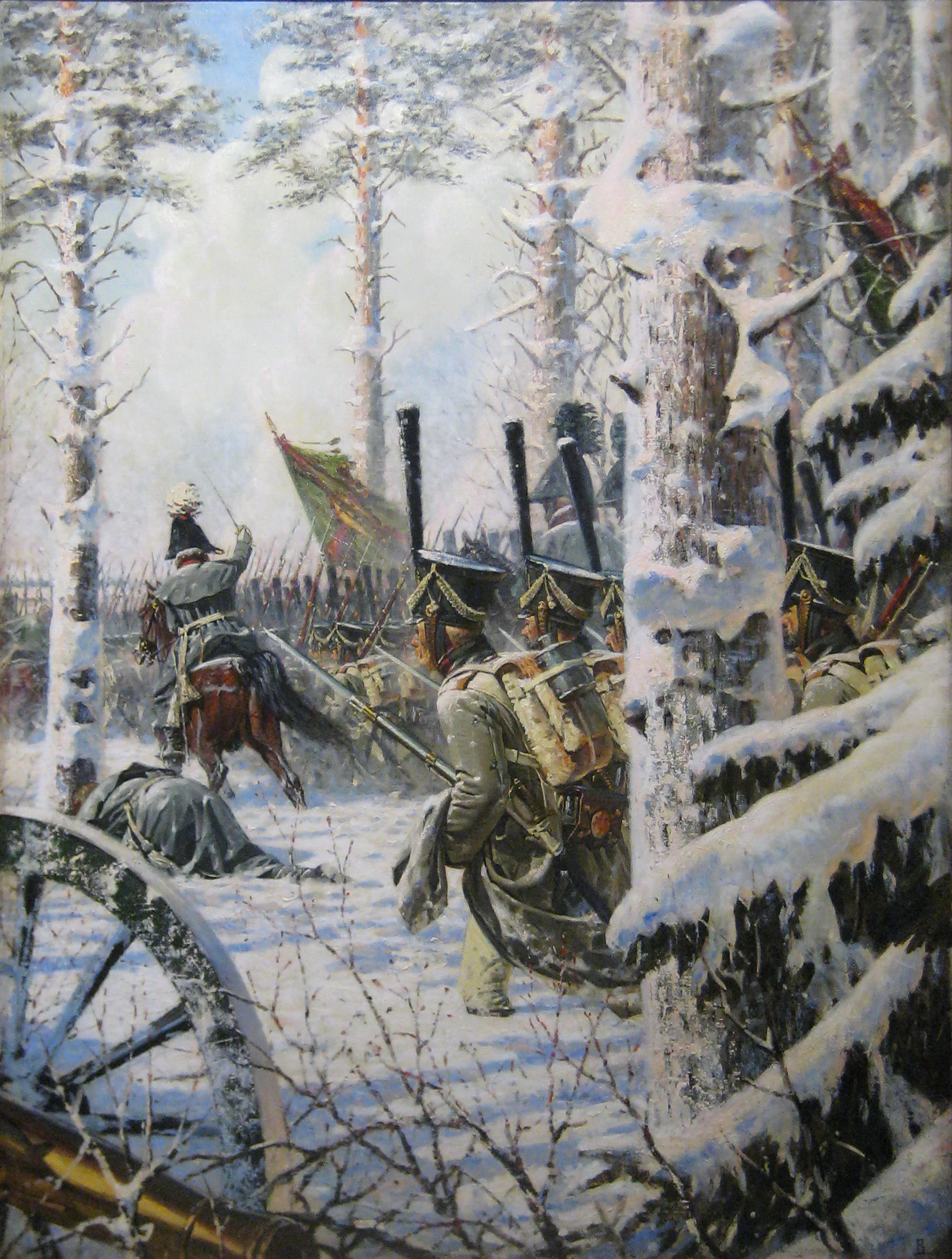
«В штыки! Ура! Ура!». 1812 год. Художник В.В. Верещагин, создана в 1887–1895-х годах

26 августа (7 сентября) 1812 года в Бородинском бою Тобольский полк проявил стойкость и мужество. Тобольский полк в составе 4-й дивизии генерала принца Е. Вюртембергского прикрывал одно из самых важных стратегических направлений – батарею генерала Н. Н. Раевского (редут, возведённый в центре русских позиций на господствовавшей над местностью Курганной высоте). Тобольцы, в батальонных каре, отбили шесть атак французской кавалерии (драгун и улан), оставив Бородинское поле сражения в числе последних полков, понеся большие потери (свыше половины личного состава).

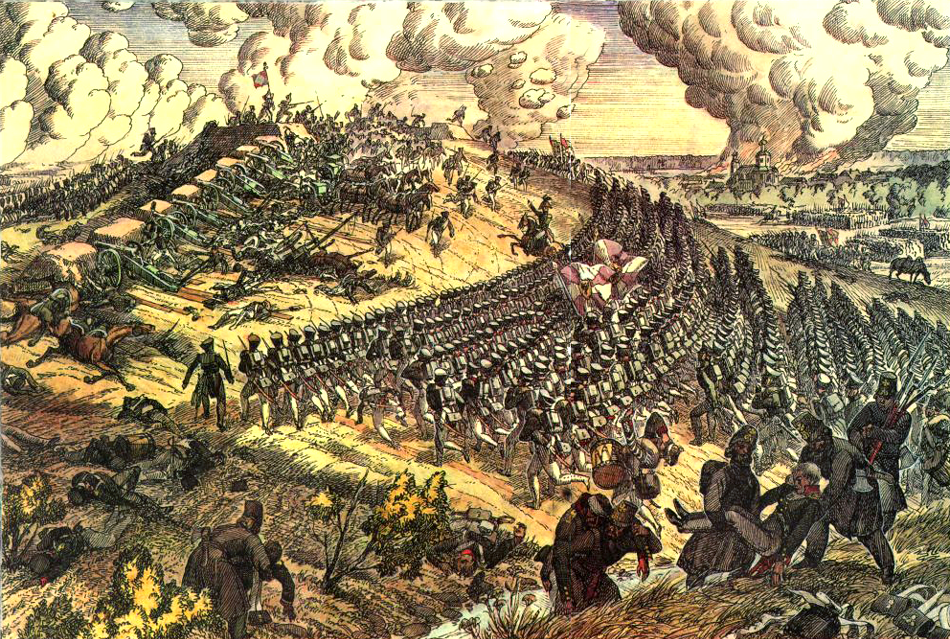
Бородинское сражение. 1812 год. Бой за батарею Раевского. Художник-иллюстратор О.К. Пархаев

6 (18) октября 1812 года Тобольский полк принял участие в Тарутинском сражении (c. Тapутинo Кaлужcкoй губеpнии), где был разбит авангард Наполеона, выставленный из Москвы.
12 (24) октября 1812 года сражение у Малоярославца.
22 октября (3 ноября) 1812 года сражение под Вязьмой.
С 3 (15) по 6 (18) ноября 1812 года дело под Красным, в семи верстах от Смоленска.
С 14 (26) по 16 (28) ноября 1812 года переход через р. Березину (полк направлен со 2-м корпусом к г. Гродно).
1 (13) февраля 1813 года Тобольский полк принял участие в сражении при польском Калише.
С 8 (20) по 9 (21) мая 1813 года был в о всех арьергардных делах при отступлении русских и прусских войск, в Бауценском сражении.
С 10 по 22 мая (с 22 мая по 2 июня) 1813 года участие полка в делах при Рейхенбахе, Маркерсдорфе, у Кётице, на реке Лёбау и Шёпсе.
С 14 (26) по 15 (27) августа, с 26 по 27 августа ( с 7 по 8 сентября) 1813 года сражения под Дрезденом и Кричвице. 17 (29) августа 1813 года во время тумана полк был атакован конницей, устоял от поражения и отстоял свои знамёна, которыми старался овладеть неприятель.
С 17 по 30 августа (с 29 августа по 11 сентября) 1813 года сражения при Теплице, Гисгюбели, Цегисте, Геллендорфе и Кульме. 18 августа Тобольцы, в числе других войск 2-го корпуса, в батальонных колоннах, ружьё на руку, пошли на высоты, француз дрогнули и отступили, бросив 21 орудие.  
С 2 (14) по 19 (31) октября 1813 года сражения при Либервольковице, Лейпциге, Вахау, Линденау и Мекрене. 6 (18) октября 1813 года полк принял участие в жаркой битве у деревни Пробстгейде, 7 (19) октября 1813 года в общем приступе Лейпцига, 25 октября (6 ноября) 1813 года в осаде Эрфурта, 25 декабря в осаде крепости Кёль. 
С начала января по 21 декабря (6 января) 1813 (1814) года осада и взятие крепости Данцига.
13 (25) февраля 1814 года Тобольцы, вместе с четырьмя полками егерей участвовали в обходе левого фланга отступающих французов. 15 (27) февраля 1814 года сражение при Бар-сир-Оби. 

С 8 (20) по 9 (21) марта 1814 года сражение при Арсисе.

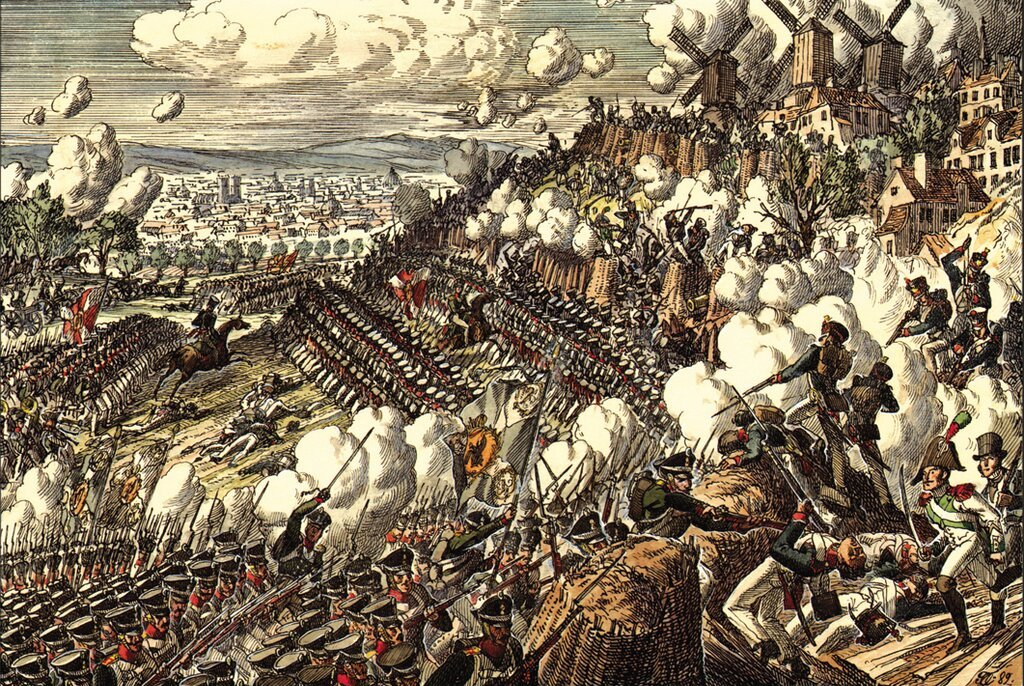
Битва за Париж. 1814 год. Русская пехота штурмует высоты Монмартра. Художник-иллюстратор О.К. Пархаев

18 (30) марта 1814 года – взятие Парижа, атака французской высоты Монмартр на севере и предместья Роменвиль в центре Парижа (1814). За взятие Парижа Тобольскому полку пожалована серебряная труба с надписью: "ЗА ВЗЯТИЕ МОНМАРТРА 30 АВГУСТА 1814 ГОДА"
В 1814 году полкам велено было иметь только по одному знамени на батальон, цветному, белые знамёна отменены. Полковым знаменем считалось знамя "старшего" батальона.
По возвращении из Франции квартирование тобольцев в Виленской губернии в 1814–1816-х годах.
В 1817 году 4-я пехотная дивизия переименована в 28-ю, а затем в 22-ю. Квартирование полка в Николаеве Херсонской губернии в 1818 году.
В 1819 году начальник 22-й пехотной дивизии генерал-лейтенант П. Я. Корнилов: 1-я бригада – Тобольский и Старооскольский пехотные полки, 2-я бригада – Днепровский и Одесский пехотные полки, 3-я бригада – 37-й и 38-й егерские полки.
Квартирование полка около Каменец-Подольского в 1819 году, в Бессарабии в 1819–1825-х годах.
В 1820 году Тобольский полк зачислен в 1-ю бригаду 17-й пехотной дивизии.
В царствование императора Николая I (в 1825–1855-х годах).
Квартирование полка в Бессарабии: Кишинёве, Бричаны в 1825–1827-х годах. Перемены в обмундировании солдат в 1826–1827-х годах.
24 марта (5 апреля) 1828 года во всех войсках введён кивер нового образца. К нему полагался новый киверный герб в виде двуглавого орла под короной, со щитом на груди, сидящим на щитке характерной полулунной формы ("щит Минервы"). Пехотным полкам герб на кивере велено иметь из жёлтой меди, изображающий двуглавого орла, со щитом внизу, на котором выбит прорезной номер полка. Пехотным полкам впервые были присвоены номера (без добавления к названию полка). Каждый полк получил тот номер, который приходился по общему списку пехотных полков армии, по порядку дивизий. Тобольскому полку присвоен номер 66. В октябре 1829 года последовал указ "О номерах на киверных гербах и мундирных пуговицах в пехоте", которым предписывалось в течение 1830 года ввести во всех армейских пехотных полках "киверные орлы" и пуговицы с номерами полков. Тобольский пехотный полк получил пуговицы жёлтого цвета "на мундирах, сюртуках и шинелях с выпуклым изображением цифры, присвоенной на киверном гербе" – "66".
Русско-турецкая война в 1828–1829-х годах. Тобольский пехотный полк в составе 17-й пехотной дивизии (5-й корпус, 1-я армия) вместе с Екатеринбургским пехотным полком (1-я бригада); Томским, Колыванским пехотными полками (2-я бригада), 33-м и 34-м Егерскими полками (3-я бригада). Срок действительной службы в армии – 25 лет.

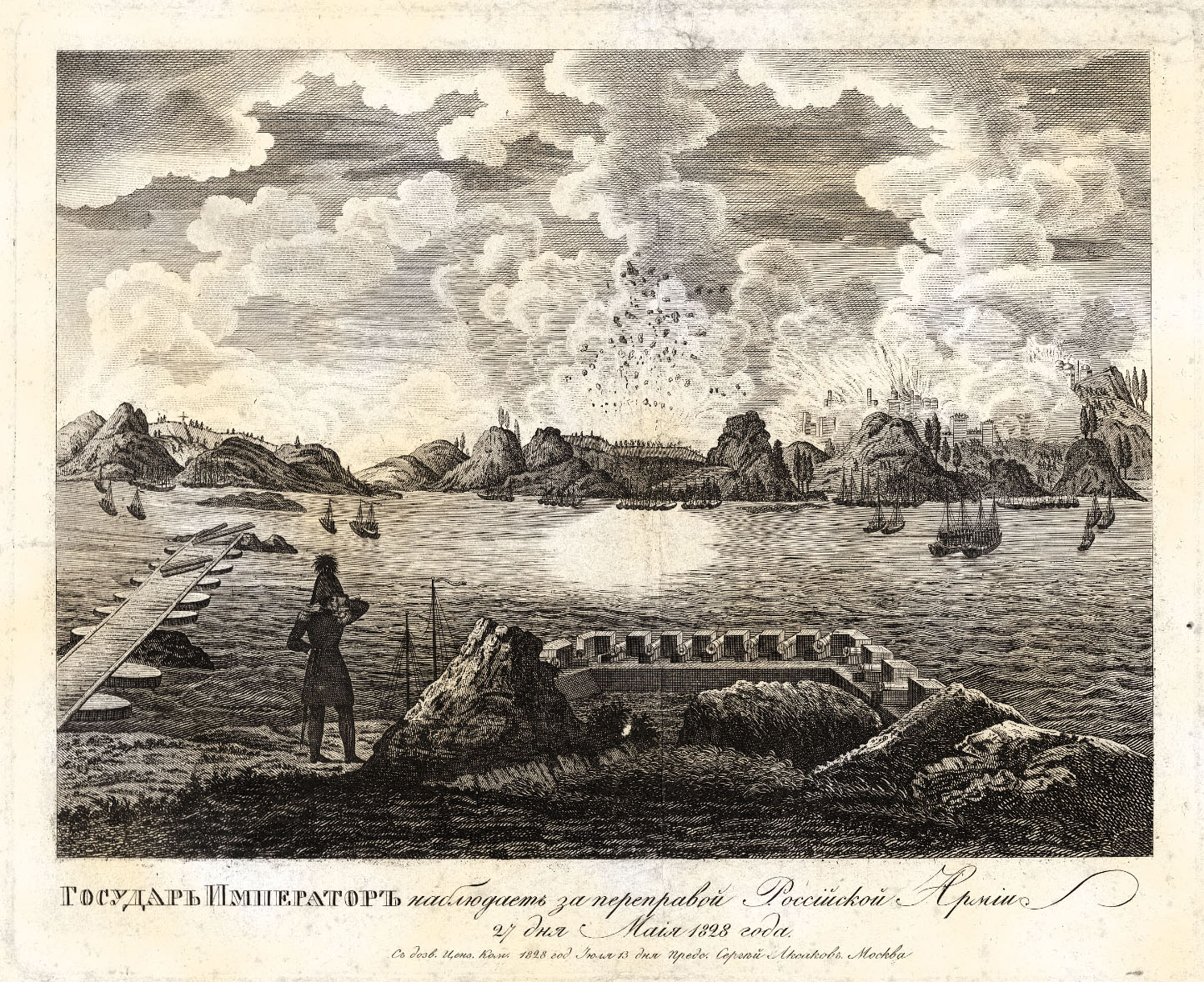
Государь император наблюдает за переправой российской армии через Дунай 27 мая 1828 года

В поход выступили два батальона тобольцев: 1-й оставлен в Валахии (Бухарест), а 2-й поступил в отряд, назначенный для наблюдения на р. Дунай за дунайской (турецкой) крепостью Журжа (Журжево), ныне румынский город Джурджу (1828). 14 (26) июля и 21 сентября (3 октября) 1828 года тобольцы участвовали в отражении вылазок. В 1829 году сражение 2-го батальона тобольцев под укреплённым Раховым, взятие неприятельского редута после четырех часового упорного боя.
В мае 1829 года при штурме Рахова (хорошо укреплённой турецкой крепости) отличился священник Тобольского полка отец Иов Каминский. Для обеспечения штурма Рахова командир полка подполковник М. Н. Леман поставил задачу 2-му батальону: форсировать Дунай под огнём противника и уничтожить неприятельскую батарею. При переправе через р. Дунай на неприятельский берег отец Иов Каминский благословил воинов, в полном облачении переправился с ними на лодке, принял участие во взятии неприятельской батареи. Читая на ходу молитвы, упорно карабкаясь на батарейный вал, увлекая за собой солдат батальонного десанта, священник одним из первых поднялся на батарейный вал редута. В рукопашной схватке со врагом, находясь в первой шеренге атакующих, отец Иов Каминский был тяжело ранен пулею в голову, с повреждением челюстей и языка.
Успех переправы тобольцев и уничтожения ими неприятельской батареи –  в этом во многом заслуга отца Иова Каминского и его мужества. Государь император пожаловал герою орден Святого Георгия 4-й степени, пожизненный пансион ежегодно по пятьсот рублей и повелел Святому Синоду определить его к Петергофской Дворцовой церкви вторым священником. Воля государя исполнена была в указе Святого Синода от 29 июля (10 августа) 1829 года  за номером – "9512". Отец Иов Каминский стал вторым кавалером Георгиевского ордена в истории военного духовенства.
За дело при Рахове тобольцам вторично пожалован Гренадерский бой "ПОХОД ЗА ВОЕННЫЕ ОТЛИЧИЯ". Капитан Тобольского полка Чуди записал "Воспоминания Тобольского полка о Русско-турецкой войне в 1828–1829-х годах".
Постоянное квартирование полка в Валахии, в окрестностях Бухареста в 1829–1831-х годах.
9 (21) мая 1830 года 1-й и 2-й батальоны Тобольского полка (численностью 2272 человека) названы – действующими, а 3-й – резервным (численностью в военное время – 1116 человек, в мирное – 488 человек).
Реорганизация армии (в 1831–1833-х годах). Новую нумерацию киверных гербов и пуговиц армейских пехотных полков определило "Положение о преобразовании армейской пехоты". С января 1833 года в соответствии с новой росписью в состав 13-й дивизии вошли пехотные полки под номерами киверных гербов и пуговиц: 25-й Екатеринбургский, 26-й Тобольский и егерские: 25-й Томский, 26-й Колыванский. Возвращение тобольцев в Россию, в Черниговскую губернию (Борзна).
28 января (9 февраля) 1833 года Тобольский полк переформирован в составе шести батальонов: четыре действующих батальона, с одной нестроевой ротой и два резервных батальона с двумя нестроевыми отделениями, составлявшими в мирное время один сводный резервный батальон со сводным нестроевым отделением. Численность каждого действующего батальона в военное время – 1056 человек (261 человек в каждой мушкетёрской роте, 263 человека в гренадерской роте), нестроевой роты – 126 человек, нестроевого отделения сводного резервного батальона – 30 человек. Численность каждого действующего батальона в мирное время – 1055 человек (261 человек в каждой мушкетёрской роте, 263 человека в гренадерской роте), нестроевой роты – 126 человек, нестроевого отделения сводного резервного батальона – 30 человек. Состав двух действующих батальонов полка пополнили раскассированные: 2-й батальон 33-го Егерского полка и 2-й батальон Крымского пехотного полка. Численность полка в военное время – 6588 человек, в мирное – 5359 человек.

Высочайшим указом от 14 (26) апреля 1833 года 3-му батальону Тобольского пехотного полка пожаловано простое знамя (крест зелёный, углы белые, шитьё золотое) с надписью: "ЗА ОТЛИЧИЕ ПРОТИВ ФРАНЦУЗОВ В 1812, 1813 И 1814 ГОДАХ". 1 мая 1834 года – 4-му батальону такое же знамя без надписи, 25 июня 1838 года – Александровские ленты на знамёна 1-го, 2-го и 4-го батальонов.

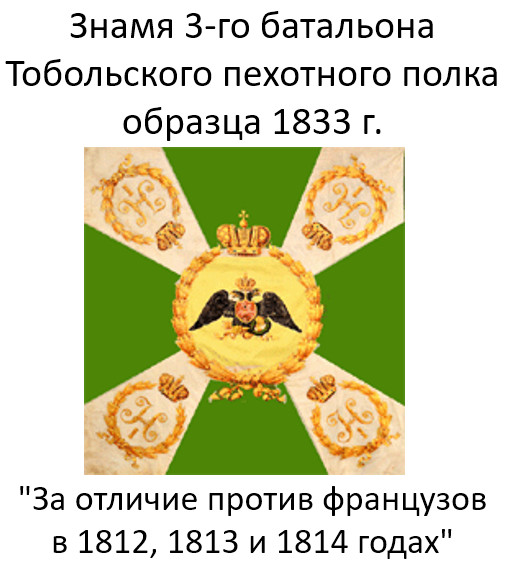

В 1833 году на знамёна и штандарты армейский частей пожалованы скобы и ленты юбилейные. Медные вызолоченные скобы, крепящиеся на древко знамени, на которых описывалась краткая история полка и отличия. Ширина скобы 1" 1/2. Юбилейные ленты – Александровские – ордена Святого князя Александра Невского (красные). Они предназначались частям, существующим 100 лет и более. Ленты имели длину 142,4 см и ширину 4,45 см. Всё шитьё (вензеля, надписи и каёмки) – по прибору полка. На лентах размещаются: 1-я сторона вензеля основателей полка. Год основания и первоначальное название части (или нескольких частей); 2-я сторона – вензель государя, пожаловавшего отличие, надпись отличия (только для Георгиевских знамён и штандартов; у простых знамён – эта сторона пустая); 3-я сторона – кованый государственный герб, продолжение надписи отличия; 4-я сторона (задняя) — год пожалования ленты, название полка в этот момент. На банте указан год пожалования ленты. Бант прикреплён к ленте мундирной пуговицей. 

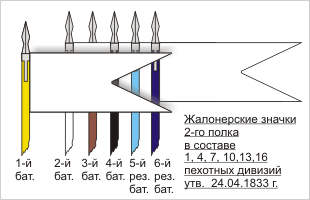
Жалонерные значки Тобольского пехотного полка

18 (30) апреля 1833 года утверждены жалонерные значки. Тобольскому пехотному полку (2-му в 13-й пехотной дивизии) достался одноцветный белый значок. Во всех батальонах полка цвет полотнища значка был одинаковым, но древки имели различные цвета по батальонам.
28 февраля (12 марта) 1834 года 6-й резервный батальон Тобольского полка упразднён. Численность 5-го резервного батальона с одним нестроевым отделением в военное время – 1088 человек (261 человек в каждой мушкетёрской роте, 263 человека в гренадерской роте, 30 человек в нестроевом отделении), в мирное время – 476 человек (108 человек в каждой мушкетёрской роте, 111 человек в гренадерской роте, 30 человек в нестроевом отделении).
21 марта (2 апреля) 1834 года Тобольский полк выделил из своего состава 2-й действующий батальон и 2-й резервный батальон Крымского пехотного полка, из состава 4-го действующего и 6-го резервного батальонов в состав войск отдельного Кавказского корпуса. Взамен 2-го действующего батальона сформирован батальон из чинов 1-го, 2-го и 3-го действующих батальонов.
28 апреля (10 мая) 1834 года Тобольский полк выделил из своего состава нестроевую роту и нестроевое отделение в состав батальона 5-й Фурштатской бригады.
30 августа (11 сентября) 1834 года численность Тобольского полка по мирному времени уменьшилась на – 200 рядовых (в каждом действующем батальоне уменьшилась на – 50 человек). Для увеличения численности Тобольского полка на военное время в штатную численность запасных войск на мирное время включён запасной полубатальон под номером – "38".
Квартирование тобольцев в: Киеве, Лубны Полтавской губернии (1834). Перемены в обмундировании солдат. В 1834 году срок военной службы для нижних чинов установлен – 20 лет.
5 (17) июня 1835 года численность Тобольского полка на мирное время уменьшилась на – 200 рядовых.
Новое масштабное изменение нумерации корпусов, дивизий, полков (номеров на пуговицах) в апреле 1835 года: 13-я пехотная дивизия переименована в 10-ю, номера полков: Екатеринбургского пехотного и Томского егерского изменились на – "19", Тобольского пехотного и Колыванского егерского на – "20". Постоянное квартирование в окрестностях Варшавы (1836–1839): 1-й батальон – Остроленка, 2-й батальон – м. Замбров (Замбрув) , 3-й батальон – Ломза (Ломжа), 4-й батальон – Остров (Острув).
5 (17) февраля 1838 года изменения штатной численности резервного батальона Тобольского полка: к штатному числу офицеров введены должности – поручика и прапорщика.
19 сентября (1 октября) 1838 года в штатной численности резервного батальона Тобольского полка вместо двух писарей положено иметь одного.
19 (31) мая 1839 года к штатному числу фурштатских рядовых введены три должности.
Участие в строительстве крепости Брест-Литовск. Вместо 20-летнего срока военной службы для нижних чинов, установлен срок службы – 12 лет в 1839–1859-х годах.
Квартирование тобольцев в Подольской губернии м. Тульчин (1840), Херсонской, Киевской и снова в Подольской губернии.
23 декабря (4 января) 1841 (1842) года 4-й действующий батальон Тобольского полка из "полного" состава переведён в "кадрированный" состав. Численность батальона – 448 человек (109 человек в каждой мушкетёрской роте, 111 человек в гренадерской роте).
20 и 25 января (1 и 6 февраля) 1842 года изменения штатной численности Тобольского полка: упразднён 5-й резервный батальон. Для полка велено иметь в запасных войсках, укомплектованные из числа бессрочноотпускных нижних чинов, 5-й резервный и 6-й запасной батальоны в "кадрированном" составе, общей численностью – 470 человек каждый. К штатной численности полка введены две должности штаб-офицеров и двадцать обер-офицеров.
Квартирование тобольцев в Черниговской губернии м. Стародуб – караульная служба в крепости Бобруйск в 1842–1844-х годах.
7 (19) октября 1843 года переформирование батальонов Тобольского полка. Полк приведён в четырёхбатальонный состав. Численность 1-го батальона – 951 человек, 2-го и 3-го батальонов  904 человека в каждом. Из состава 1-го, 2-го и 3-го батальонов выделено по 150 человек рядовых для увеличения штатной численности нижних чинов 4-го "кадрированного" батальона. Численность 4-го батальона составила – 899 человек.
Полку на замену киверов выданы каски. Квартирование тобольцев в Николаеве и Херсоне в 1845 году, в Киевской губернии м. Сквира.
30 марта (11 апреля) 1846 года численность нижних чинов в резервном батальоне Тобольского полка увеличена до – 600 человек, в запасном батальоне до – 500 человек, сверх положенного в них числа прочих нижних чинов.
1846 год – перевооружение полка новыми ружьями с ударными замками.
Квартирование тобольцев в Волынской губернии (1847).
5 (17) июля 1847 года штатная численность нижних чинов резервного и запасного батальонов Тобольского полка сократилась на – 100 рядовых.
18 (30) декабря 1848 года от Тобольского полка учреждены резервный и запасной батальоны в состав которых введены должности – два обер-офицера, восемь унтер-офицеров, два барабанщика, тридцать два рядовых. На мирное время сокращены две должности штабс-капитанов.
Поход в Австрию (Токай, Дебрецен) для усмирения Венгрии (Подавление Венгерского восстания в 1848–1849-х годах). В сражениях при деревне Перед, на правом берегу реки Ваг, под Коморном и близ крепости Темешвара тобольцы проявили мужество и стойкость. По возвращении в Россию полк расквартирован в Подольской губернии, затем Киевской, Могилёвской, опять в Киевской губернии: 1-й батальон – Черново, 2-й батальон – Белополье, 3-й батальон – Бердичев, 4-й батальон Махновка. Срок военной службы сокращён до – 15 лет.
27 января (8 февраля) 1849 года в числе штатных музыкантов резервного и запасного батальонах велено иметь по одному батальонному барабанщику и одному батальонному горнисту.
3 (15) июля 1849 года к штатному числу офицеров резервного и запасного батальонов включены по четыре должности обер-офицера в каждый, три штабс-капитана, одна поручика и одна прапорщика.
19 апреля (1 мая) 1850 года в резервном и запасном батальонах в составе запасных войск штатная численность рядовых в "кадрированном" составе – 500, в "полном" – 920 человек, в каждом.
19 апреля (1 мая) 1850 года  штатная численность Тобольского полка на мирное время уменьшилась на  400 рядовых.
28 сентября (10 октября) 1850 года штаб-офицеры и обер-офицеры резервного и запасного батальонов включены в штат Тобольского полка.
29 сентября (10 октября) 1851 года в штатной численности резервного и запасного батальонов определено иметь по одному горнисту.
В росписи знамён 1851 года о Тобольском пехотном полку сказано: "... у 1-го и 2-го батальонов простые знамёна без надписей, высшая грамота 2 июля 1798; у 3-го батальона простое знамя с надписью "ЗА ОТЛИЧИЕ В 1814 ГОДУ ПРОТИВ ФРАНЦУЗОВ", пожаловано при поступлении батальона бывшего 33-го егерского полка взамен его серебряной трубы, высочайше утверждённым расписание знаков отличий войск (1833); у 4-го батальона простое знамя без надписи, высочайше утверждённым расписание знаков отличий войск (1833). При знамёнах всех 4-х батальонов имеются Александровские ленты и скобы, на основании указа 25 июня (7 июля) 1838 года".
В июне 1853 года (первый период Дунайской кампании) Тобольский полк перешёл р. Прут и вступил на территорию Молдавии и Валахия, Краирово, передвинулся к турецкой крепости Видин на р. Дунай (Крымская война в 1853–1856-х годах). Две с половиной тысячи русских солдат (Тобольский полк, эскадрон гусар и сотня казаков) с шестью орудиями под командованием полковника А. К. Баумгартена заняли д. Четати.  

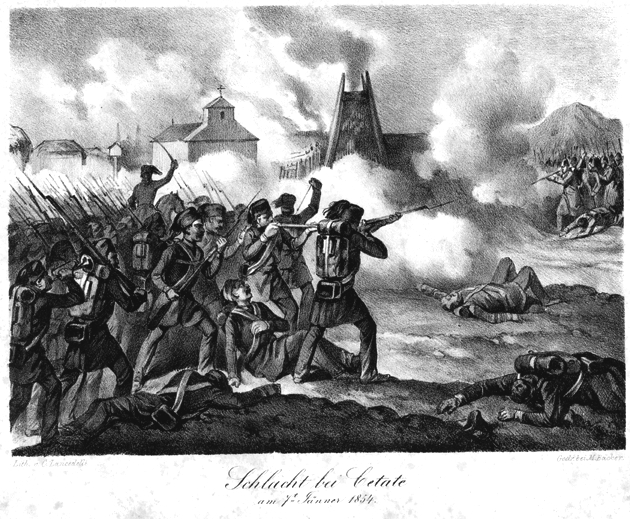
Сражение при Четати в 1854 году. Автор Карл Ланзеделли

19 (31) декабря 1853 года турецкая  армия атаковала четыре раза русский пост в Четати, в котором находился 4-й Тобольский батальон. Несмотря на значительное превосходство неприятеля в силах, тобольцы отбиваясь штыками от наседавших со всех сторон турок выдержали натиск 3000 кавалерии и захватили 2 орудия.

25 декабря (6 января) 1853 (1854) года тобольцы, окружённые с трёх сторон неприятелем, в неравной борьбе отбили пяти часовую атаку 18000 турок при поддержке 24-х орудий.   

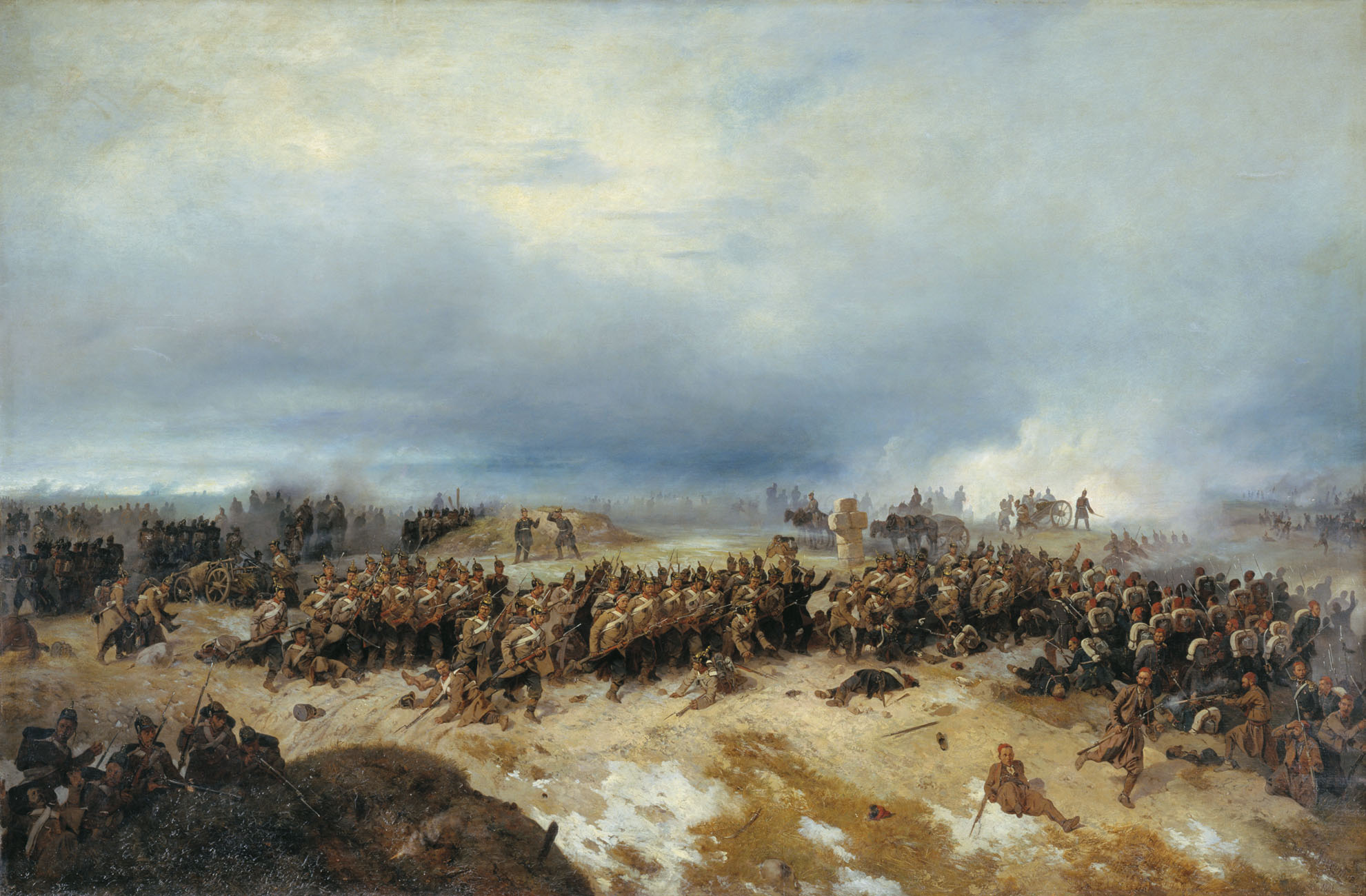
Сражение у Четати 25 декабря 1853 года. Художник В.Н. Максутов, 1861 год

Во время боя неприятельская кавалерия попала в овраг, русские солдаты бросились, преследуя её, туда же. "Чтобы не дать неприятелю вывезти брошенные им орудия, и с более близкой дистанции поражать огнём стрелков отступавшую турецкую кавалерию, полковник А. К. Баумгартен решился, пользуясь смятением в рядах противника, занять овраг и вызвал для этой цели охотников. Глубокий ров перед валом помешал солдатам быстро выполнить данное им поручение: ни спуска, ни моста в этом месте не было, обходить было далеко. Тогда рядовой 12-й роты Никифор Дворник вскочил в ров, стал поперёк и, нагнувшись, сделав из себя как бы мост, закричал товарищам: "Переходи через меня, ребята! Дело будет скорей!" Пропустив таким образом человек до сорока, Дворник просил его вытащить и вместе с другими бросился на турецкую кавалерию". Овраг и вал были заняты, турецкие орудия заклёпаны, лафеты изрублены.    

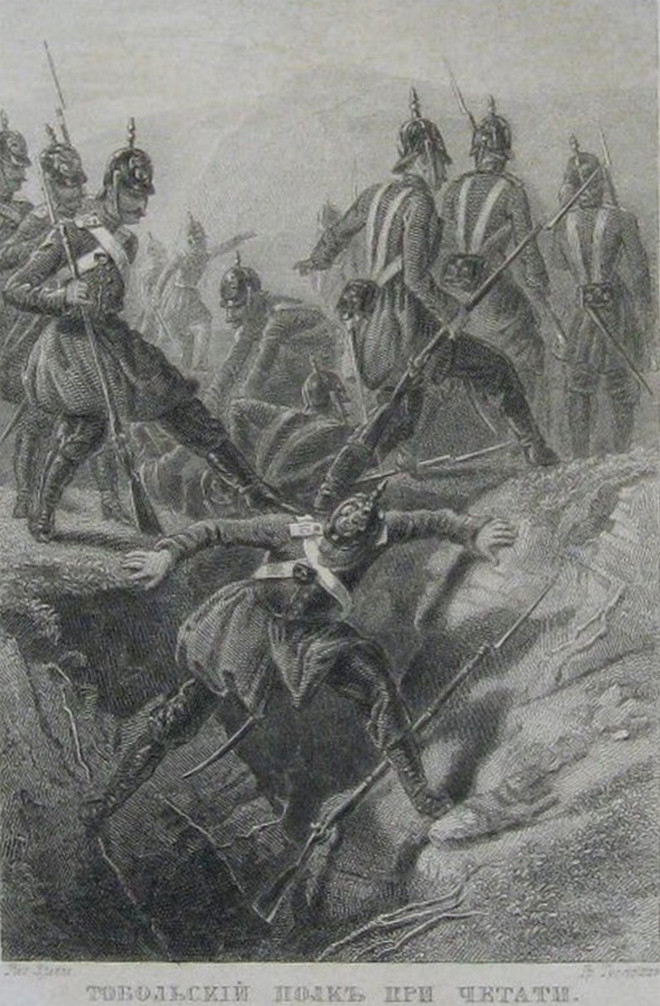
Тобольский полк при Четати. Художник М.А. Зичи. Бумага, гравюра на стали, 1863 год

Художник М.А. Зичи, на основании свидетельств солдат и офицеров Тобольского полка, написал картину, изображающую подвиг вскоре погибшего Никифора Дворника. На картине отображён тот момент, когда Никифор стоит сгорбившись в расщелине рва.   

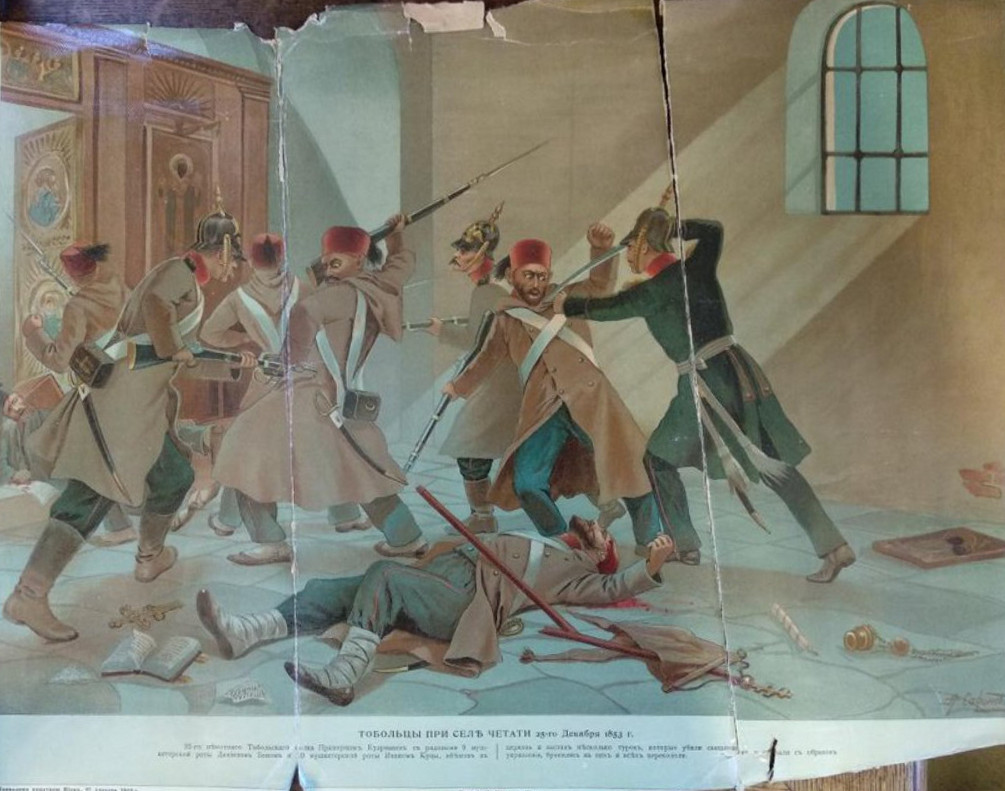
Тобольцы при селе Четати 25 декабря 1853 г. Хромолитография издания П. Плахова, Киев, 1903 год

Четатский бой носил исключительно упорный характер, и от поражения тобольцев в самый критический момент спас подошедший на помощь Одесский полк (преодолев двенадцать вёрст от с. Моцецей до Четати), который привёл по собственной инициативе генерал-майор К. А. Бельгард. Благодаря своевременному прибытию и лихой атаке Одесского полка резко ослабел натиск турецкой пехоты в решающий момент атаки. Об интенсивности боя можно судить по тому, что шинель генерал-майора К. А. Бельгарда была пробита пулями в 11 местах.   

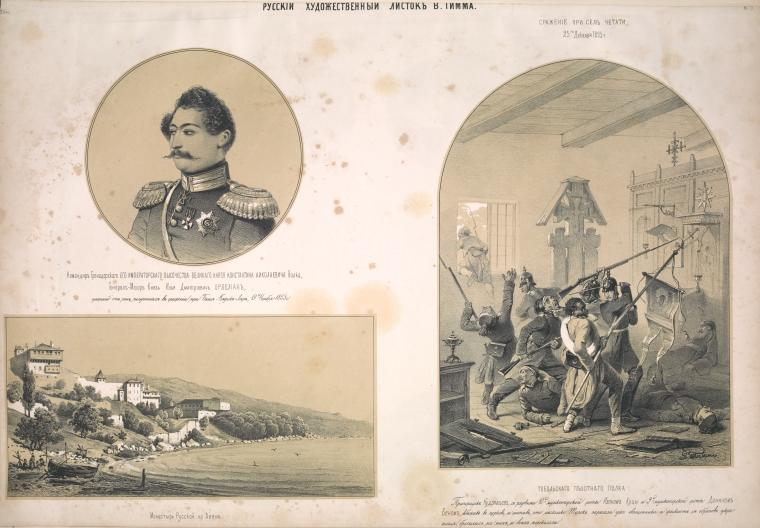
Тобольский пехотный полк в деле при Четати (рисунок справа). Сборник литографий «Русский художественный листок». Живописец и график В.Ф. Тимм

Тобольский полк был спасён от совершенного истребления. А. К. Баумгартен признался, что если бы не поддержка, через полчаса Тобольский полк был бы уничтожен. Подкрепление увеличило русские силы до 4000 человек. Турки потеряли около 3000 человек и шесть орудий, русские  22 офицера и 813 солдат убитыми и одного генерала, 32 офицера и 1161 солдата ранеными. Значительные потери в русском отряде – около половины, в основном пришлись на Тобольский полк, – чуть было не привели его к гибели. Командир Тобольского полка полковник А. К. Баумгартен  в бою против турок бы ранен ружейной пулей в верхнюю часть спины. Победа в этом сражении прославила Тобольцев, дав возможность занять почётное место в числе храбрейших полков русской армии. 
В 1853 году утверждён встречный полковой марш – "Четатский марш" и "ПОЖАЛОВАН ЗА ВОЕННОЕ ОТЛИЧИЕ"  полкам, участвующим в сражении при Четати.
В 1854 году Тобольский полк получил знаки на каски и надписи – "ЗА ОТЛИЧИЕ" , надписи на знамёнах за Четатское дело в 1853 году.

Помимо трудов, охватывающих всё прошлое части, существовали работы, посвящённые описанию участия полка в какой-либо войне или кампании. В 1854 году Санкт-Петербургской типографией штаба военно-учебных заведений издано по официальным документам и показаниям лиц, участвующих в Четатском сражении, в пользу раненных в этом сражении офицеров Тобольского пехотного полка: "Описание сражения при д. Четати 25 декабря 1853 года".  

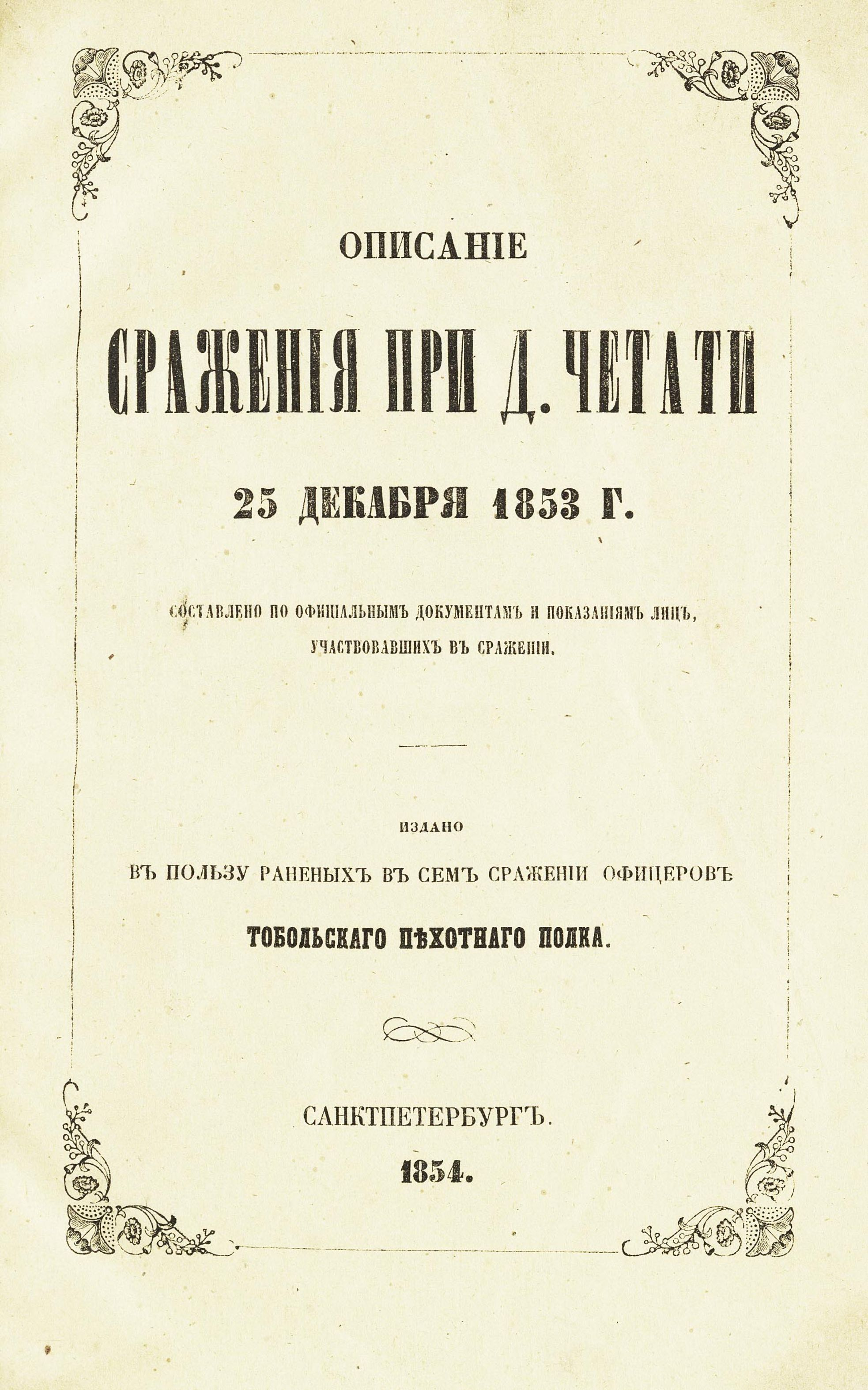
Описание сражения при д. Четати 25 декабря 1853 года, Санкт-Петербург, 1854 год

В 1854 году в издании Санкт-Петербургского печатного сборника «Русский художественный листок» напечатан запечатлённый живописцем и графиком Тиммом Василием Фёдоровичем с официального донесения "Эпизод из сражения в селе Четати 25 декабря 1853 года Тобольского полка, прапорщик Кудрявцев с рядовыми 10-й мушкетёрской роты Иваном Куцы и 9-й мушкетёрской роты Данилом Беном, вбежав в церковь, и застав, что несколько турок зарезали уже священника и срывают с образов украшения, бросились на них, и всех перекололи". 

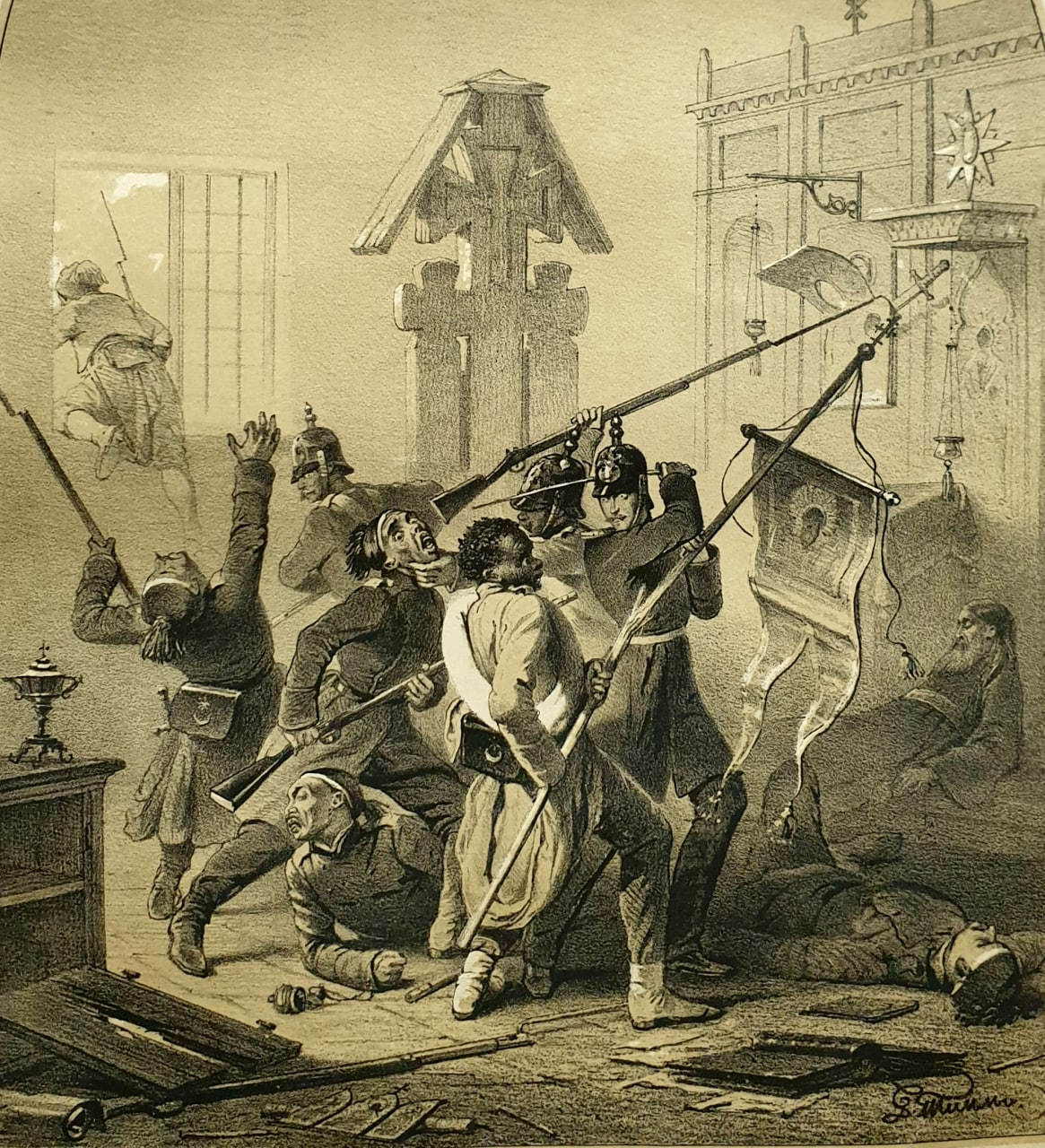
Эпизод из сражения в селе Четати 25 декабря 1853 года "Русский художественный листок". Художник В.Ф. Тимм, Санкт-Петербург, 1854 год

8 (20) мая 1854 года дозволено цензурой Санкт-Петербурга и отпечатан в 1854 году в Санкт-Петербургской типографии Эдуарда Веймара: "Очерк истории Тобольского пехотного полка" для сборника известий относящихся до настоящей войны. Автор очерка, Российский военный историк генерал-майор А. В. Висковатов, подробно описал боевое прошлое и повседневную жизнь Тобольского полка с момента его формирования в 1703 году до настоящего времени. 

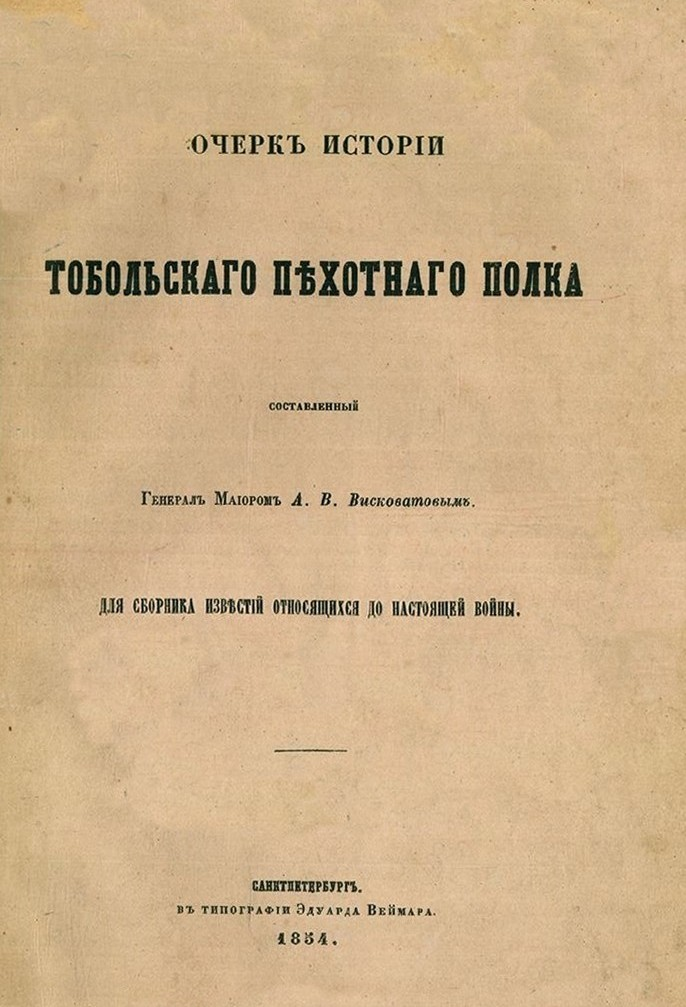
"Очерк истории Тобольского пехотного полка" составлен генерал-майором А.В. Висковатовым, Санкт-Петербург, типография Э. Веймара, 1854 год

В 1854 году полк был передвинут вниз по реке Дунай до Турну-Мэгуреле, 16 (28) апреля 1854 года отразил вылазку турок из Никополя. Затем сражался с турками возле Журжи на дунайском острове Радоман.

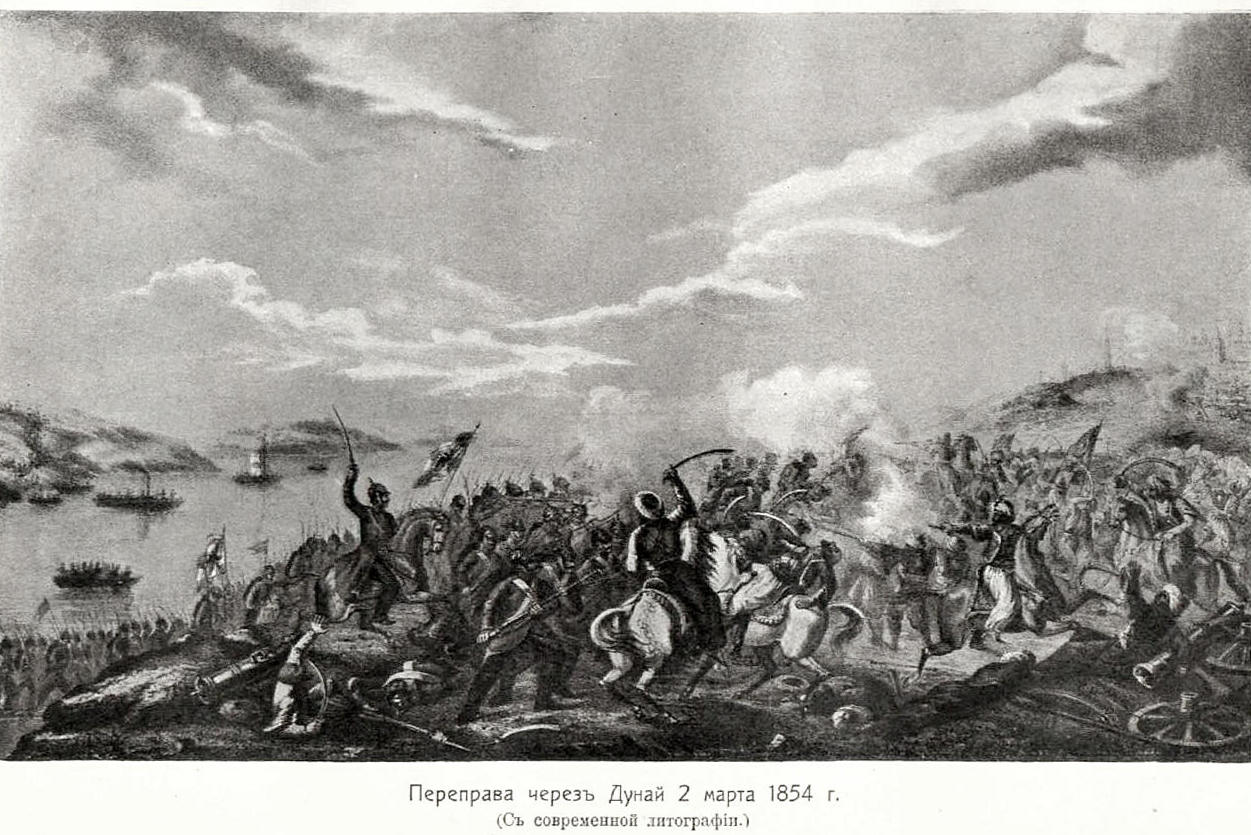
Переправа через Дунай 2 марта 1854 года

Оставив Дунай, полк через Бессарабию, Херсонскую губернию и Перекоп прибыл в г. Севастополь, получив назначение защищать 4-й бастион крепости (Оборона Севастополя в 1854–1855 годах).
В царствование императора Александра II (в 1855—1881-х годах).
На протяжении более чем одиннадцати месяцев (349 дней) русские солдаты и моряки проявив героизм, отвагу и мужество в борьбе с численно превосходящими силами противника отстаивали Севастополь.

Четвёртый бастион – один из восьми бастионов, составлявших основу оборонительной линии на южной стороне Севастополя во время Крымской войны и входил во вторую дистанцию оборонительной линии. Командовал ею вице-адмирал Ф. М. Новосильский. Под его руководством и гигантскими трудами слабая, беззащитная виноградная плантация превратилась в большое, непреступное и грозное укрепление, причинявшее наибольший вред неприятелю, известное под именем "четвёртого бастиона". Бастион был укреплением временного типа, усилен многочисленными артиллерийскими батареями, расположенными в некоторых местах в два яруса.

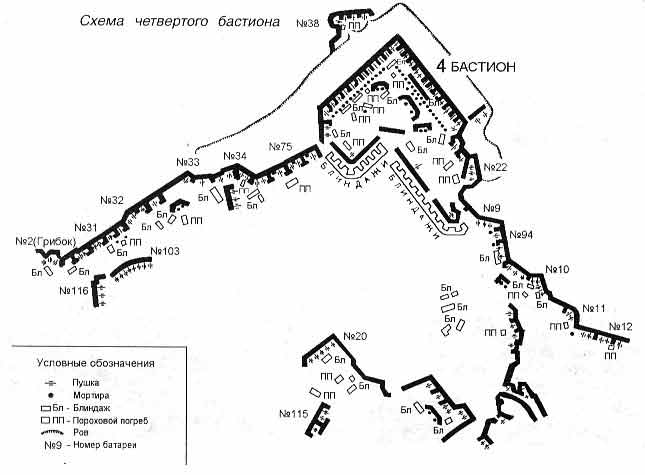
Схема 4-го бастиона Севастопольской крепости в 1854–1855-х годах

За обладание 4-м бастионом ("Мачтовым бастионом" – так называли союзники 4-й бастион) велась самая ожесточённая борьба. Бастион защищал центральную часть города, где неприятель наносил основные удары в первый период обороны. От того, устоят или не устоят защитники бастиона, зависело, что будет с Севастопольской крепостью, и как вообще продолжат развиваться события войны. Судьба России вершилась на маленьком клочке земли, отдельно взятой позиции, насквозь пронизываемом ядами и пулями.
По позициям 4-го бастиона и Малахова кургана неприятель наносил основные удары в первый период обороны. Случались дни и ночи, когда на 4-й бастион падало до 2000 бомб и по бастиону действовало несколько сот орудий противника. Служба на 4-м бастионе считалась самою опасною. На его батареях жили и умирали защитники бастиона. В октябре 1854 года французы избрали 4-й бастион местом своего главного удара и стали готовить его подрыв. Это послужило началом ведения подземно-минной войны. Активные действия защитников крепости под землёй – перед 4-м и 5-м бастионами, редутом Шварца и Малаховым курганом, перехвативших инициативу у французов, заставили противника признать, что "пальма первенства" в подземно-минной войне принадлежит русским.
Тыловую часть 4-го бастиона прикрывал Язоновский редут, служивший внутренним опорным пунктом (в его постройке приняла участие команда брига "Язон", отсюда и название). На Язоновском редуте 4-го бастиона, во время бомбардирования, провёл полтора месяца и показал себя храбрым и смелым офицером – подпоручик артиллерии Л. Н. Толстой. Будущий классик русской литературы Л. Н. Толстой в цикле из трех произведений под названием "Севастопольские рассказы" ("Севастополь в декабре", "Севастополь в мае", "Севастополь в августе 1855 года") поведал о героизме защитников города, чудовищности и бесчеловечной бессмысленности жестокой войны. "Севастопольские рассказы" дают достоверную художественно-публицистическую картину обороны Севастополя. "...За нахождение во время бомбардировки на Язоновском редуте 4-го бастиона, хладнокровие и распорядительность для действий против неприятеля" Лев Толстой досрочно представлен к производству в чин поручика и награждён орденом св. Анны IV степени.

С первых дней бомбардировки, командир Севастопольского порта (временный и военный губернатор города) адмирал П. С. Нахимов и военный инженер Э. И. Тотлебен ежедневно бывали на 4-м бастионе, уделяя внимание постройке и восстановлению укреплений, блиндажей. Бастион так и не был взят союзниками штурмом, а был оставлен русской армией в связи с приказом об эвакуации гарнизона на Северную сторону города.

Оборона Севастополя в 1854–1855-х годах. Художник баталист Франц Рубо, 1904 год

Участник этих трагических событий Д. А. Столыпин (родственник М. Ю. Лермонтова) писал: "Дрались войска хорошо и выносили геройски все муки и тяжести войны; выносливы они, может быть, более, чем то казалось возможным ожидать от человеческой силы".
За десять с лишним месяцев пребывания тобольцев в вечно обстреливаемом 4-м бастионе крепости Севастополь, полк потерял свыше 4500 человек (его состав поменялся дважды) и одним из последних, после окончания осады, вышел из города (1855). На Северной стороне Севастополя, с первых дней обороны образовалось Братское кладбище, на котором по приказу адмирала В. А. Корнилова совершалось погребение более 127 тысяч защитников в братских могилах (около 500 братских и 123 индивидуальных могил).
В обороне Севастополя в 1854–1855-х годах приняли участие 53 российских полка, 47-я и 49-я дружины Курского ополчения, флотские экипажи и другие воинские подразделения (в том числе 4-й пехотный корпус под командованием генерал-адъютанта графа Д. Е. Остена-Сакена в составе: 10-й, 11-й, 12-й пехотных дивизий. 10-я пехотная дивизия (генерал-лейтенант К. Р. Семякин) в составе: 1-я бригада – Екатеринбургский и Тобольский пехотные полки; 2-я бригада – Томский и Колыванский егерские полки; 10-я артиллерийская бригада).
Государь приказал каждый проведённый в Севастополе месяц считать за год службы. Полный обзор происходящих событий в крепости Севастополь, описан генерал-адъютантом Э. С. Тотлебеном в трёхтомнике "Описание обороны г. Севастополя" в 1863–1867-х годах. О делах тобольцев при Четати и Севастополе поведал в своих воспоминаниях офицер Тобольского пехотного полка георгиевский кавалер Е. Р. Корженевский. При написании романа «Ополченский крест» Н. Э. Гейнце использовал выдержки из воспоминаний Е. Р. Корженевского.
В 1856 году пехотным полкам 10-й пехотной дивизии присвоены новые номера на жёлтых пуговицах: Екатеринбургскому – "37", Тобольскому – "38", Томскому – "39", Колывановскому – "40".
После заключения мира полк стоял на северной стороне Севастополя (1856), а затем был направлен для расквартирования в 1857–1864-х годах в Туле: Алексинский, Крапивинский, Тульский уезды, в том числе селения входящие в западную часть Венёвского района.
23 августа (4 сентября) 1856 года Тобольский полк приведён в состав трёх действующих батальонов, с тремя стрелковыми ротами, 4-й батальон отчислен в резервные войска.
30 августа (11 сентября) 1856 года 1-му, 2-му, 3-му и 4-му батальонам Тобольского пехотного полка пожалованы Георгиевские знамёна, крест светло-синий, углы чёрно-белые. Надписи: у 3-го батальона "ЗА ОТЛИЧИЕ В 1812-1813 И 1814 ГОДЫ ПРОТИВ ФРАНЦУЗОВ, ЗА ДЕЛО ПРИ ЧЕТАТИ 25 ДЕКАБРЯ 1853 ГОД И ЗА СЕВАСТОПОЛЬ В 1854 И 1855 ГОДАХ"; у 1-го, 2-го, 4-го батальонов "ЗА ДЕЛО ПРИ ЧЕТАТИ 25 ДЕКАБРЯ 1853 ГОД И ЗА СЕВАСТОПОЛЬ В 1854 И 1855 ГОДАХ".

Указом от 21 сентября (3 октября) 1856 года все военные поселения и округа пахотных солдат упразднены и переданы в ведение Министерства уделов.
Тобольский пехотный полк квартировал в Алексинском, Крапивенском и Тульском уездах, в том числе в селениях входящих в западную часть Венёвского уезда в 1857–1862-х годах. Полк принял участие в совместных манёврах с Екатеринбургским пехотным полком, стоявшим в Венёвском и Каширском уездах.
29 апреля (11 мая) 1857 года Его Императорское Высочество Великий Князь Сергей Александрович (пятый сын Александра II, брат российского императора Александра III) назначен шефом Тобольского пехотного полка и лейб-гвардии 2-го стрелкового батальона. Тобольский пехотный полк стал именоваться – Тобольским пехотным Его Императорского Высочества Великого Князя Сергея Александровича полком.
8 (20) сентября 1857 года, высочайшим приказом по военному ведомству, сокращены сроки военной службы для нижних чинов до – 15 лет, из них 12 лет на действительной службе, а 3 года в бессрочном отпуске.
В 1861 году отменён существовавший способ отдания чести нижними чинами – снятие с головы фуражки; для отдания чести принят существующий до настоящего времени способ прикладывания руки к козырьку головного убора.
Перемены в обмундировании солдат. Вместо касок введены шапки и башлыки (1862). 3 (15) марта 1862 года именным указом под номером – "48" об упрощении армейского обмундирования ликвидировалось редкостное разнообразие пуговиц военно-сухопутного ведомства к мундирам, сюртукам и шинелям. Тобольскому пехотному полку, взамен номерных, установлены гладкие металлические пуговицы жёлтого цвета.
В сентябре 1863 года 4-й резервный батальон Тобольского полка из прежней стоянки с. Павлово Нижегородской губернии переведён в Углич Ярославской губернии (Нижний Новгород – Владимир – Москва – Углич).
13 (25) октября 1863 года, высочайшим приказом по военному ведомству, 4-й резервный батальон и бессрочно-отпускные 5-й и 6-й батальоны Тобольского полка вошли в состав вновь сформированного Болховского пехотного полка.
Вместе с 4-м резервным батальоном Тобольского полка, вошедшим в состав вновь сформированного Болховского пехотного полка, перешло Георгиевское знамя этого батальона, и обыкновенные знамёна, принадлежащие ранее 5-му и 6-му батальонам Тобольского полка.
25 октября (6 ноября) 1863 года квартирование полка в Варшавском военном округе: 1-й батальон – Опочно, 2-й батальон – Шидловец, 3-й батальон – Радошице,  строевая рота – Конск (Коньске).
В 1863 году император Александр II проявил новый пример отеческой заботы о благосостоянии армии и в виду нравственного возвышения духа нижних чинов высочайше повелел отменить прогон сквозь строй или наказание шпицрутенами (отмена телесных наказаний без судебного приговора) как в мирное, так и в военное время.
24 марта (5 апреля) 1864 года, высочайшим приказом по военному ведомству, армейским пехотным полкам присвоены номера: пехотный Тобольский полк получил номер – "38".
24 марта (5 апреля) 1864 года Тобольский пехотный Его Императорского Высочества Великого Князя Сергея Александровича полк назван  38-м Тобольским пехотным Его Императорского Высочества Великого Князя Сергея Александровича полком.
В 1864 году фельдфебелям даны сабли офицерского образца.
5 (17) августа 1864 года, высочайшим приказом по военному ведомству, корпуса упразднены и вновь учреждены военные округа. В начале восстания в царстве Польском (Польское восстание в 1863–1864 годах), Тобольский полк из Тулы направлен в Москву, оттуда по железной дороге через Санкт-Петербург – Варшава – Петроков, из которого пешком в 1864 году перешёл на стоянку в Конск Радомской губернии. Крупное столкновение при подавлении восстания в Польше с. Янике Родомской губернии. Квартирование полка Петрокове Варшавской губернии в 1864–1891-х годах.
25 ноября (7 декабря) 1868 года квартирование полка в Варшавском военном округе: 1-й батальон – Белхатов, 2-й батальон – Петроков, 3-й батальон – Сулеюв,  строевая рота – Вольборж.

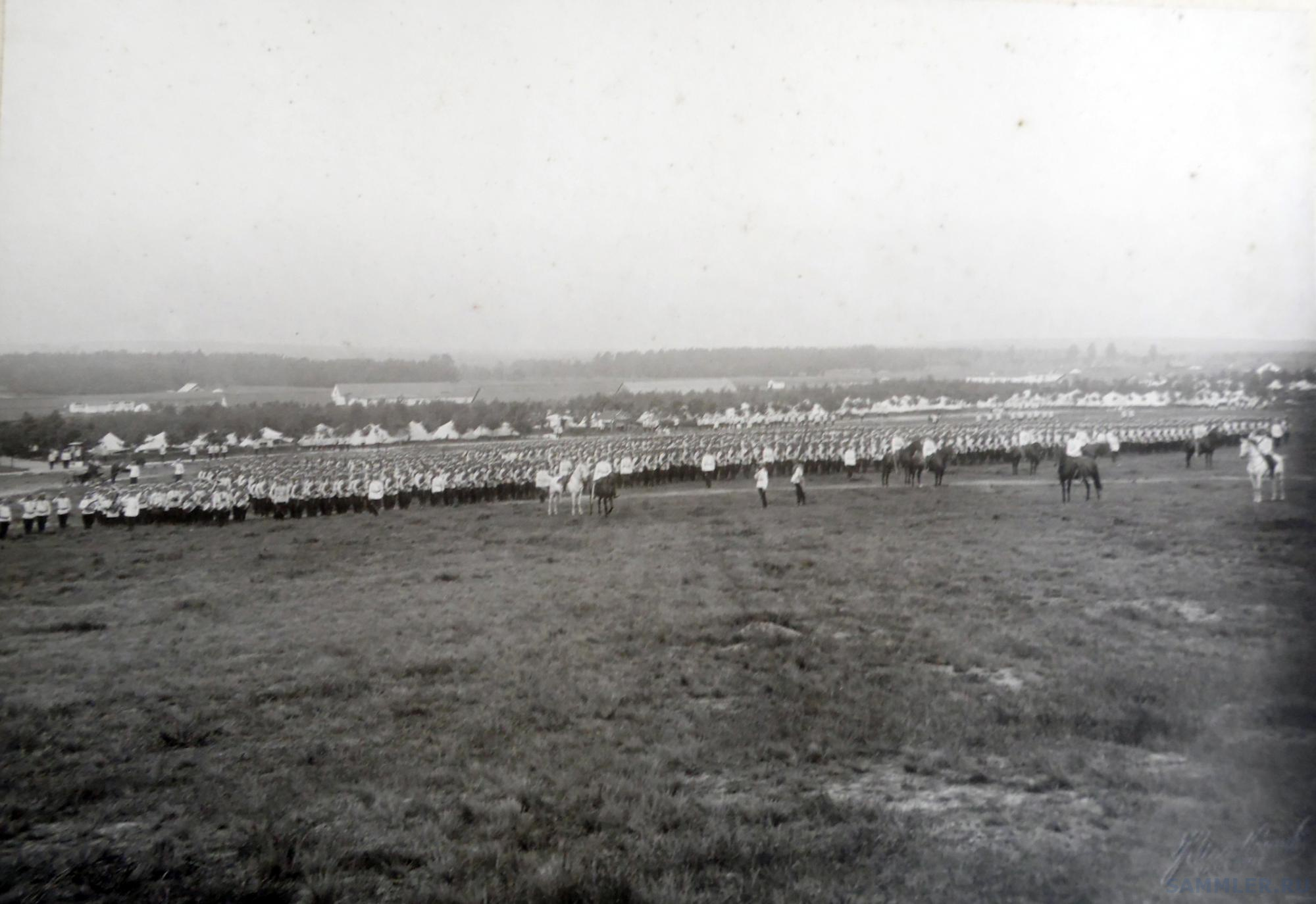
Полковой смотр. Летний лагерь Тобольского пехотного Е. И. В. В. Кн. Сергея Александровича полка, д. Радуч в 16 км к юго-востоку от Скерневице. Фото из памятного альбома, 1903 год

В 1870 году, по велению императора Александра II-ro, в память погибшим воинам при обороне Севастополя в 1854–1855-х годах на Севастопольском Братском кладбище закончено строительство храма во имя Святителя Николая Чудотворца в 1856–1870-х годах. На самом возвышенном месте холма, на ровной, окруженной невысокой шестигранной оградой площадке, вокруг могил русских воинов возвышался сооружённый храм в виде пирамиды, увенчанной гранитным крестом.

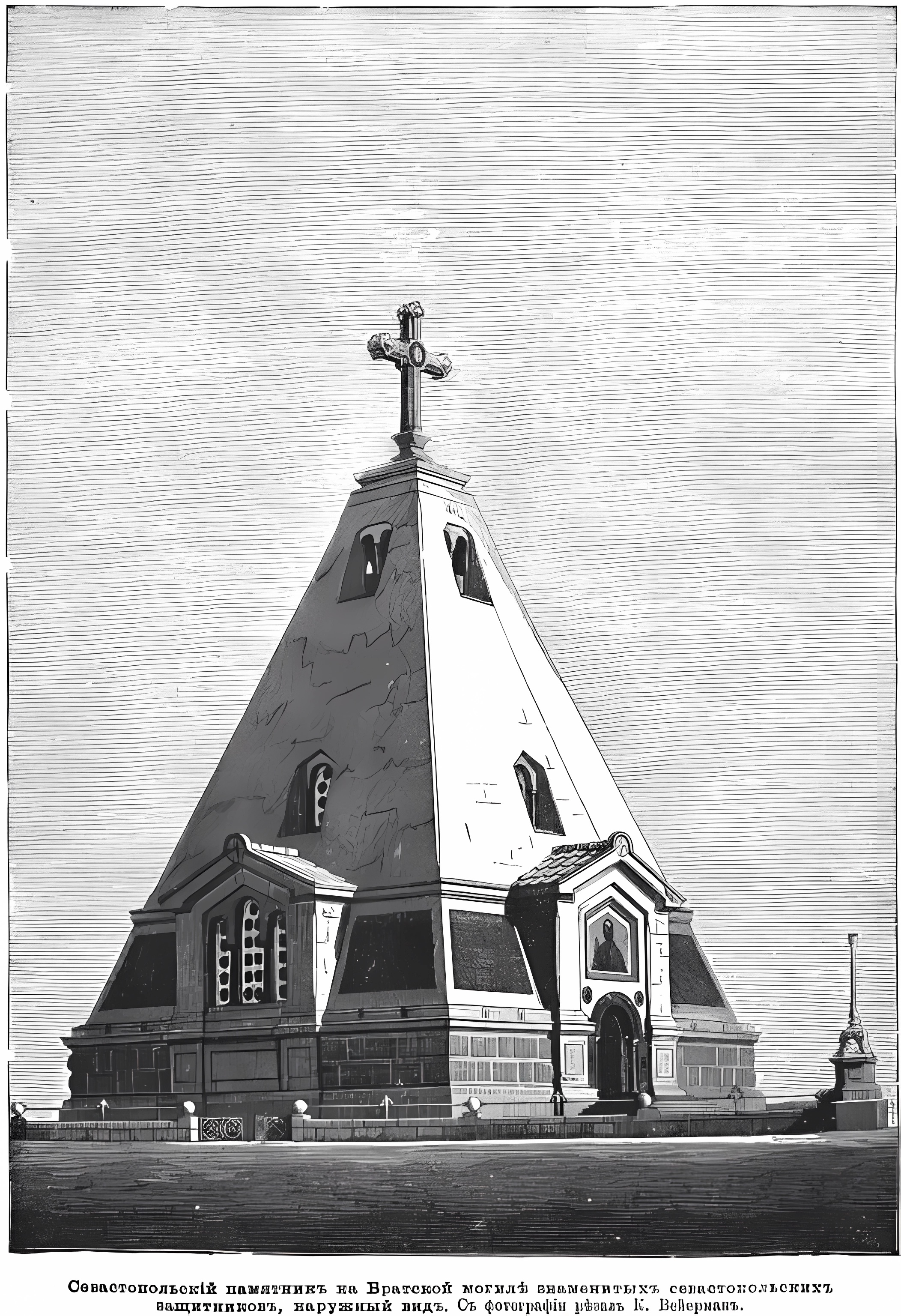
Храм во имя Святителя Николая Чудотворца. Севастополь, 1870 год

Проект храма первоначально разрабатывал придворный архитектор А. И. Штакеншнейдер, он же выбрал форму храма, взяв за основу египетские пирамиды - символы вечности и покоя, обладающие огромной эмоциональной силой воздействия и как бы являющиеся продолжением жизни человеческой души. Позже проект храма доработал архитектор А. А. Авдеев: пирамида стала выше, так как в её верхней части он поместил звонницу, крест стал более массивным, в стенах появились узкие окна с "сандриками".
С наружи храм поражает своим оригинальным и величественным видом, на стенах размещены 54 мемориальных доски, на которых перечислены названия всех воинских частей, отмечено время их участия в обороне Севастополя и потери, ими понесенные (в этом списке есть упоминание о пехотном Тобольском полку). Внутреннее устройство храма пленяет утонченным изяществом и великолепием. Четыре больших арки, расположенные одна против другой, внутренность храма делают крестообразною; нижняя половина стен храма облицована итальянским мрамором высокой отделки; мрамор разнообразных цветов расположен правильными рядами, каждый ряд отделен карнизом из белого мрамора; выше, во всю длину стен храма, в горизонтальном положении тянутся черные траурные доски, на которых золотыми буквами начертаны имена и фамилии 943 погибших за время защиты Севастополя генералов, адмиралов, штаб и обер-офицеров (в этом списке есть упоминание о славных воинах пехотного Тобольского полка).
25 ноября (7 декабря) 1871 года квартирование полка в Варшавском военном округе: 1-й батальон – Сулеюв, 2-й батальон и строевая рота – Петроков, 3-й батальон – Белхатов. (2 батальон – Новогеоргиевск для содержания караулов).

В 1782 году Перемены в обмундировании офицеров: вместо двубортного мундира введён однобортный, установлена городская форма, при которой сабли носились в кожаных ножнах на портупее, надеваемой под мундир.

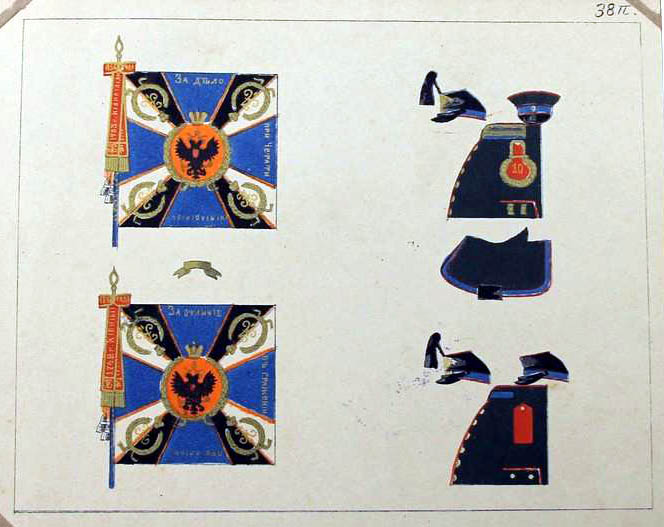
Интендантская карточка 38-го Тобольского пехотного Е. И. В. В. Кн. Сергея Александровича полка в 1870–1880-х годах

8 (20) мая 1873 года, высочайшим приказом по военному ведомству, изменена носка скатанных шинелей на носку "через плечо". До этого она прикреплялась к ранцу, охватывая его с трёх сторон, увеличивая тяжесть его, а тем самым и давление на грудь.

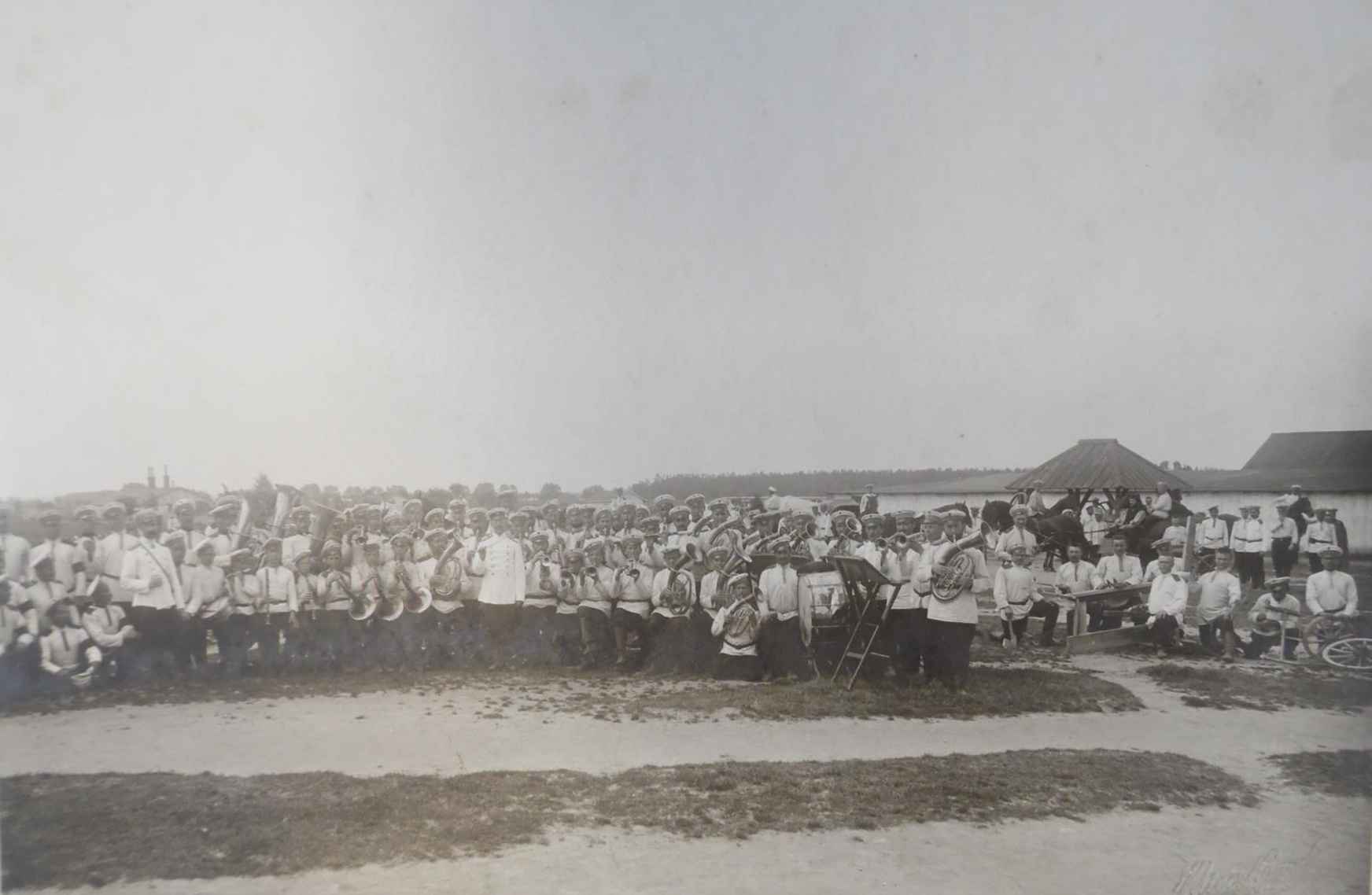
Военный оркестр. Летний лагерь 38-го Тобольского пехотного Е. И. В. В. Кн. Сергея Александровича полка, д. Радуч в 16 км к юго-востоку от Скерневице. Фото из памятного альбома, 1903 год

1 (13) января 1874 года, Александром II издан "Манифест о введении всеобщей воинской повинности" в соответствии с которым отменялись рекрутские наборы. Личная и  всеобщая воинская повинность возлагалась на все сословия русского общества и не допускала ни выкупа, ни заместительства. В этот же день был утверждён "Устав о воинской повинности". "...Защита престола и отечества есть священная обязанность каждого русского подданного. Мужское население без различия состояний подлежит воинской повинности...", – говорилось в уставе. Срок военной службы в сухопутных войсках сокращён до – 15 лет, из которых действительная военная служба равнялась 6 годам, в запасе – 9 годам. Пехота и пешая артиллерия комплектовались по территориальному принципу. Отныне рекрутские наборы отменялись, а призыву на военную службу подлежало всё мужское население, достигшее 21 года. Лица, которые были освобождены от службы в армии по различным льготам, зачислялись в ополчение на случай объявления войны. Выйдя в запас, солдат лишь время от времени мог призываться на учебные сборы, которые не препятствовали его частным занятиям или крестьянскому труду.

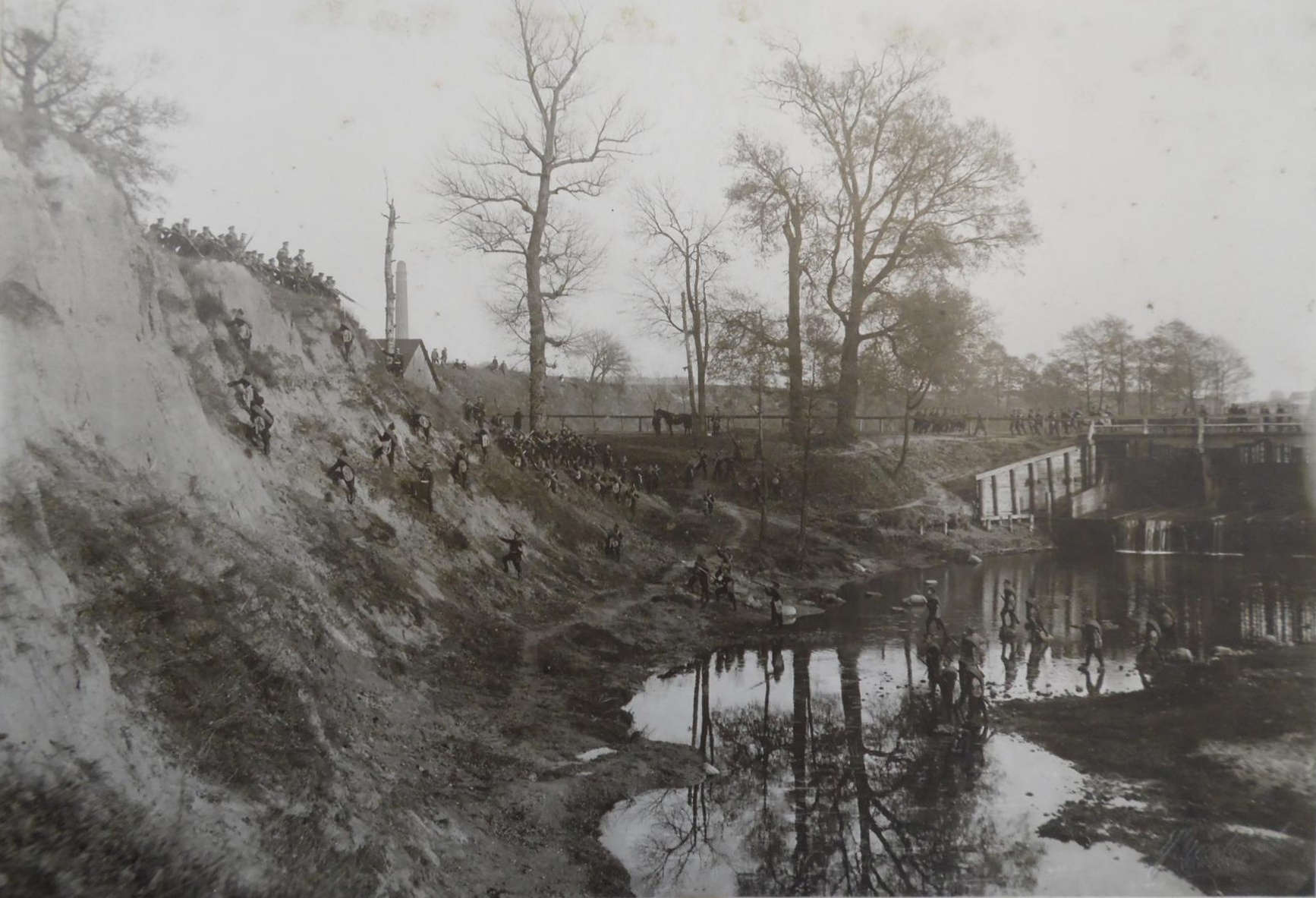
Тактическая подготовка на реке Равка. Летний лагерь 38-го Тобольского пехотного Е. И. В. В. Кн. Сергея Александровича полка, д. Радуч в 16 км к юго-востоку от Скерневице. Фото из памятного альбома, 1903 год

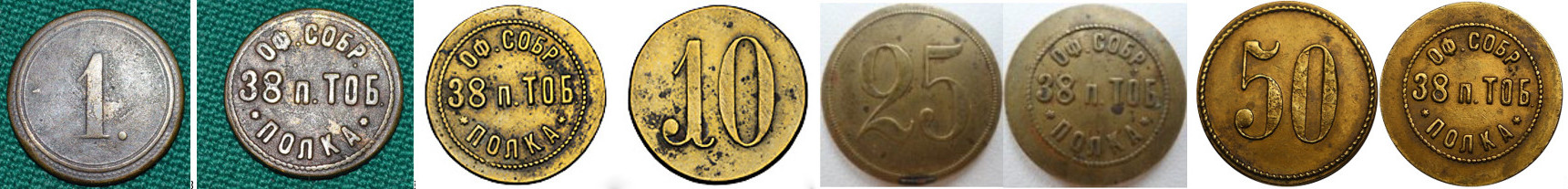
Платёжные жетоны офицерского собрания 38-го Тобольского пехотного Е. И. В. В. Кн. Сергея Александровича полка в 1874–1903-х годах

12 (24) октября 1874 года, высочайшим приказом по военному ведомству, с целью улучшения быта офицеров, взаимного сближения и укрепления товарищеского духа введён "Устав офицерских собраний".
25 ноября (7 декабря) 1875 года квартирование полка в Варшавском военном округе: 1-й, 2-й батальоны – Петроков, 3-й батальон – Белхатов, строевая рота – Томашов.
В 1878 году перевооружение полка винтовками Бердана. В 1879 году с переименованием стрелковых рот в 13-ю–15-ю и образованием вновь 16-й, Тобольский полк приведён в состав четырёх батальонов.

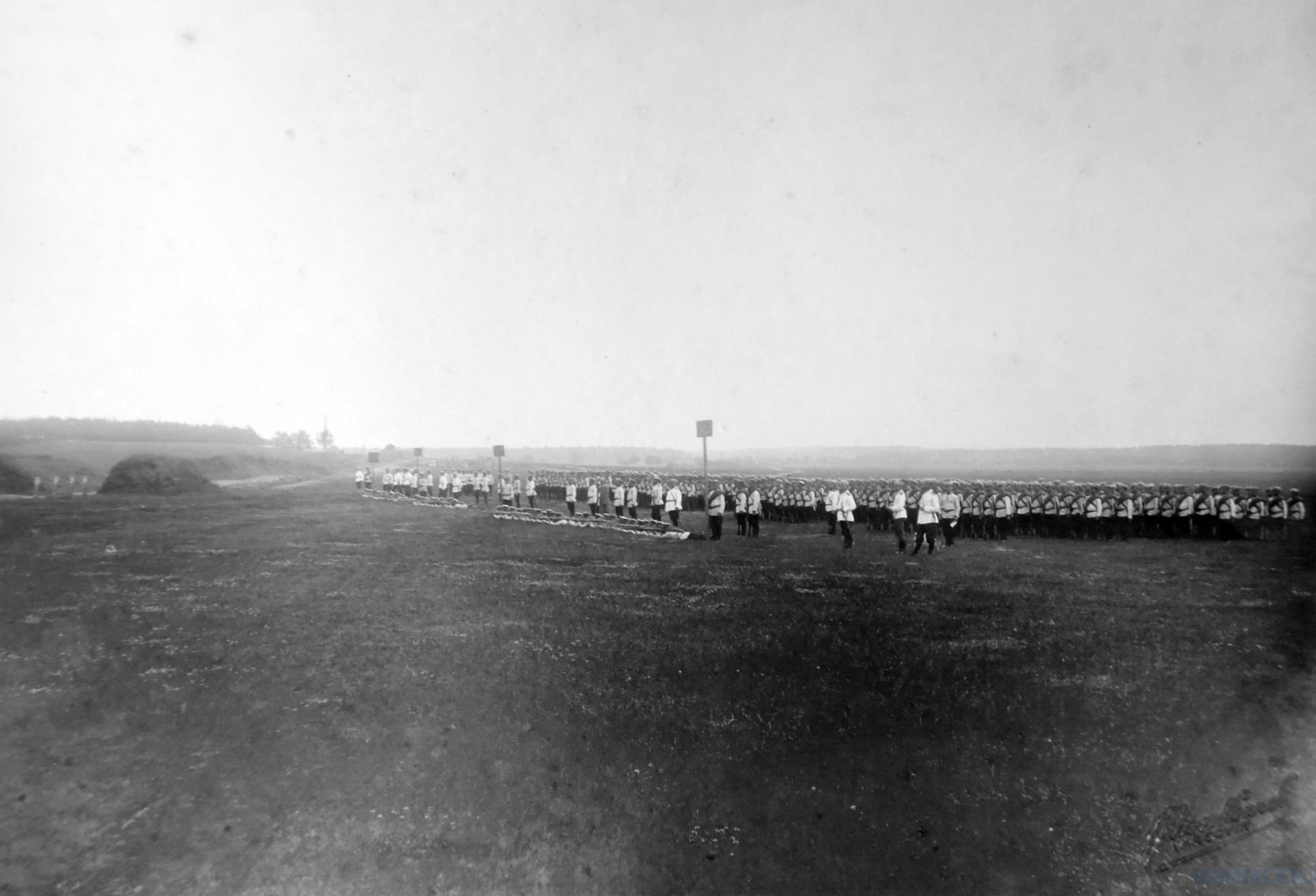
Огневая подготовка. Летний лагерь 38-го Тобольского пехотного Е. И. В. В. Кн. Сергея Александровича полка, д. Радуч в 16 км к юго-востоку от Скерневице. Фото из памятного альбома, 1903 год

20 июля (1 августа) 1879 года вновь сформированным четырём батальонам пехотных полков (с 1-го номера по 42-й) переданы знамёна 7-х запасных батальонов тех же полков. При этом знамя 8-го запасного батальона 38-го Тобольского пехотного полка передано в 138-й пехотный Болховский полк.
В царствование императора Александра III (в 1881–1894-х годах).

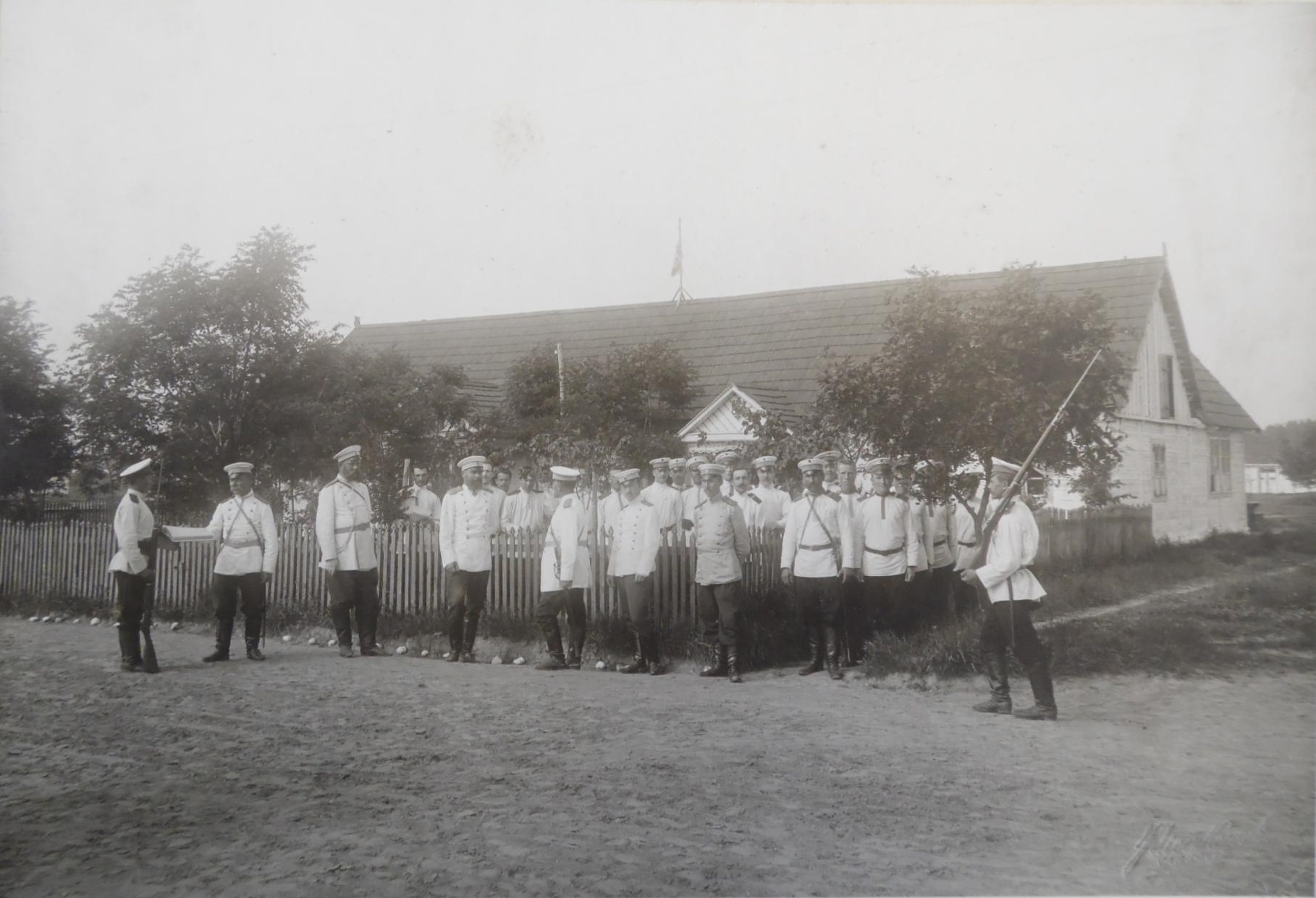
Летний лагерь 38-го Тобольского пехотного Е. И. В. В. Кн. Сергея Александровича полка, д. Радуч в 16 км к юго-востоку от Скерневице. Фото из памятного альбома, 1903 год

26 апреля (8 мая) 1881 года всем генералам, штаб и обер-офицерам и классным чинам было разрешено носить бороды по желанию. Раньше разрешалось носить только бакенбарды по определённой форме.

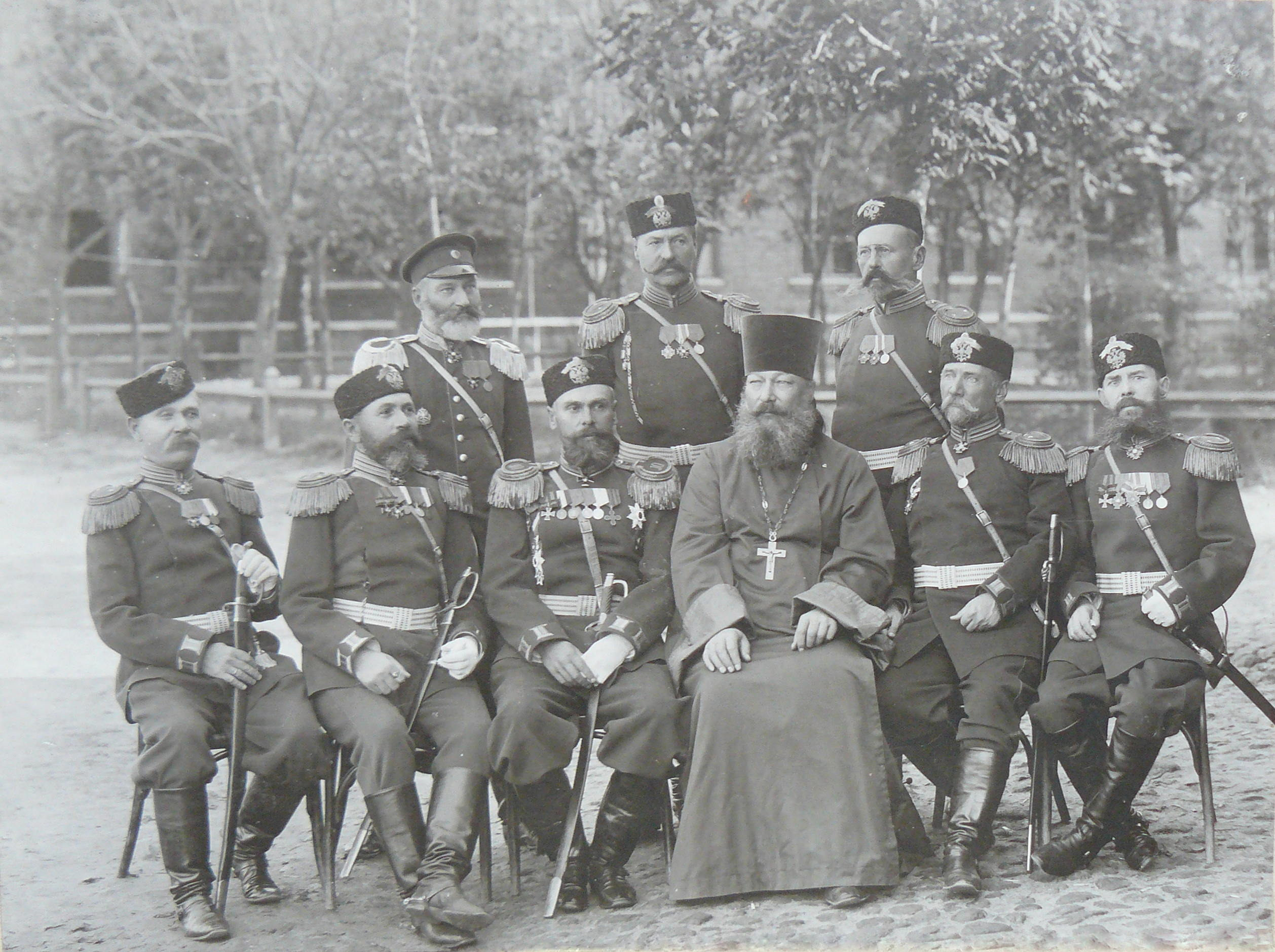
Полковник Бусов К.И. с офицерами 38-го Тобольского пехотного Е. И. В. В. Кн. Сергея Александровича полка. Скерневице. Фото из памятного альбома, 1903 год

11 (23) июня 1881 года вместо пехотных полусабель введены шашки драгунского образца на плечевой портупее. Установлено три формы одежды для офицеров: парадная, обыкновенная и походная.  

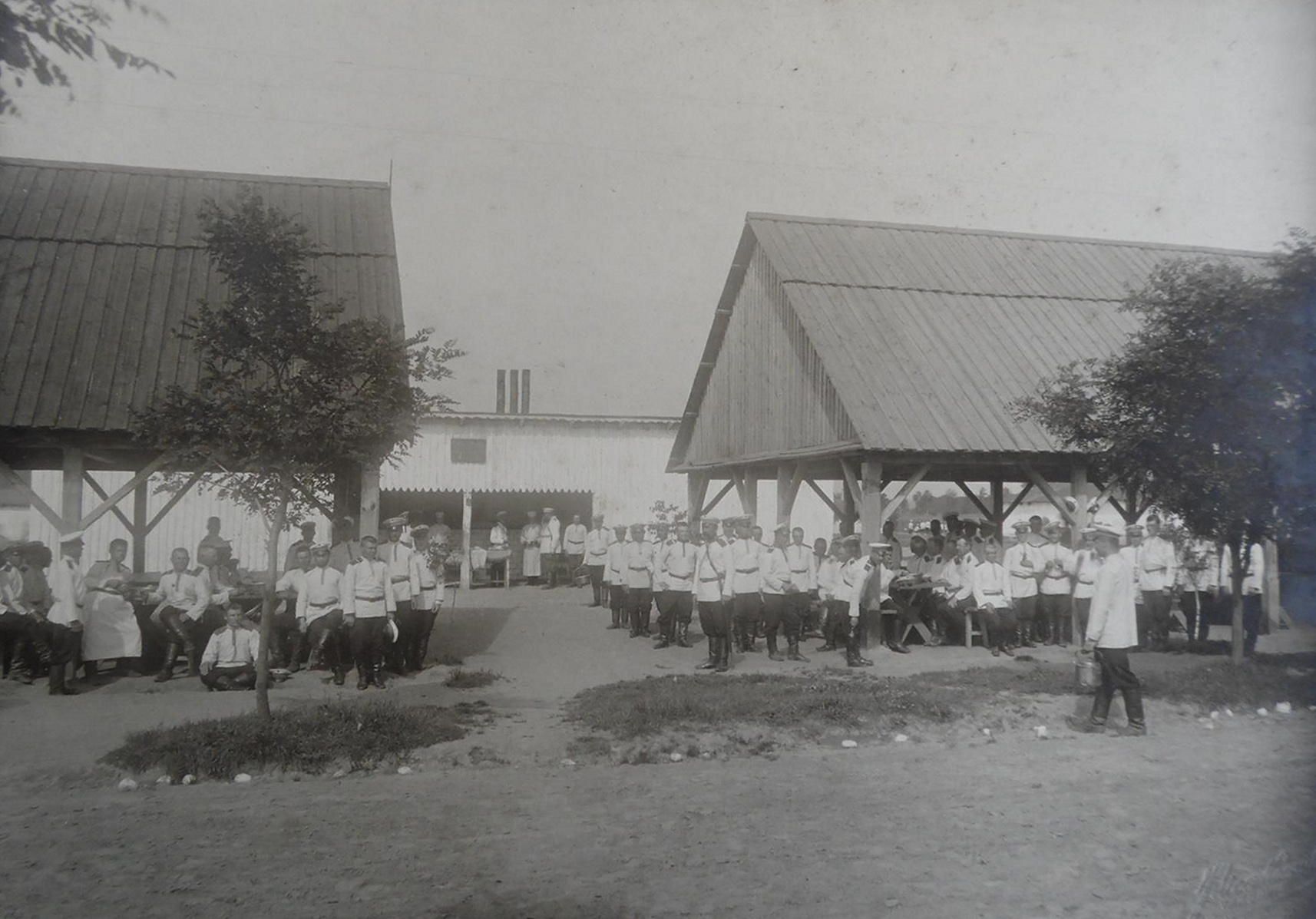
Летний лагерь 38-го Тобольского пехотного Е. И. В. В. Кн. Сергея Александровича полка, д. Радуч в 16 км к юго-востоку от Скерневице. Фото из памятного альбома, 1903 год

25 августа (6 сентября) 1881 года срок действительной военной службы для нижних чинов установлен – 5 лет. В 1881 году перемены в обмундировании солдат. Нарядные полукафтаны с двумя рядами блестящих пуговиц уступили место более скромным и практичным двубортным курткам с запашным бортом на пяти крючках без пуговиц. В этот "беспуговичный" период пуговицы сохранились на всех военных мундирах, правда их количество существенно уменьшилось. На мундирах армейских пехотных частей имелось только по одной пуговице на каждом плече – к ним пристёгивались погоны. На шинелях нижних чинов армейских частей имелось по четыре металлических пуговицы – на них застёгивался разрез сзади, и по одной пуговице на плечах, для крепления погон.
25 октября (6 ноября) 1881 года квартирование полка в Варшавском военном округе: 1-й, 2-й, 3-й батальоны – Петроков, 4-й батальон – Томашов.
14 (26) ноября 1881 года утверждена новая форма обмундирования пехоты.

26 мая (7 июня) 1883 года, в день Вознесения Господня, в Москве Александром III освящён храм Христа Спасителя – самый грандиозный в России памятник победы в Отечественной войне 1812 года и славы русского оружия в заграничном походе в 1813–1814-х годах (строительство храма велось на протяжении около 40 лет).

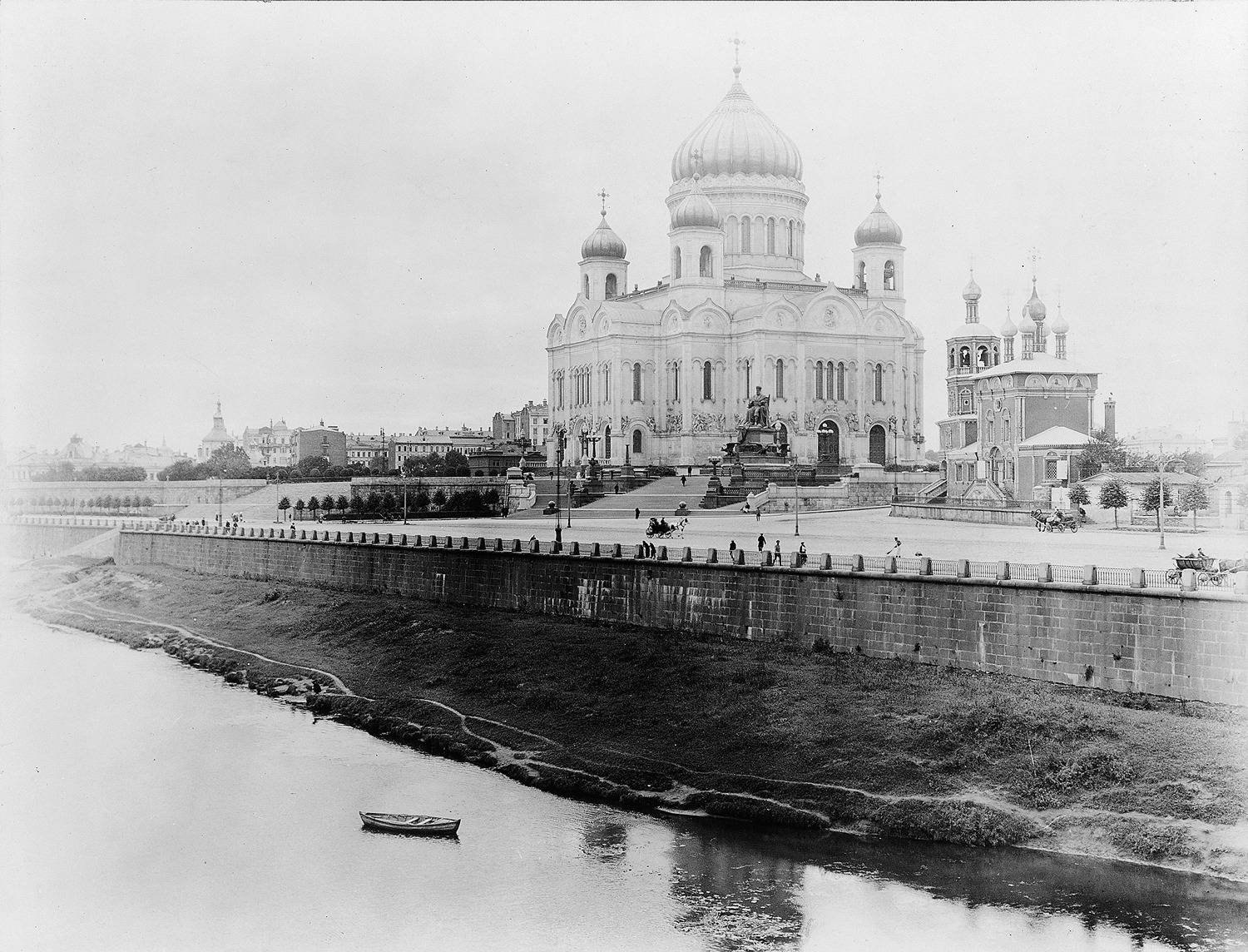
Храм Христа Спасителя. Москва, 1883 год

В нишах стен нижнего коридора храма, в галерее воинской славы, разместили 177 мраморных мемориальных плит с описаниями событий войны 1812 года и русских походов в 1813–1814-х годах в хронологическом порядке. За основу записей взято описание сражений, с указанием: даты, места, командования войсками, состава участвующих войск, фамилий убитых, пропавших без вести и раненых офицеров, общее число выбывших из строя нижних чинов, фамилий наиболее отличившихся и получивших высшие награды. В этом списке есть упоминание о славных воинах пехотного Тобольского полка.
В 1883 году император Александр III повелел сократить число знамён в пехотных полках до одного, а знамёна 2-го, 3-го и 4-го батальонов хранить при полках как регалии и выносить в строй только в дни полковых праздников, на парад в день праздника Ордена Святого Георгия и на инспекторские смотры.

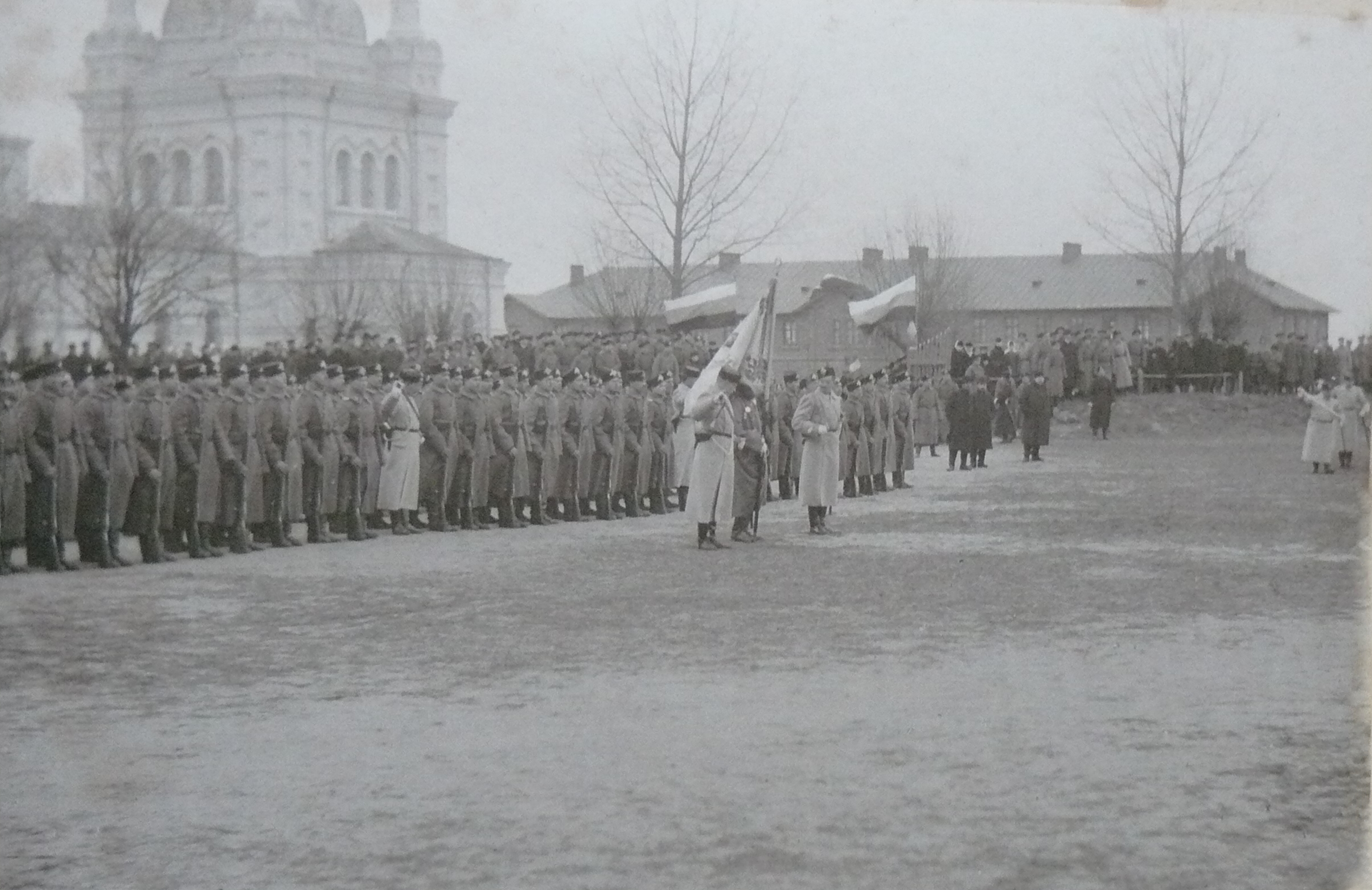
Построение 38-го Тобольского пехотного Е. И. В. В. Кн. Сергея Александровича полка. Скерневице. Фото из памятного альбома, 1903 год

18 (30) марта 1884 года, высочайшим приказом по военному ведомству под номером – "96", велено пехотных полках  по примеру полков гвардейского и гренадерского корпусов, всем батальонам иметь одинаковое старшинство, как это было установлено до переформирования армии в 1833 году. "... Старшинство со времени сформирования пехотного князя Репнина – Тобольского полка 1703 год. Юбилей праздновать 6 (19) декабря 1903 года. 200-летний. Старшинство 3-го батальона бывшего до 1833 года 2-м батальоном 33-го Егерского полка исключить...".

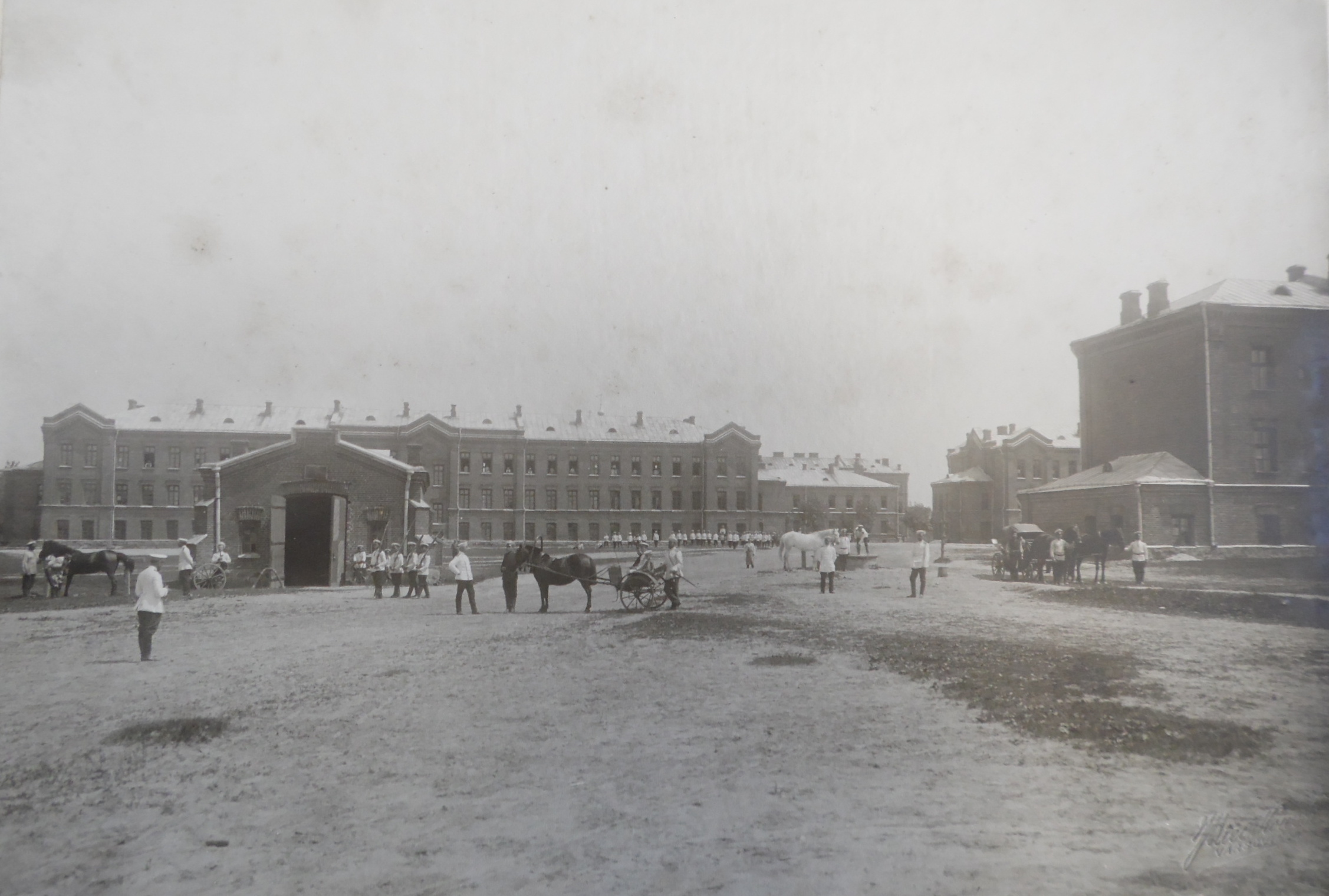
В расположении казарменного городка 38-го Тобольского пехотного Е. И. В. В. Кн. Сергея Александровича полка. Скерневице. Фото из памятного альбома, 1903 год

3 (15) июня 1884 года в Большой церкви Зимнего дворца венчался браком великий князь Сергей Александрович с принцессой Гессен-Дармштадтской Елизаветой Александрой Луизой Алисой, в православии получившей имя Елизаветы Фёдоровны. К этому событию представилась депутация от 38-го пехотного Тобольского имени Его Высочества полка, которая, принося поздравления, поднесла своему шефу святую икону Христа Спасителя. Великий князь Сергей Александрович вручил депутации для передачи в полк свой поясной портрет, писанный масляными красками.
26 сентября (8 октября) 1884 года дозволено цензурой Варшавы и отпечатана в Петроковской типографии Ф. Белхатовского (1884): "Песня: Сражение при д. Четати 19 декабря 1853 года, 4-го батальона 38-го Пехотного Тобольского его Императорского Высочества Великого Князя Сергея Александровича полка", автор Н. Телешов.

В 1884 году, высочайшим приказом по военному ведомству, введено в действие "Положение об офицерских собраниях в отдельных частях войск". В годы своего становления офицерские собрания чаще всего служили местом организации досуга офицеров и их семей, средством удешевления их жизни. Однако со временем они всё больше становились центрами воинского воспитания офицеров, привития требуемых офицерам личных качеств, расширения их военного кругозора. Задачами офицерских собраний являлись: взаимное сближение членов офицерского общества, доставление им развлечения в свободное от службы время, содействие развитию в среде офицеров военного образования, удешевление жизни офицеров.

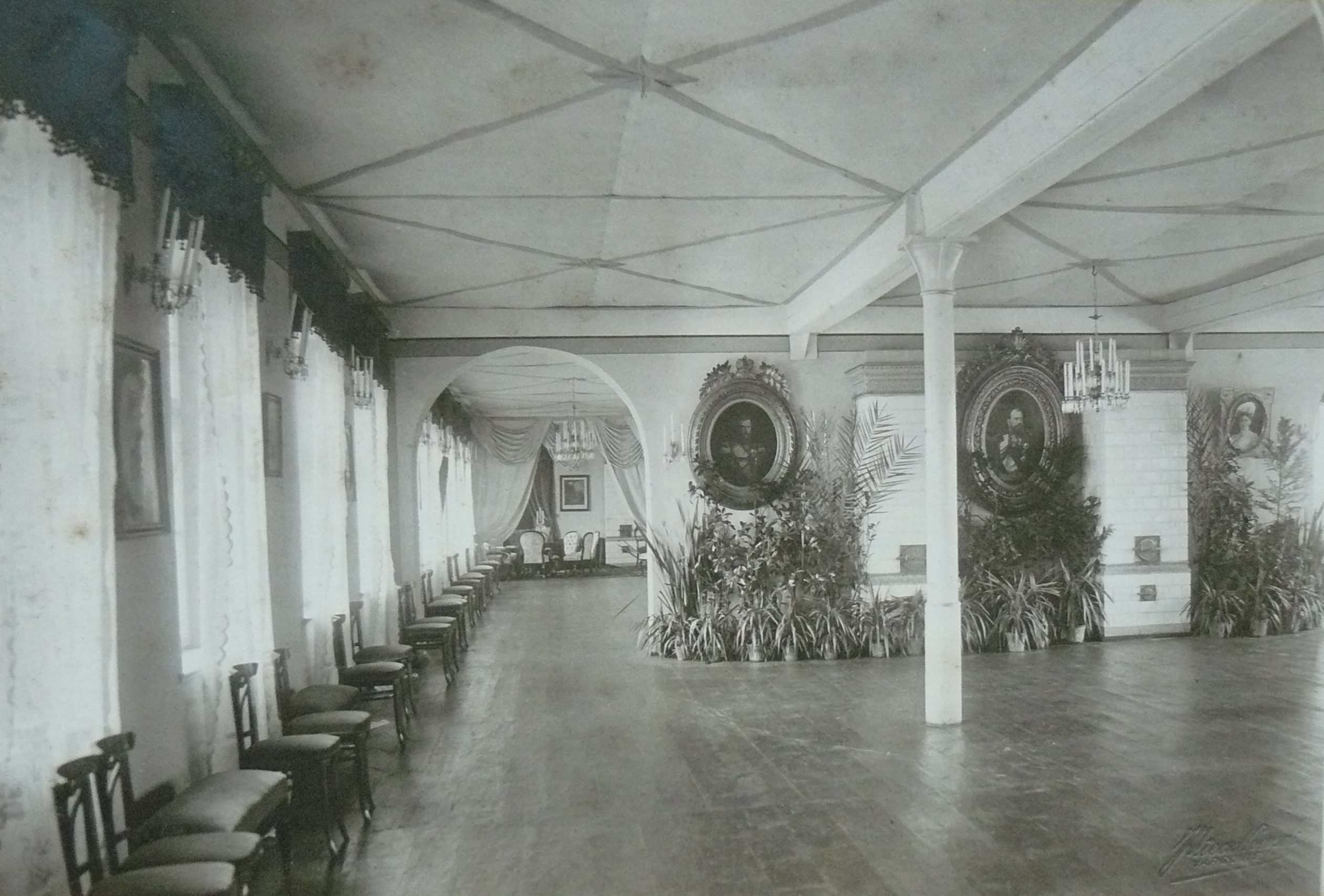
Зал офицерского собрания 38-го Тобольского пехотного Е. И. В. В. Кн. Сергея Александровича полка. Скерневице. Фото из памятного альбома, 1903 год

При офицерских собраниях для достижения этих целей по мере возможностей учреждались: столовая, буфет, библиотека, фехтовальный и гимнастический зал, номера для приезжающих, места для игр (в том числе военных), лекций, театральный зал (для спектаклей), танцевальный зал, тир, кегельбан... Согласно утверждённому Уставу, в офицерских собраниях дозволялись такие игры, как биллиард, шахматы и домино; карточные игры допускались по решению Общего собрания офицеров, но азартные игры воспрещались.
Устав офицерских собраний 1874 года вводил расчётные марки: "Для облегчения офицеров в расчётах с буфетом, Собрание имеет свои марки, ценою (номиналом) стоимости закуски, стакана чая, обеда и проч.; каждый член Офицерского собрания или посетитель может купить их разом, сколько нужно, но ни в коем случае они не могут иметь обращения вне Собрания". Эти платёжные марки представляли собой монетовидные жетоны с полковой шифровкой, либо полным наименование офицерского собрания.
6 (18) июня 1885 года дозволено цензурой Варшавы и отпечатана в 1885 году в Петроковской типографии Ф. Белхатовского: "Песня истории 38-го Пехотного Тобольского Его Императорского Высочества Великого Князя Сергея Александровича полка", автор Н. Телешов. Песня звучала в исполнении солиста ("ротного запевалы"), подхватываемая хором, прославляя славную боевую историю полка, героическое участие тобольцев в памятных исторических событиях России в 1711–1855-х годах.
Переход Тобольского полка из губернского Петрокова в уездный Скерневице Варшавской губернии в 1891–1892-х годах. Квартирование полка в казармах Скерневице в 1892–1910-х годах. Склад имущества запасного батальона Рославль.

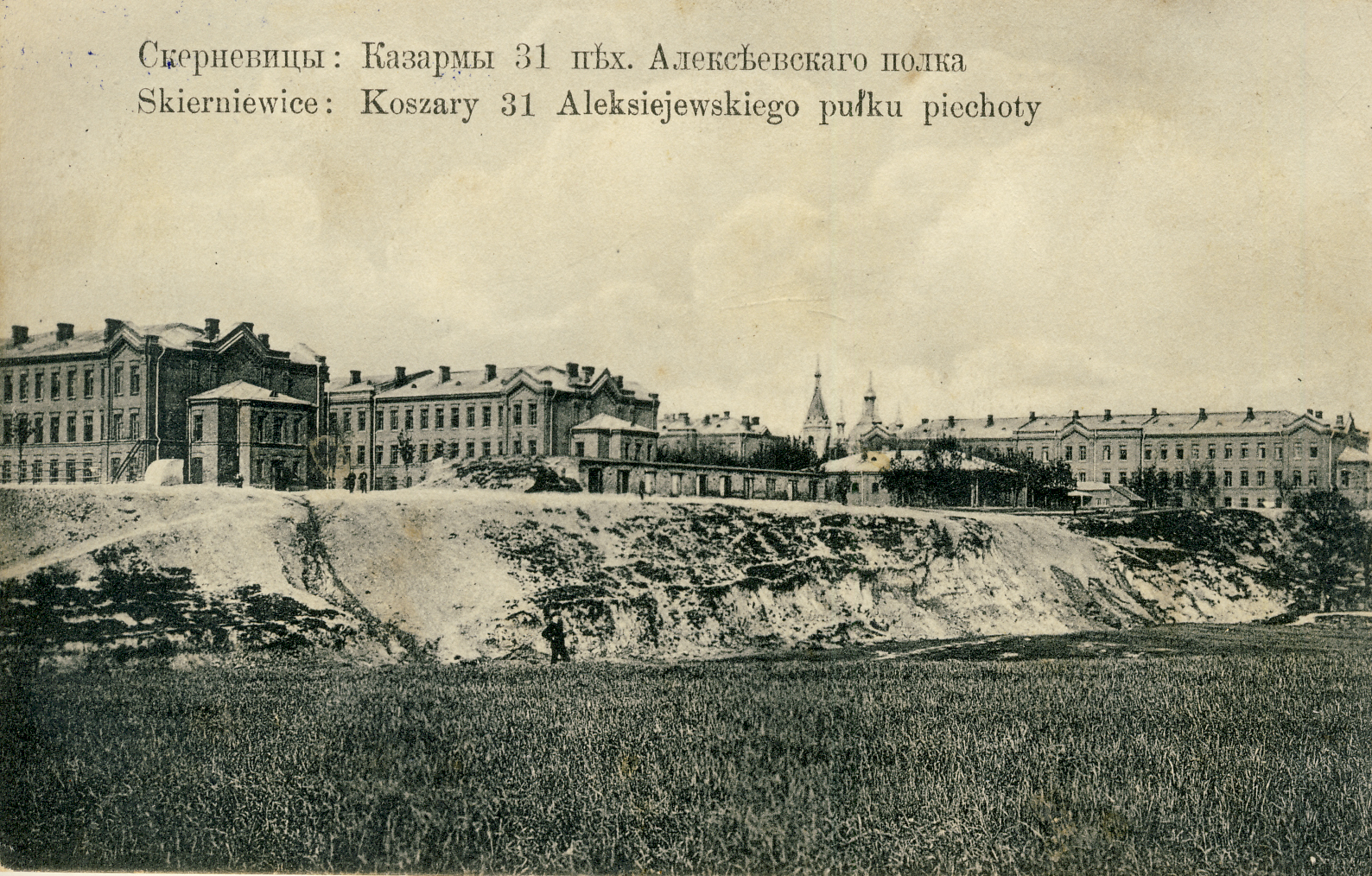
Казармы 38-го Тобольского пехотного полка. Скерневице в 1892–1910-х годах

В 1893 году перевооружение Тобольцев 3-х линейными винтовками образца 1891 года.
В царствование императора Николая II (в 1894–1917-х годах).
24 декабря (5 января) 1894 (1895) года дозволено цензурой Санкт-Петербурга и отпечатана в количестве 3000 экземпляров в Варшавской типографии Иосифа Ежинского (1895): "Краткая история 38-го Тобольского пехотного Его Императорского Высочества Великого Князя Сергея Александровича полка" для нижних чинов. Полковая история, описанная штабс-капитаном Тобольского полка В. Ф. Станкевичем., стала наиболее полным, подробным описанием боевого прошлого и повседневной жизни Тобольского полка с момента его формирования в 1703 году до настоящего времени. Главной задачей полкового историка был сбор и систематизация по возможности максимально полной информации о прошлом полка.

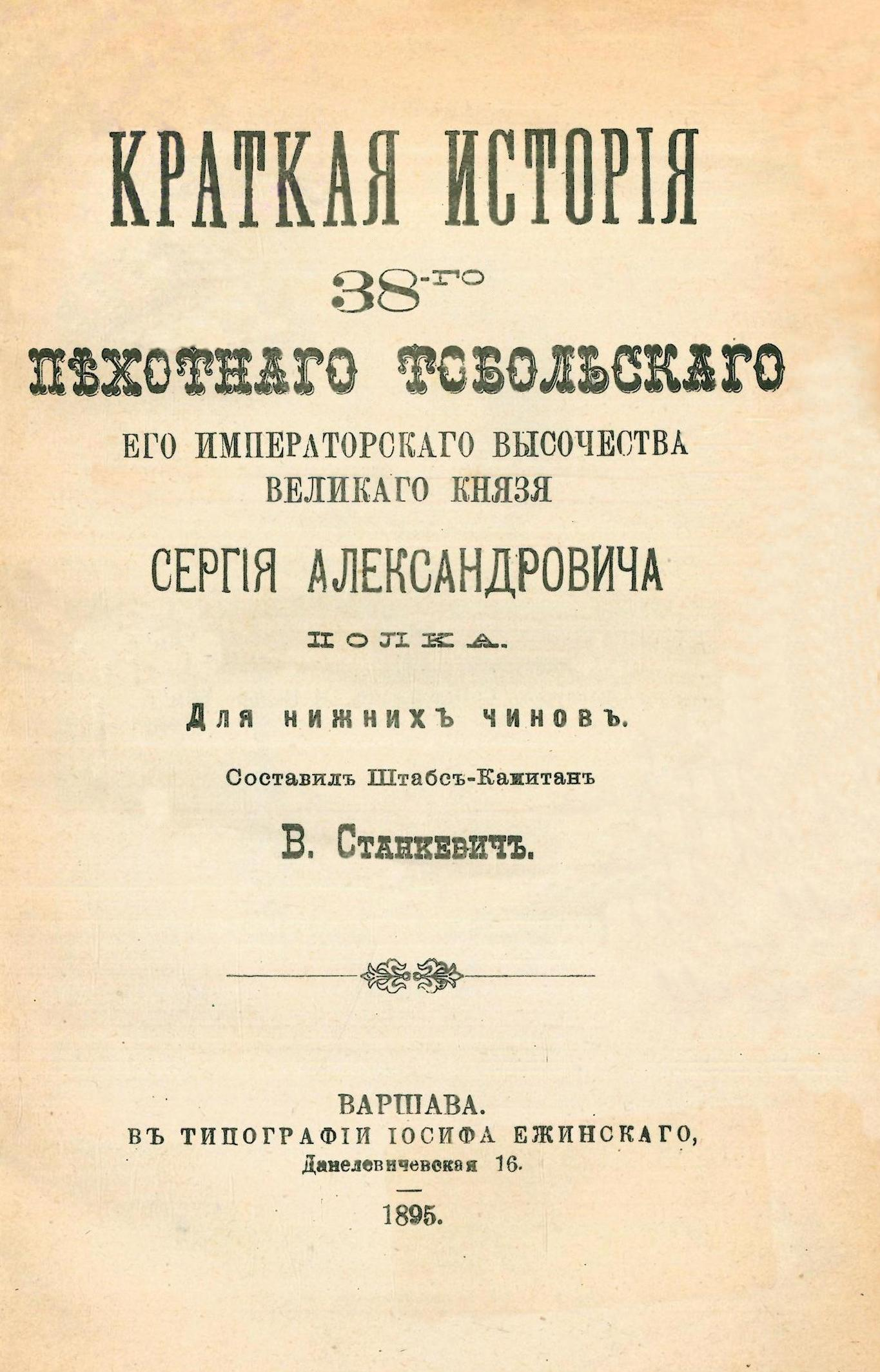
"Краткая история 38-го пехотного Тобольского его императорского высочества великого князя Сергея Александровича полка", составил штабс-капитан В. Станкевич, Варшава, типография И. Ежинского, 1895 год

В 1879 году реформа военного мундира, затеянная Николаем II, в определённой мере ознаменовала собой возврат к той военной форме, которая существовала в 1870-х годах. Постепенно возвращаясь на мундиры пехотных частей пуговицы оставались гладкими.

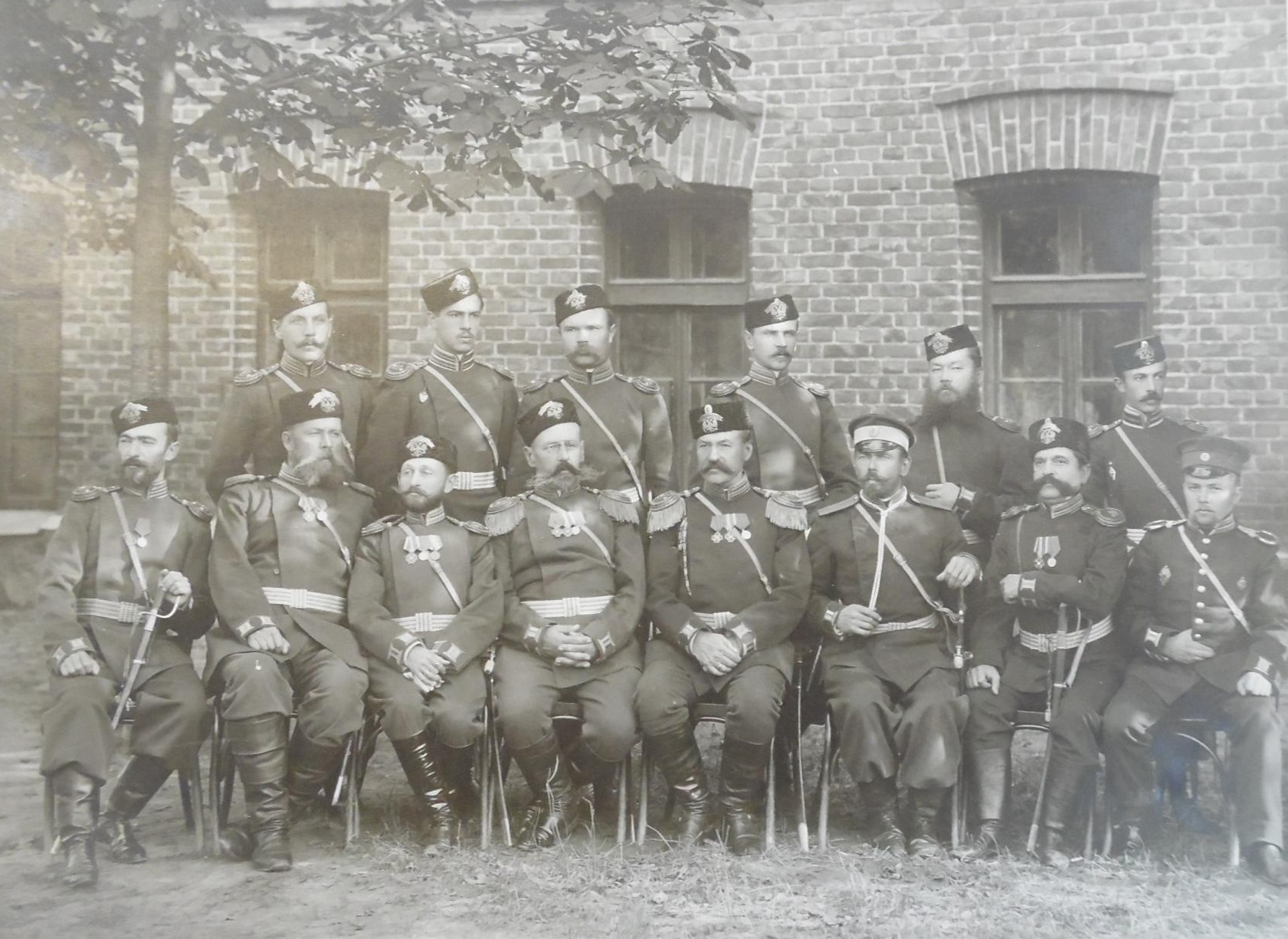
Офицеры 38-го Тобольского пехотного Е. И. В. В. Кн. Сергея Александровича полка. Скерневице. Фото из памятного альбома, 1903 год

1 (13) июля 1897 года, в память незабвенной кончины императора Александра III, командир Тобольского полка полковник В. Ф. Ожаровский предложил соорудить православную полковую церковь. Все 135 тыс. руб. на строительство храма были собраны путём пожертвований, в том числе – 38 тыс. руб. выделило военное министерство, 5 тыс. руб. – лично Император Николай II. На окраине Скерневице, рядом с казармами, высоко на берегу реки 22 июля (4 августа) 1899 года был заложен краеугольный камень православной церкви. 3 (16) декабря 1903 года храм освящён.    

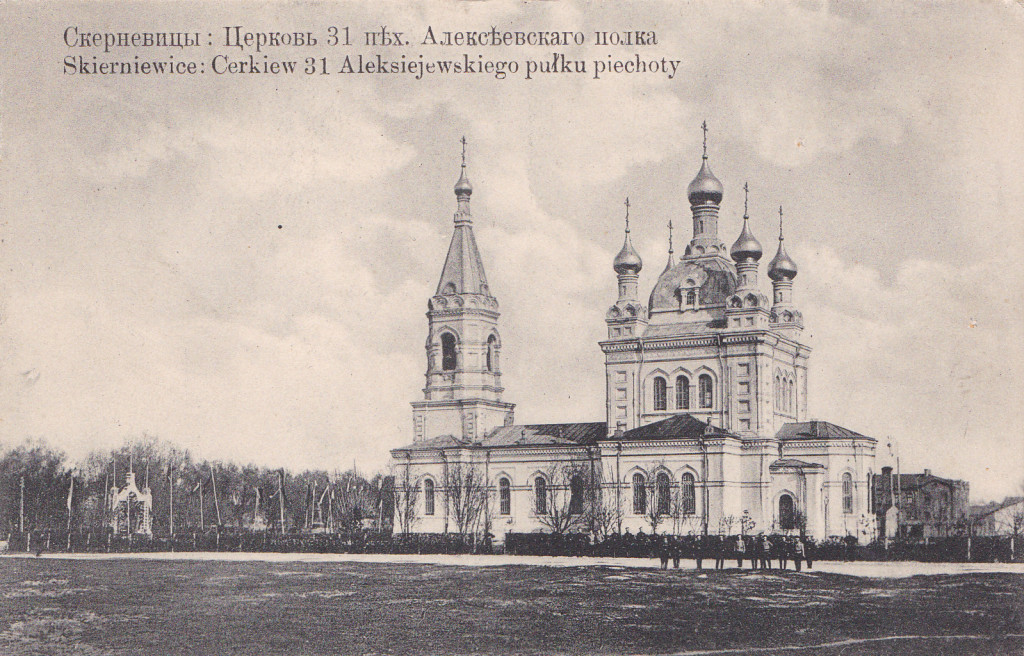
Полковая церковь 38-го Тобольского пехотного Е. И. В. В. Кн. Сергея Александровича полка в честь Рождества Христова. Скерневице в 1903–1910-х годах

"Церковь зданием – каменная, крестообразная, на каменном из тёсанного булыжного камня фундаменте, с такой же сплошной с ней колокольней; одно престольная, в честь Рождества Христова; тёплая, с паровым отоплением; пять глав на храме и одна на колокольне покрыты красной медью и позолочены на мордан, с такими же крестами. Наружные стены окрашены белой краской. Длина храма с алтарём и колокольней – 18 сажень, а ширина – 9½ сажень. Вышина главного купола с крестом – 25 сажен. В храм вели 4 дубовые двери. Окон в храме в первом ярусе – 17, во втором – 12 и в колокольне – 3; все в железных рамах. Внутри весь храм расписан художественными картинами из жизни Исуса Христа, Апостолов и Пророков. Свободные от живописи места украшены византийской вязью из золота, серебра и разноцветных красок (по преимуществу синего). Иконостас – дар великого князя Сергея Александровича, шефа 38-го пехотного Тобольского полка. Храм вмещал до 1000 человек. В ограде церкви установлен на мраморном пьедестале бронзовый бюст императора Александра III. По штату при церкви положен: один священник".

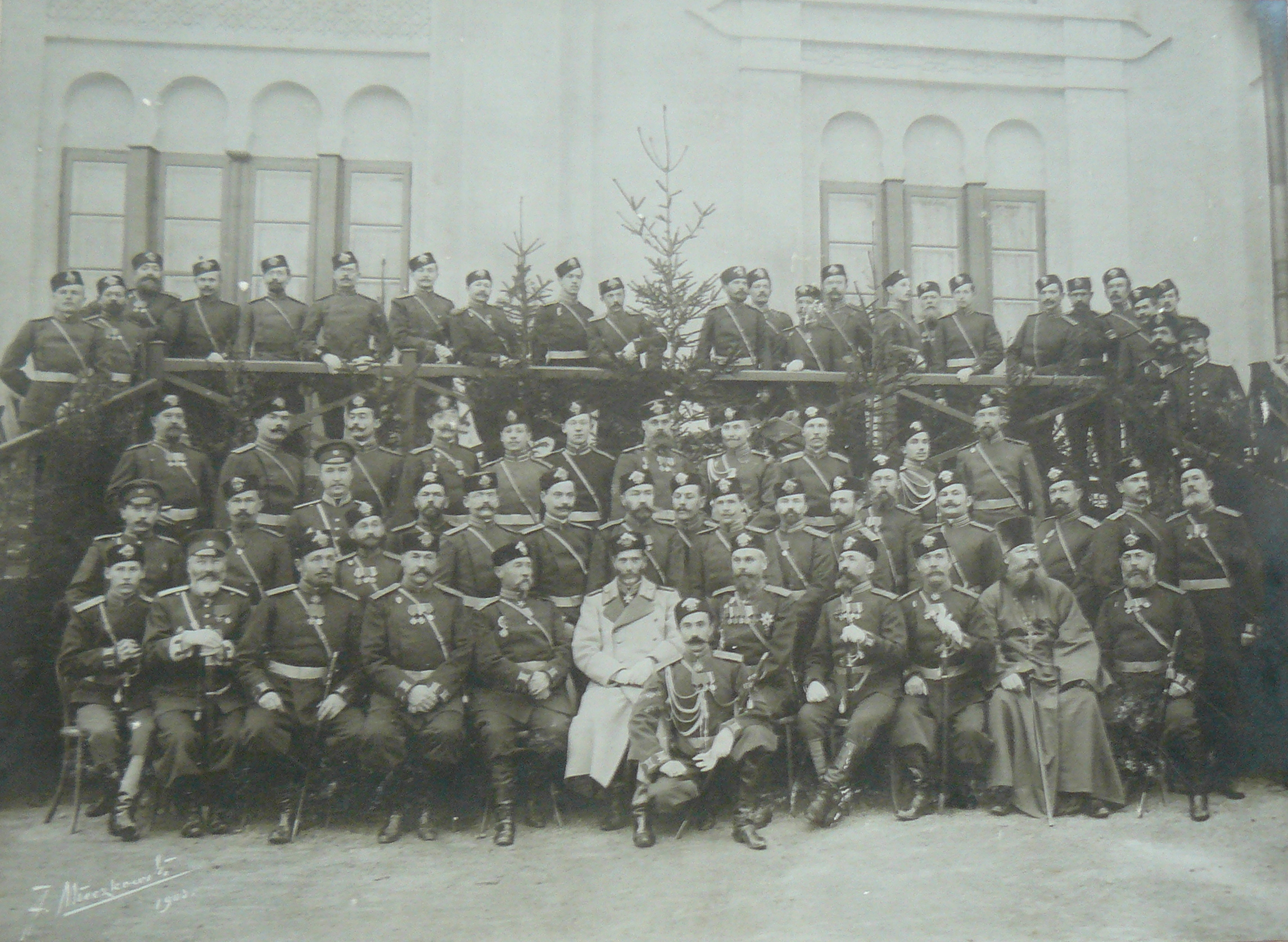
Офицеры Тобольского пехотного Е. И. В. В. Кн. Сергея Александровича полка. Скерневице. Фото из памятного альбома, 1903 год

Ранее, в военных походах, тобольцев сопровождала походная полковая церковь. Церковь включала в себя складной походный иконостас и церковную утварь, которые полковой священник возил за полком. На месте расквартирования полка походная церковь как правило устраивалась в казарме, наёмном доме или палатке, там же проводились службы.   

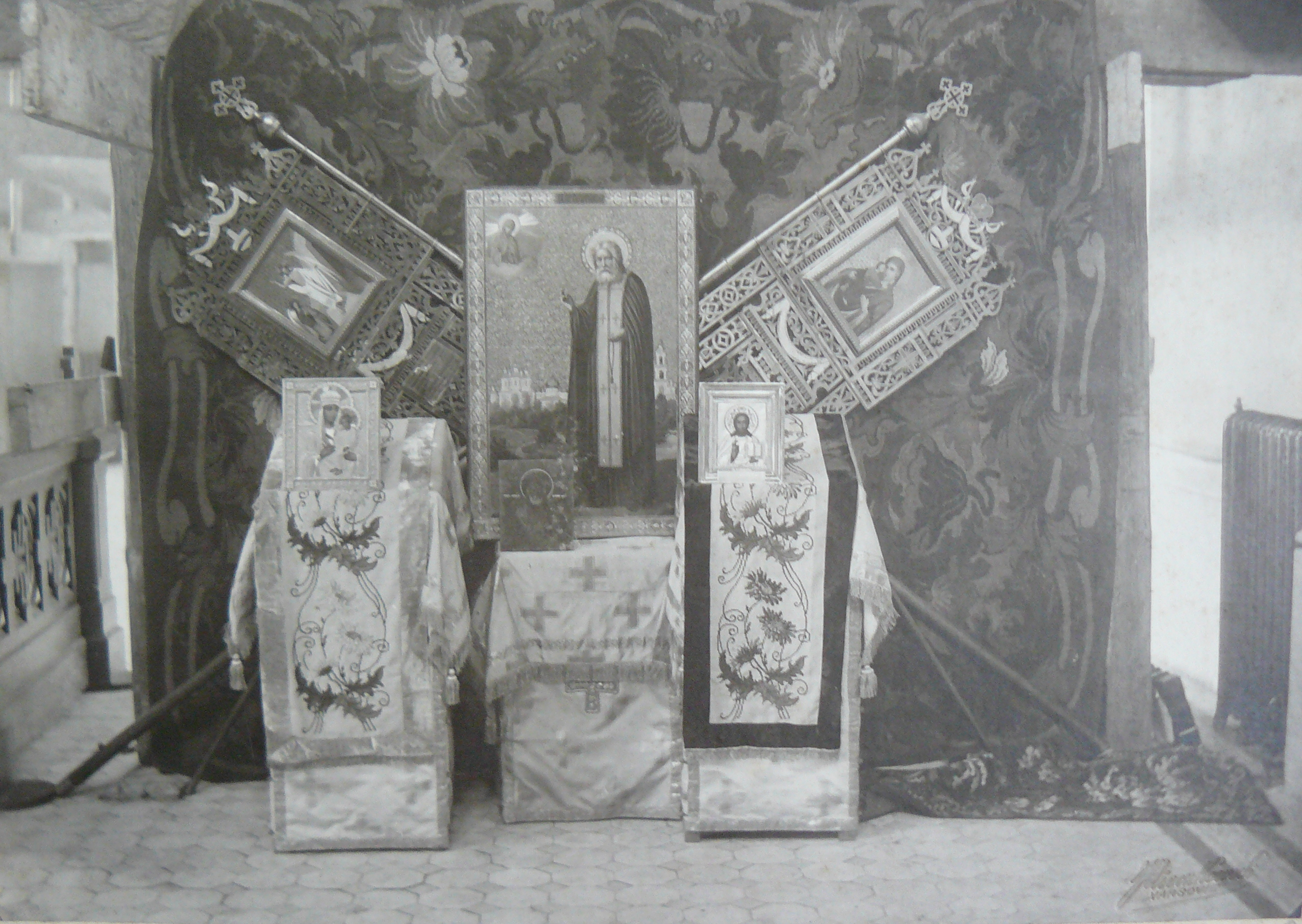
Иконы походной полковой церкви Тобольского пехотного полка существовавшей с конца XVIII века. Фото из памятного альбома, 1903 год

15 (27) сентября 1898 года на территории крепости Данцинг состоялось открытие памятника русским воинам, павшим при её осаде в 1734, 1807 и 1813 годах. На торжественном открытии памятника в Данциге участвовала командированная от Высочайшего соизволения, из Скерневице, депутация от 38-го пехотного Тобольского его императорского высочества великого князя Сергея Александровича полка, в составе командира полка, а также командира и фельдфебеля шефской роты. Тобольский полк единственный принимал участие во всех действиях у Данцига в компаниях 1734, 1807 и 1813 годах.   

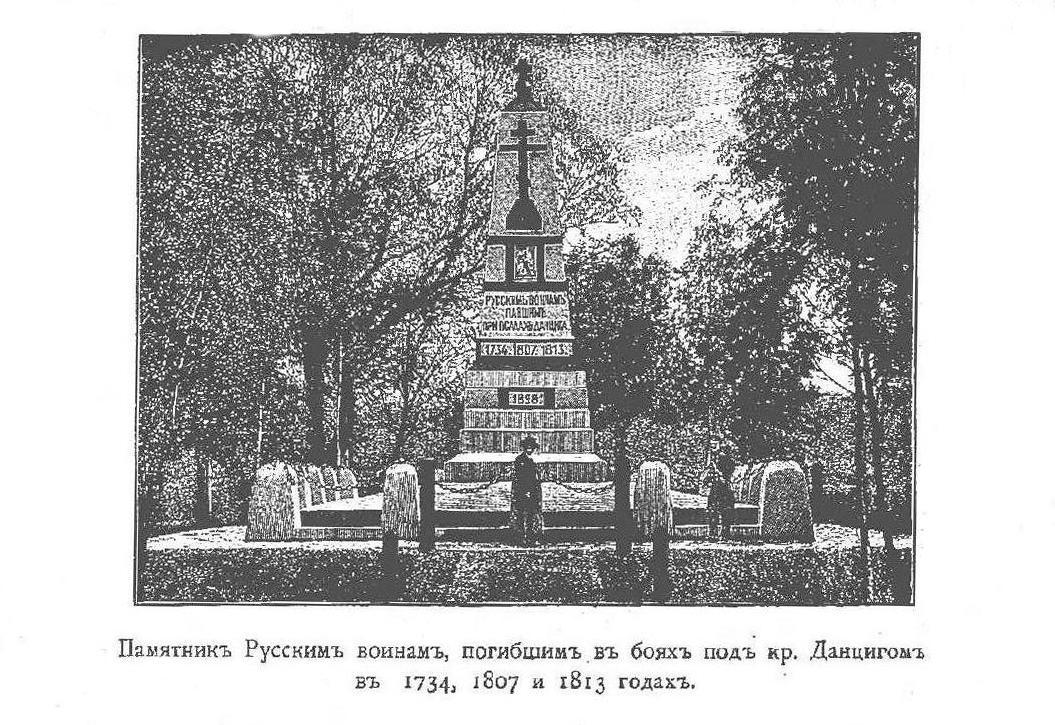
Памятник русским воинам, погибшим в боях под крепостью Данциг в 1734, 1807 и 1813 годах. 1898 год

В летнем лагере 10-й пехотной дивизии около д. Радуч, в 16 км к юго-востоку от Скерневице построена деревянная лагерная церковь во имя святой царицы Александры. Все 4 тыс. руб. на строительство храма были собраны путём пожертвований подразделениями 1-й бригады 10-й пехотной дивизии (37-й Екатеринбургский и 38-й Тобольский пехотные полки). Церковь вмещала до 1 тыс. человек. Освятили её 23 апреля (6 мая) 1902 года. Церковь не имела своего причта и была приписана к Алексеевской военной церкви в Лодзи. После 1918 года лагерная церковь в д. Радуч разрушена.   

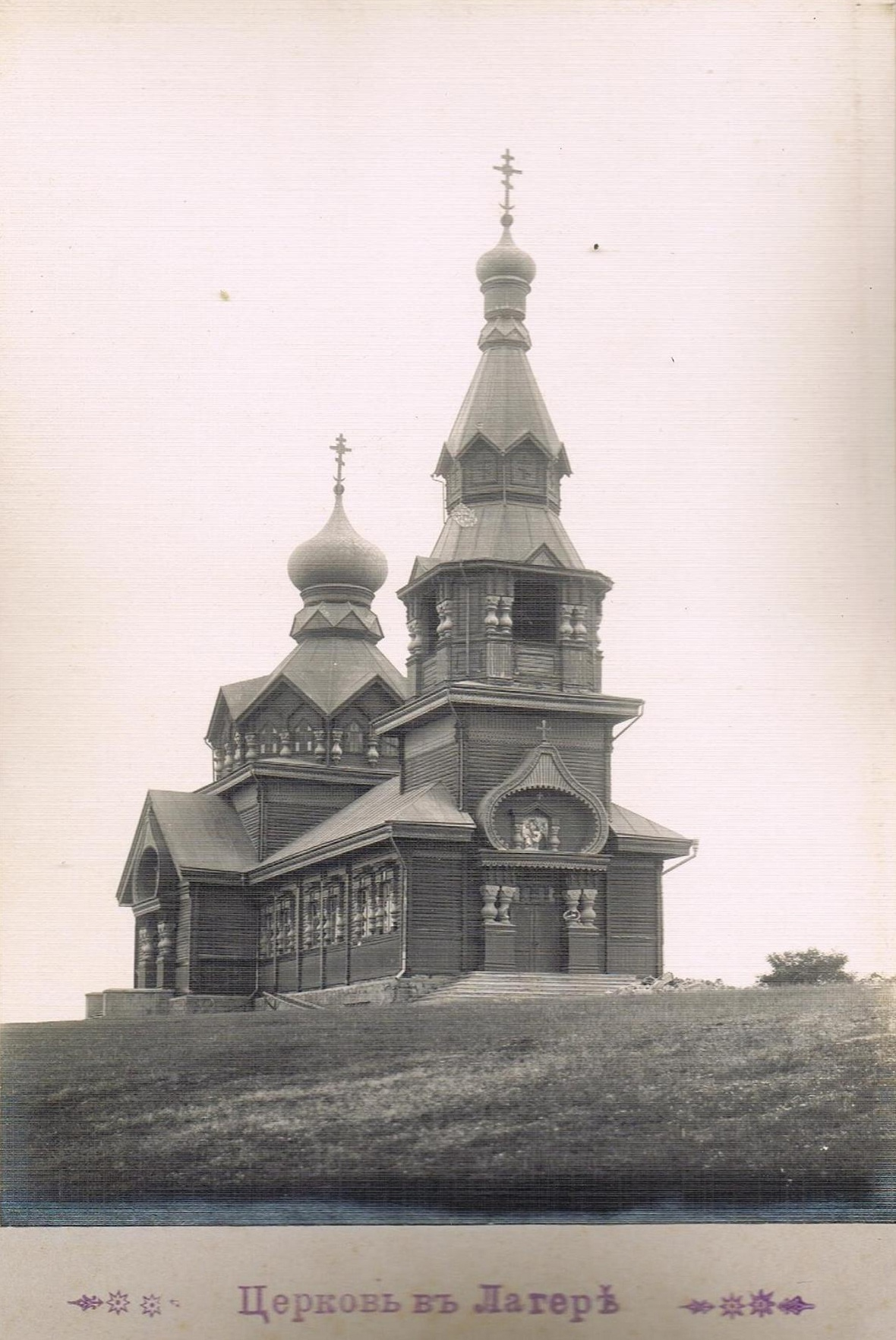
Лагерная церковь во имя святой царицы Александры. д. Радуч, 1902 год

14 (27) сентября 1902 года, высочайше утверждён и направлен в войска для испытаний проект нового устава внутренней службы. Разделом, посвящённым "увольнению нижних чинов со двора и в отпуск" для нижних чинов введены личные номера. Эти номера присваивались нижним чинам на всё время прохождения службы в конкретной роте. При переводе военнослужащего из одной роты в другую в прежнем месте службы его личный номер освобождался, а в новой ему присваивался один из свободных на тот момент номеров. В случае временного прикомандирования нижний чин сохранял свой личный номер по списку своей роты, в которой числился. Введение личных номеров позволило не только упростить систему нижних чинов в частях, их появление привело к некоторым изменениям системы клеймения обмундирования и снаряжения в войсках. Введение номеров дало возможность установить особые увольнительные знаки, упрощающие контроль над нижними чинами, находящимися вне казарм. При увольнении, до переклички нижние чины получали специальный увольнительный знак, а по возвращении в часть знак сдавался на хранение дежурному по роте. При увольнении команд увольнительный знак выдавался только начальнику команды. Если команда отправлялась на продолжительное время (на несколько дней), то начальник команды получал увольнительные знаки на всех нижних чинов команды. Использовались увольнительные знаки и при выезде войск в летние лагеря. 

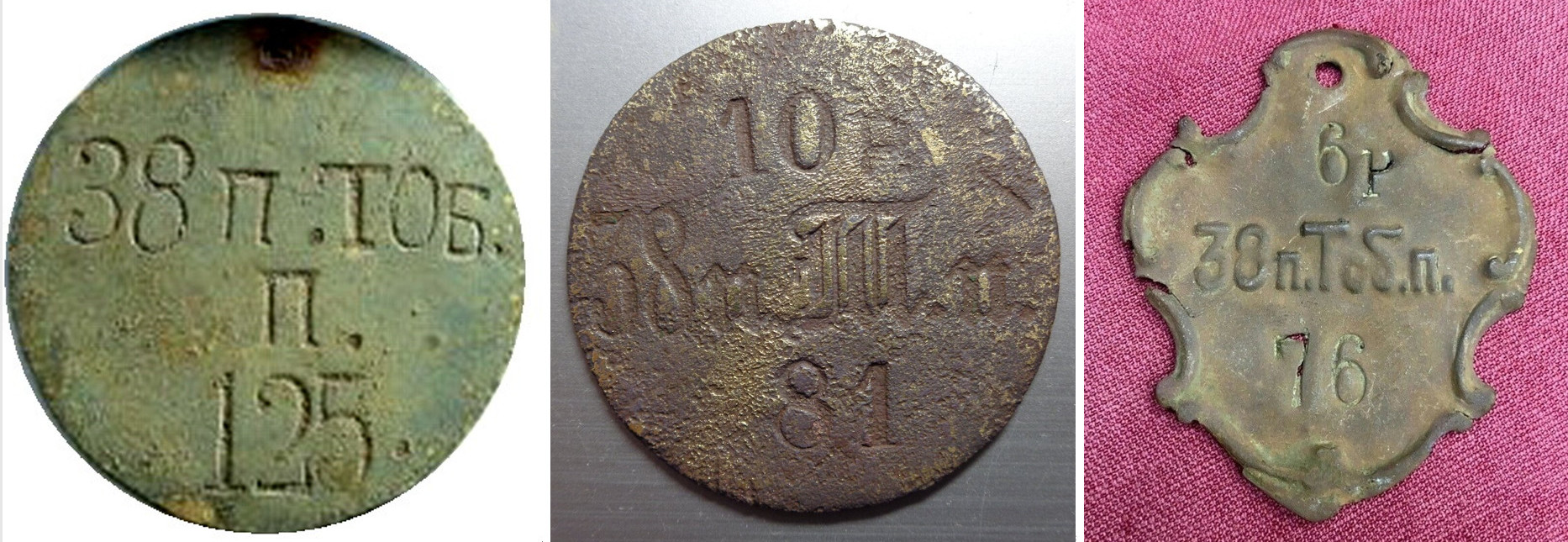
Увольнительные знаки 38-го пехотного Тобольского полка в 1902–1909-х годах

Согласно описанию, увольнительный знак представлял металлическую пластину произвольной формы, которую определял командир полка. В основном преобладали круглые знаки, у некоторых полков они напоминали своей формой и качеством нагрудные жетоны и полковые знаки. Форма знаков отличалась не только в разных частях, но и в ротах одного полка. Размеры знака рекомендовались в диапазоне от 4,4 до 6,6 см. На знаке выбивались буквами и цифрами номер роты, номер и название части и личный номер нижнего чина, которому принадлежал знак. 

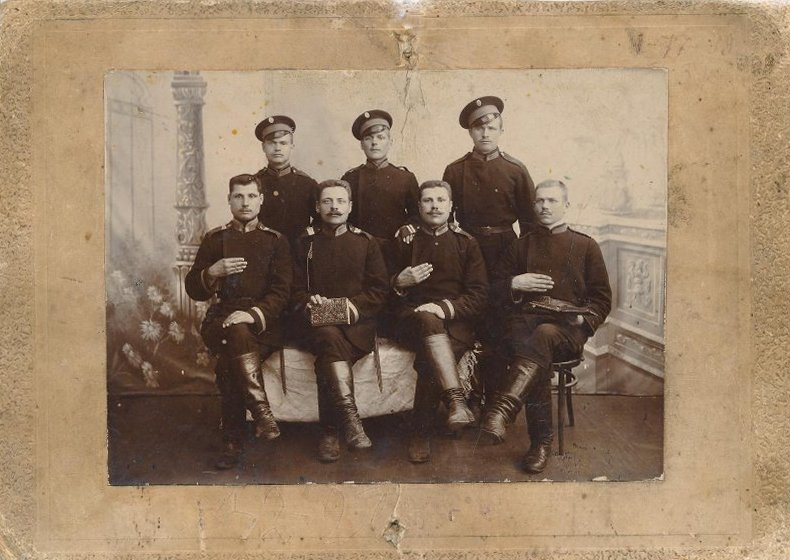
Нижние чины 38-го Тобольского пехотного Е. И. В. В. Кн. Сергея Александровича полка. Скерневице, 1902 год

В августе 1903 года, во время приготовления в Тобольском полку к предстоящему в декабре празднованию 200-летнего юбилейного торжества 25 декабря (7 января) 1903 (1904) года возникла идея сформировать исторический музей Тобольского полка. От бывших, прежде служивших тобольцев, их родных и знакомых были собраны исторические ценные предметы, имеющие отношение к настоящему и прошлой славной двухвековой истории полка, достойные вечного хранения (фотографические карточки, картины, портреты, рисунки, образцы прежнего вооружения, снаряжения и обмундирования, исторические сочинения, воспоминания, заметки, документы, ордена и медали, относящиеся к истории полка).

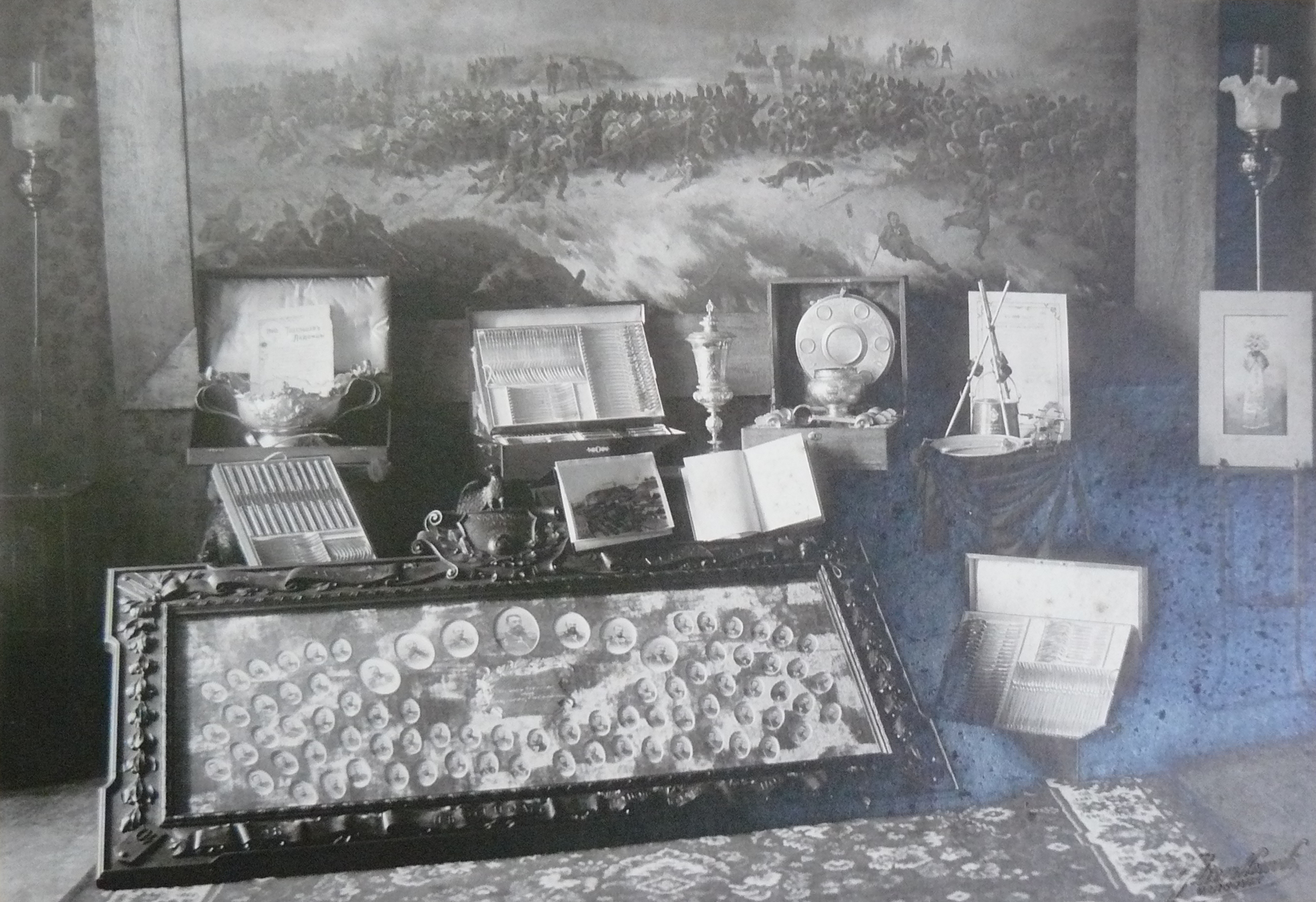
Ценные подарки 38-го Тобольского пехотного Е. И. В. В. Кн. Сергея Александровича полка. Фото из памятного альбома, 1903 год

16 (29) сентября 1903 года, высочайшим приказом по военному ведомству, учреждена юбилейная медаль в память 50-летия со времени геройской защиты города Севастополя в 1854–1855 годах (на георгиевской ленте). Право ношения юбилейной медали "В память 50-летия защиты Севастополя" предоставлено подразделениям, участвующим в защите Севастополя, в том числе строевым и не строевым воинским чинам Тобольского полка.
20 ноября (3 декабря) 1903 года в честь празднования 50-летнего юбилея сражения при с. Четати 25 декабря (7 января) 1903 (1904) года командир Тобольского полка полковник К. И. Буссов отправил благодарственное письмо командиру Одесского полка: "В память о товарищеской выручке, которую оказал ваш храбрый Одесский полк в тяжёлый час Четатского боя и спас от окончательного истребления окружённых турецкими полчищами наших предков, будет вечно жить в сердцах благодарных тобольцев. 6 декабря текущего года, вверенный мне Тобольский полк будет праздновать 200-летие своего существования и поэтому я от имени своего и всего полка обращаюсь к Вам с просьбой посетить нас в этот торжественный для тобольцев день и дать возможность лично выразить Вам те чувства благодарности и дружбы, которыми навеки будут связаны наши полки...".

3 (16) декабря 1903 года, высочайше утверждено новое "Положение об офицерском собрании", оно отменяло пользование платёжные средствами (марками, монетовидными жетонами): "Все денежные расчёты, как за предметы потребления, так и по играм, производятся на наличные деньги до выхода из офицерского собрания. Расчёты в столовых и буфетах производятся по получении счёта, а в помещениях для приезжающих – по окончании суток. Члены, не уплатившие денег по предъявлении счетов, лишаются права на дальнейшее пользование помещениями Собрания". Вместо платёжных марок (жетонов) вводились "абонементы" – годовые (или разовые – для гостей) билеты, которые необходимо было приобретать за наличный расчёт для пользования возможностями офицерского собрания.   

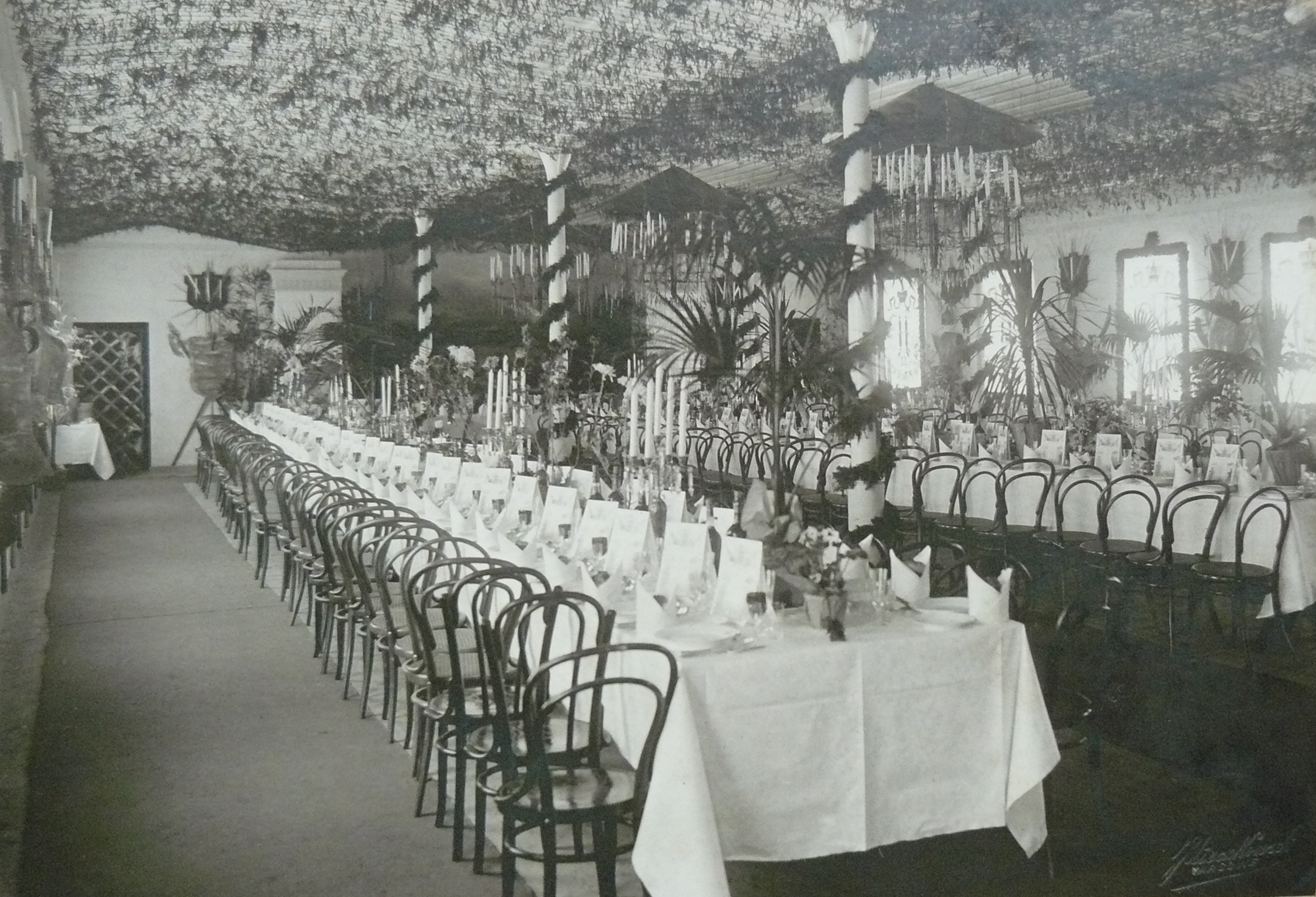
Зал офицерского собрания. Торжество по случаю юбилея 38-го Тобольского пехотного Е. И. В. В. Кн. Сергея Александровича полка. Скерневице. Фото из памятного альбома, 1903 год

Высочайшим приказом по военному ведомству от 6 (19) декабря 1903 года 38-му Тобольскому полку даровано новое юбилейное Георгиевское знамя с надписями: "ЗА ОТЛИЧИЕ В 1814 ГОДУ ПРОТИВ ФРАНЦУЗОВ, ЗА ДЕЛО ПРИ ЧЕТАТИ 25 ДЕКАБРЯ 1853 И ЗА СЕВАСТОПОЛЬ В 1854 И 1855 ГОДАХ", "1703-1903" [по В. В. Звегинцову "1703-1803-1903"] и Александровской юбилейной лентой c надписью: "1903 ГОДА", "1703 ГОДА ПЕХОТНЫЙ КНЯЗЯ РЕПНИНА ПОЛК". 

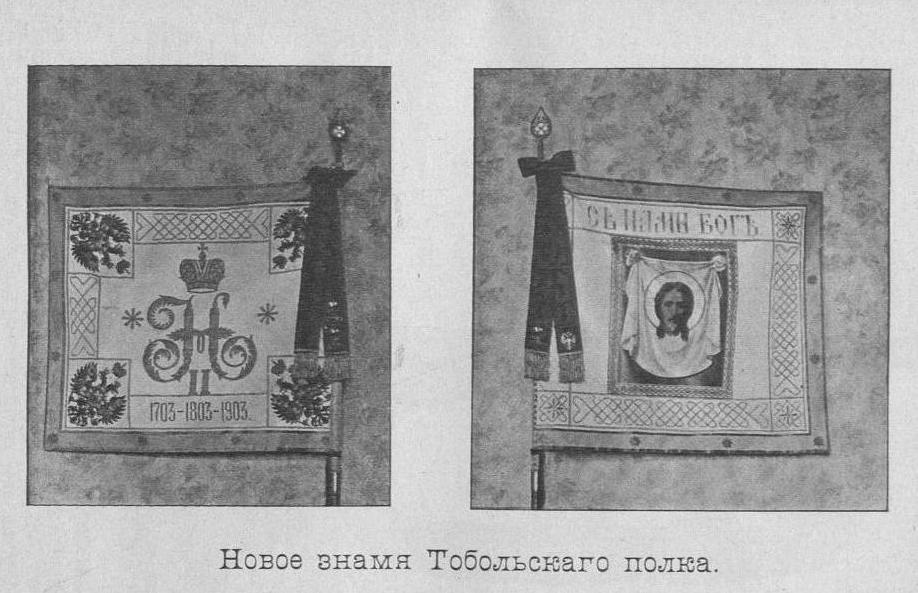
Знамя 38-го Тобольского пехотного Е. И. В. В. Кн. Сергея Александровича полка "1703-1803-1903" c Александровской юбилейной лентой, 1903 год

14 (27) декабря 1903 года, по случаю праздничного торжества 200-летнего юбилея Тобольского полка, дозволено цензурою Санкт-Петербурга и зимой 1904 года в типографии А. Зелинского, в Скерневице напечатана "Памятка тобольцу" в которую вошли: сочинения П. И. Шаргородского (с азбукой, молитвами, примерами исполнения русскими солдатами обязанностей службы, рассказами из прошлого тобольцев), сочинения штабс-капитана Тобольского полка В. Ф. Станкевича (с краткой летописью 38-го пехотного Тобольского полка, песней тобольцев и десятью заповедями солдата).  

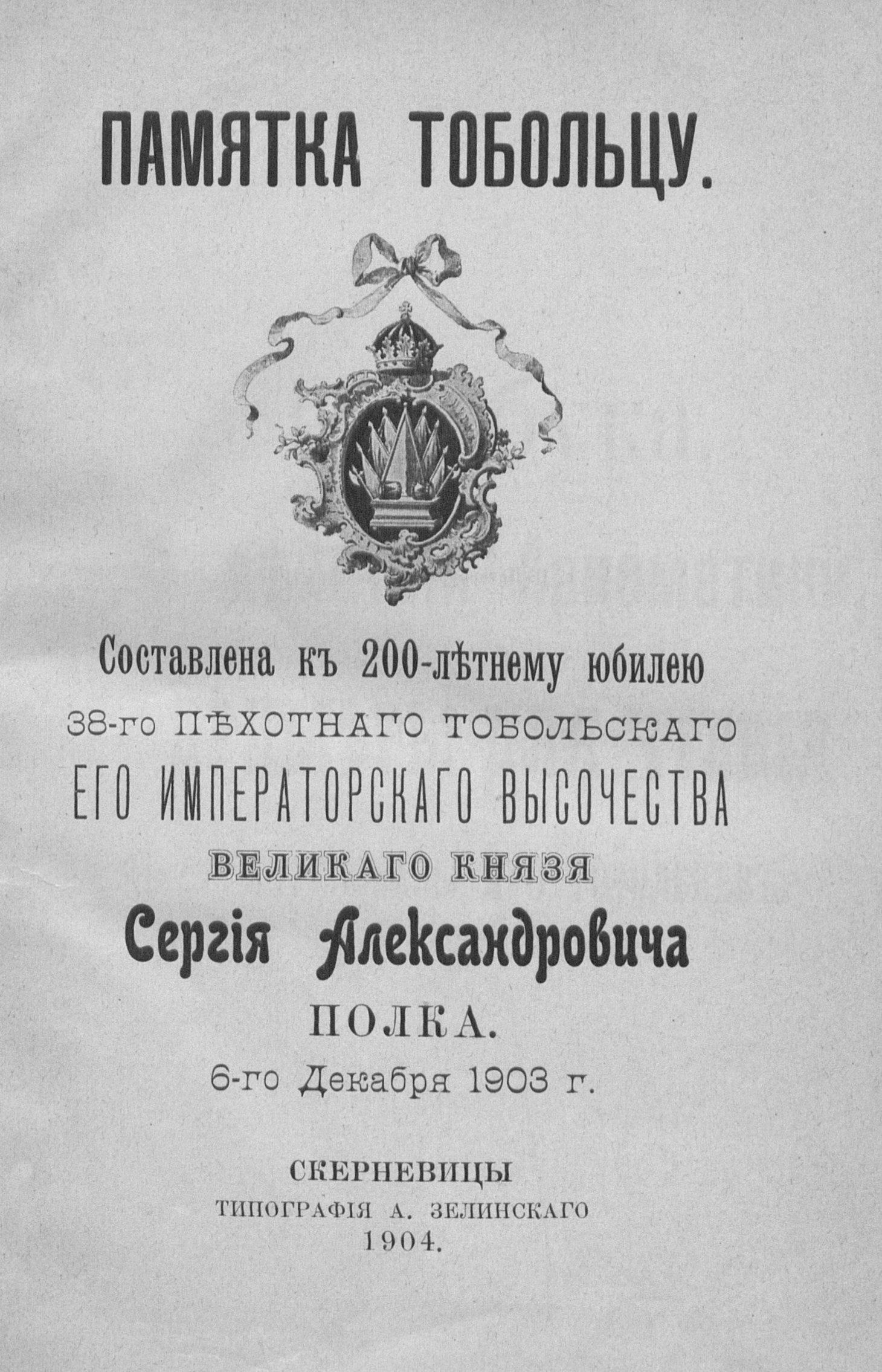
"Памятка Тобольцу", Скерневицы, типография А. Зелинского, 1904 год

26 декабря (8 января) 1903 (1904) года полковой музей тобольцев посетил шеф полка. Великий Князь Сергей Александрович сделал запись на первой странице в книге посетителей музея, выразив одобрение новому учреждению, с обещанием со своей стороны полной ему поддержки.

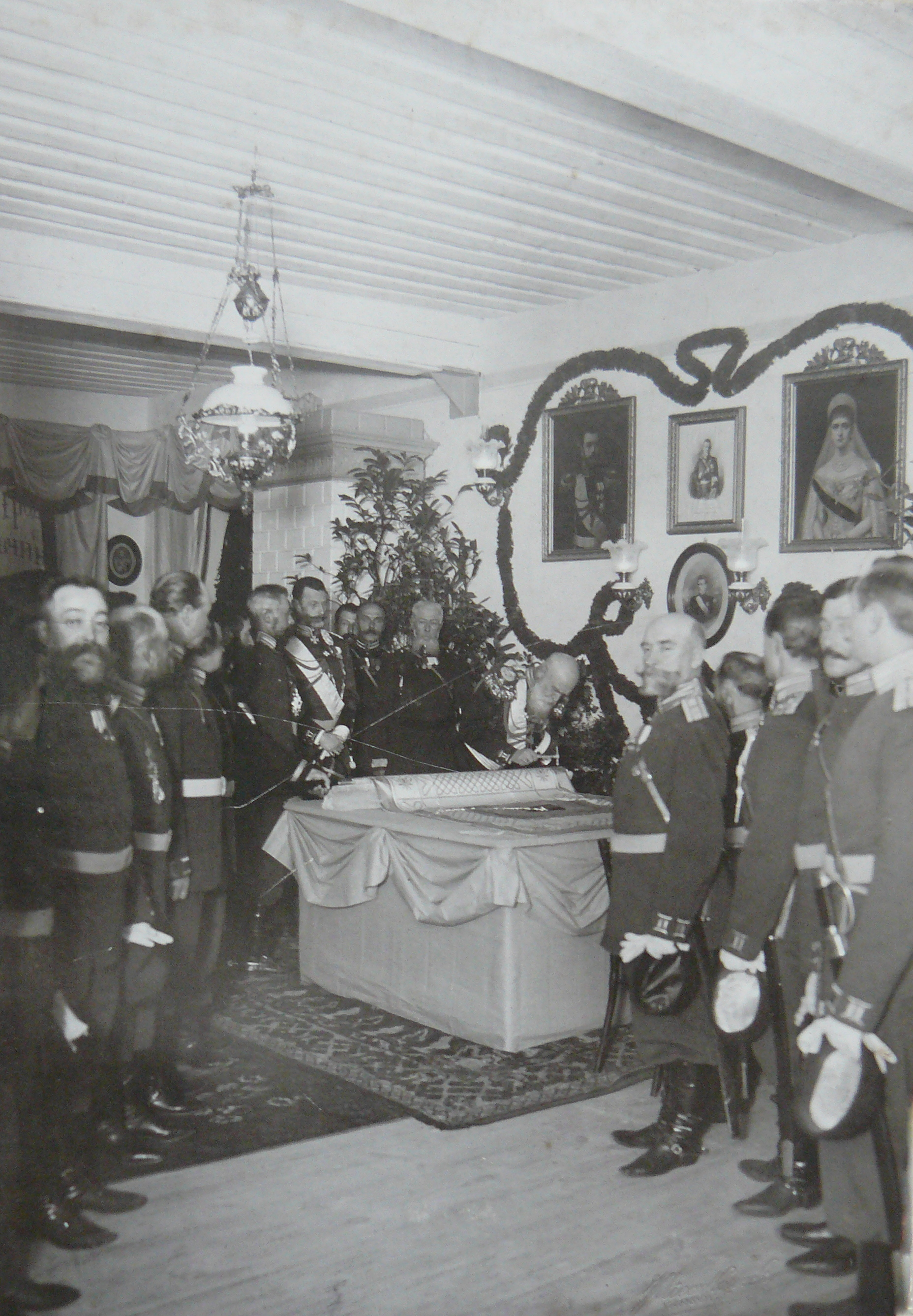
Великий князь Сергей Александрович во время церемонии крепления к древку нового полотнища знамени 38-го Тобольского пехотного Е. И. В. В. Кн. Сергея Александровича полка. Скерневице. Фото из памятного альбома, 1903 год

В 1903 году, бывшим командиром Тобольского пехотного полка в 1878–1887-х годах, генерал-майором В.В. Христиани написана рукопись, под названием: "Боевая деятельность Тобольского пехотного полка с 1703 года по 1903 год".
29 августа (11 сентября) 1904 года, высочайшим приказом по военному ведомству "О присвоении пуговиц с государственным гербом всем войсковым частям…", в Тобольском полку при ныне существующей форме обмундирования на замену гладких жёлтых пуговиц, пришли пуговицы с изображением государственного герба (орла) с оставлением без изменения из образца в отношении наружной формы и цвета металла.

10 (23) февраля 1905 года 38-й Тобольский пехотный Его Императорского Высочества Великого Князя Сергея Александровича полк назван – 38-м пехотным Тобольским полком.

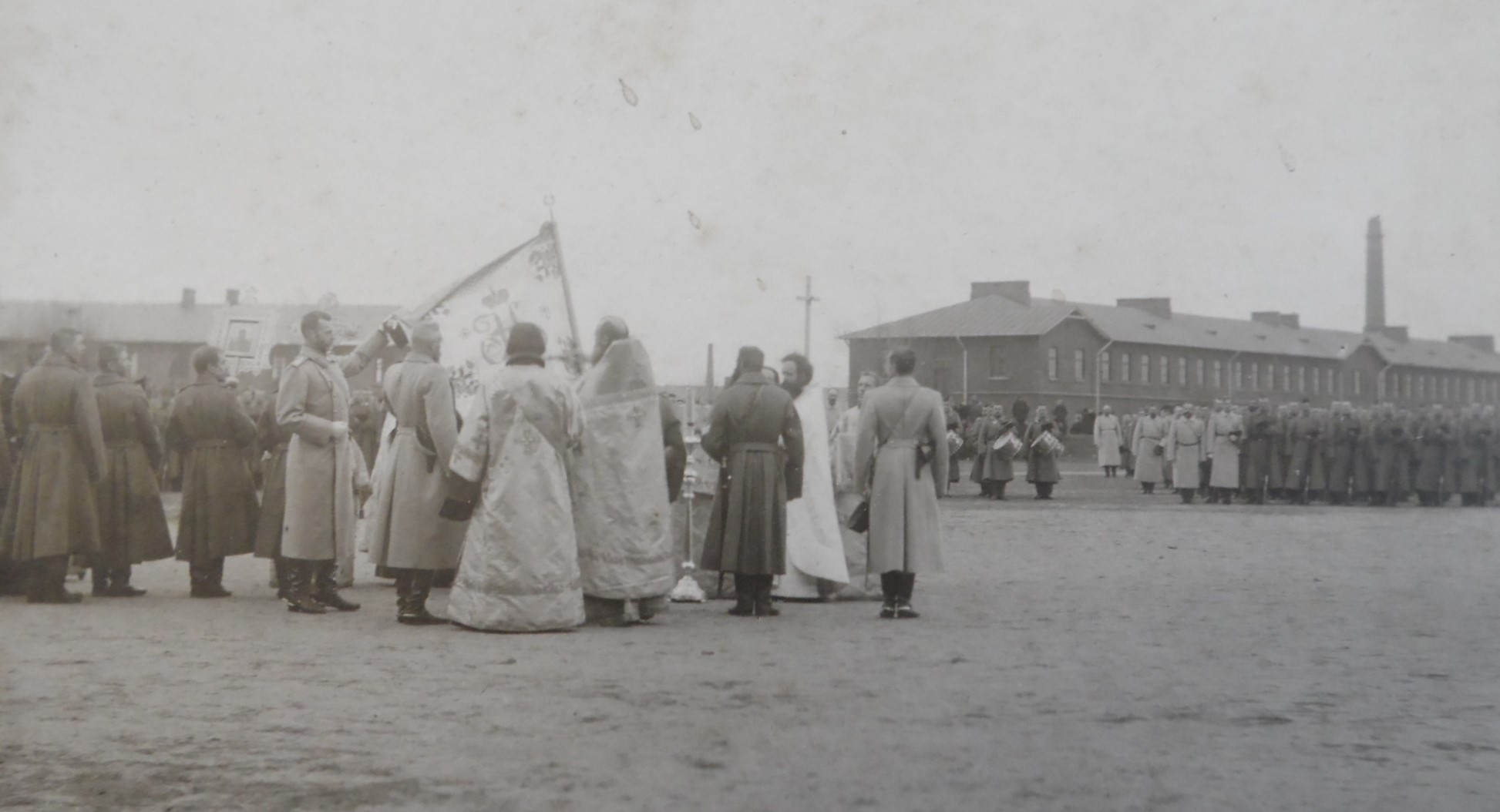
Великий князь Сергей Александрович во время церемонии освящения нового знамени 38-го Тобольского пехотного Е. И. В. В. Кн. Сергея Александровича полка. Скерневице. Фото из памятного альбома, 1903 год

В память о событиях Крымской войны в 1853–1856-х годах, к 50-летию обороны Севастополя в 1854–1855-х годах, в центре оборонительных позиций 4-го бастиона установлен пятиметровый массивный гранитный обелиск, увенчанный гранитным же русским шлемом – символ немеркнущей славы, мужества несокрушимости русского солдата в обороне (1905). 

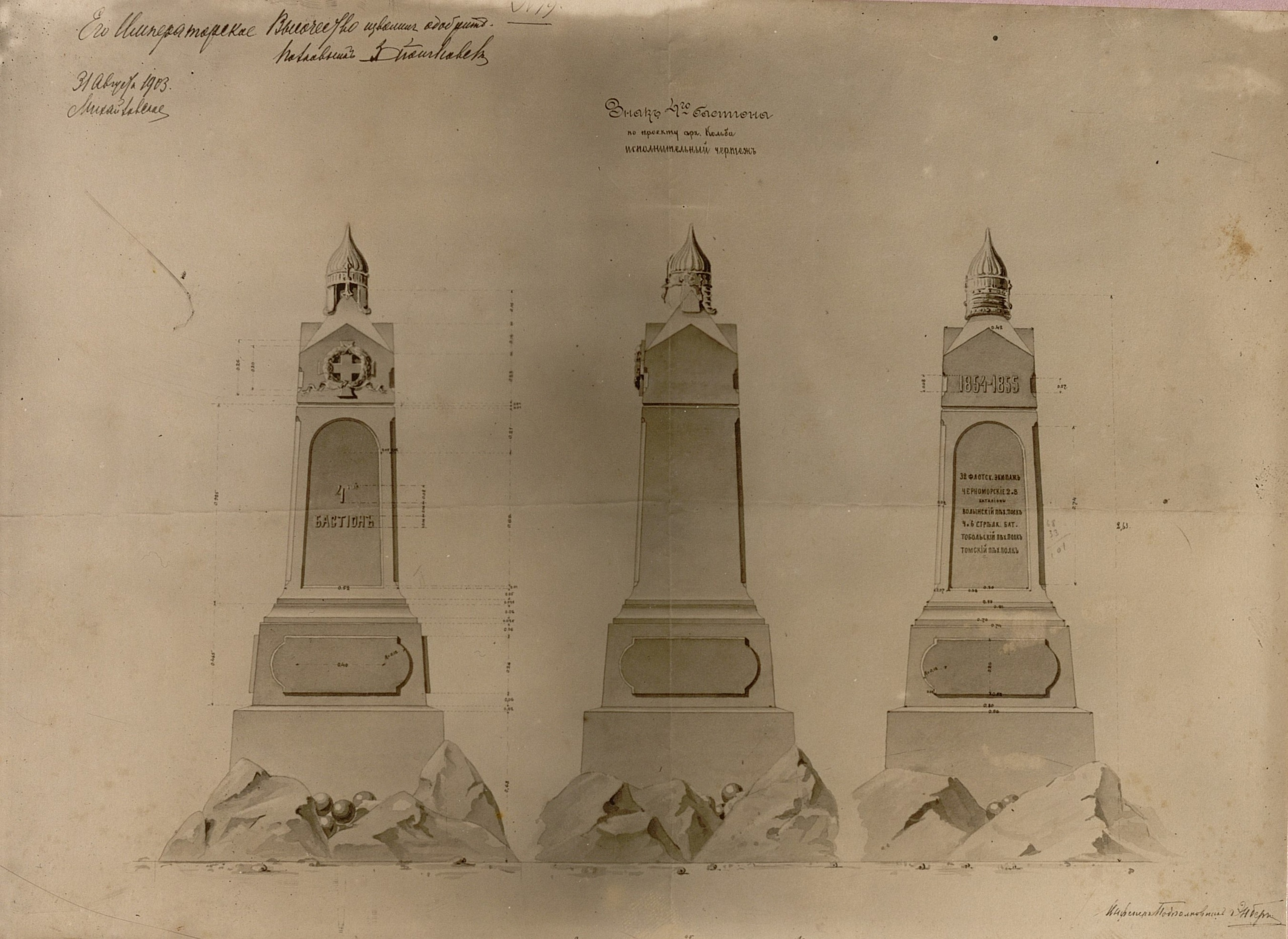
Исполнительный чертёж памятника защитникам 4-го бастиона. Архитектор А.А. Кольб, 1903 год

На фасаде монумента лаконичная надпись: "4-й бастион", выше - четырёхконечный рельефный крест в лавровом венке с лентами. На противоположной стороне – высечены даты обороны Севастополя "1854–1855" и перечень частей, принимавших участие в защите бастиона (32-й флотский экипаж, Черноморские 2-й и 8-й батальоны, Волынский пехотный полк, 4-й и 6-й стрелковые батальоны, Тобольский пехотный полк, Томский пехотный полк).  

Перемены в обмундировании офицеров и нижних чинов. Для армейской пехоты установлен двубортный мундир на шести пуговицах с орлами, для нижних чинов на околышах фуражек – кокарда, вместо шифровки. 

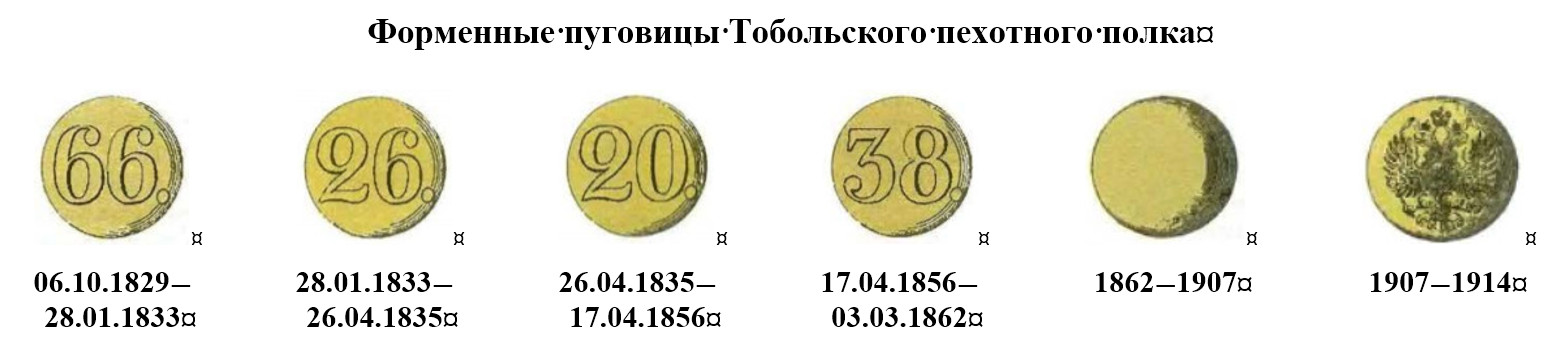
Форменные пуговицы Тобольского пехотного полка в 1829–1918-х годах

В 1906 году в июльском номере Санкт-Петербургского издательства ежемесячного военного журнала "Военный сборник" напечатаны труды Российского военного историка генерал-лейтенанта П. Н. Симанского по материалам, собранным для составления истории 38-го пехотного Тобольского полка "Красносельский лагерный сбор 1765 года".   

В 1907 году, высочайшим приказом по военному ведомству, утверждён жетон 38-го пехотного Тобольского полка. Проект рисунка полкового жетона разработан офицерами 38-го пехотного Тобольского полка. Вручались жетоны по решению офицерского собрания полка в знак уважения и принадлежности к полку. Ношение и использование жетона как элемента военной формы регламентировалось положением к вручаемому знаку. В большинстве случаев для ношения воинского жетона предусматривалась короткая цепочка, пристёгнутая к верхней пуговице кителя. Изготовление полковых жетонов производилось не за счёт казны. Офицеры оплачивали приобретение жетонов, классные и нижние чины получали жетоны бесплатно. Офицерские жетоны изготавливались из ценных металлов и украшались эмалевым покрытием, жетоны для классных и нижних чинов изготавливались из малоценных металлов и без эмали. 

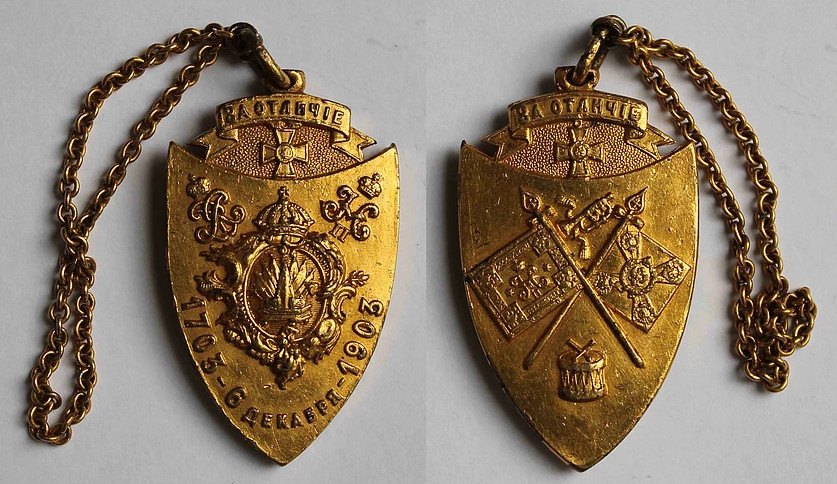
Жетон для нижних чинов 38-го пехотного Тобольского полка (бронза). Скерневице, 1907 год

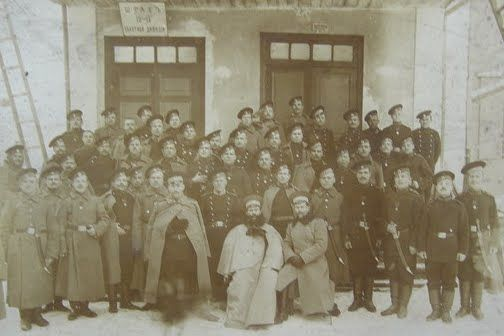
Полковник Молотков А.А. с нижними чинами 38-го пехотного Тобольского полка перед штабом 10-й пехотной дивизии. Скерневице в 1907–1909-х годах

27 августа (9 сентября) 1907 года, высочайше утверждён "Устав императорского русского военно-исторического общества". Императорское русское военно-историческое обществе имело целью изучение военно-исторического прошлого русского народа во всех его проявлениях. Командир 38-го пехотного Тобольского полка полковник А. А. Молотков избран действительным членом-сотрудником императорского русского военно-исторического общества. Состав военно-исторического общества на этот момент насчитывал 2069 человек. 
27 августа (9 сентября) 1907 года, высочайшим приказом по военному ведомству, установлено право военнослужащих на ношение юбилейной медали в память 200-летия Полтавской битвы (на ленте ордена св. Андрея Первозванного). Тобольский пехотный полк включён в "список частей войск, участвующих в Полтавском бою и сохранившим до дня празднования 200-летия сего исторического события, свои первоначальные, с 1709 года, наименования, – чинам коих предоставлено право ношения Полтавской юбилейной медали".

В июне 1909 года, высочайше утверждён новый устав на основе проекта устава 1902 года. За шесть лет испытаний в войсках проект 1902 года был переработан и дополнен. В новом уставе словосочетание "увольнительный знак" было заменено словосочетанием "личный знак". Это было связано с тем, что "название "личный знак" более отвечает его назначению – служить удостоверением личности нижнего чина, а не только удостоверением увольнения его со двора". 

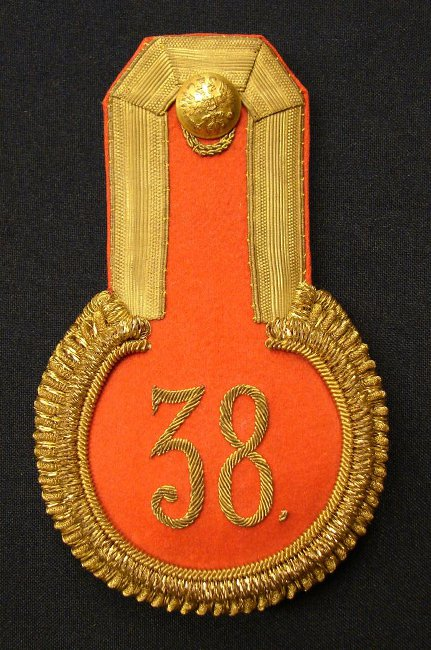
Эполет капитана 38-го пехотного Тобольского полка - парный, размер 16х9,5 см. Датировка 1910-е годы

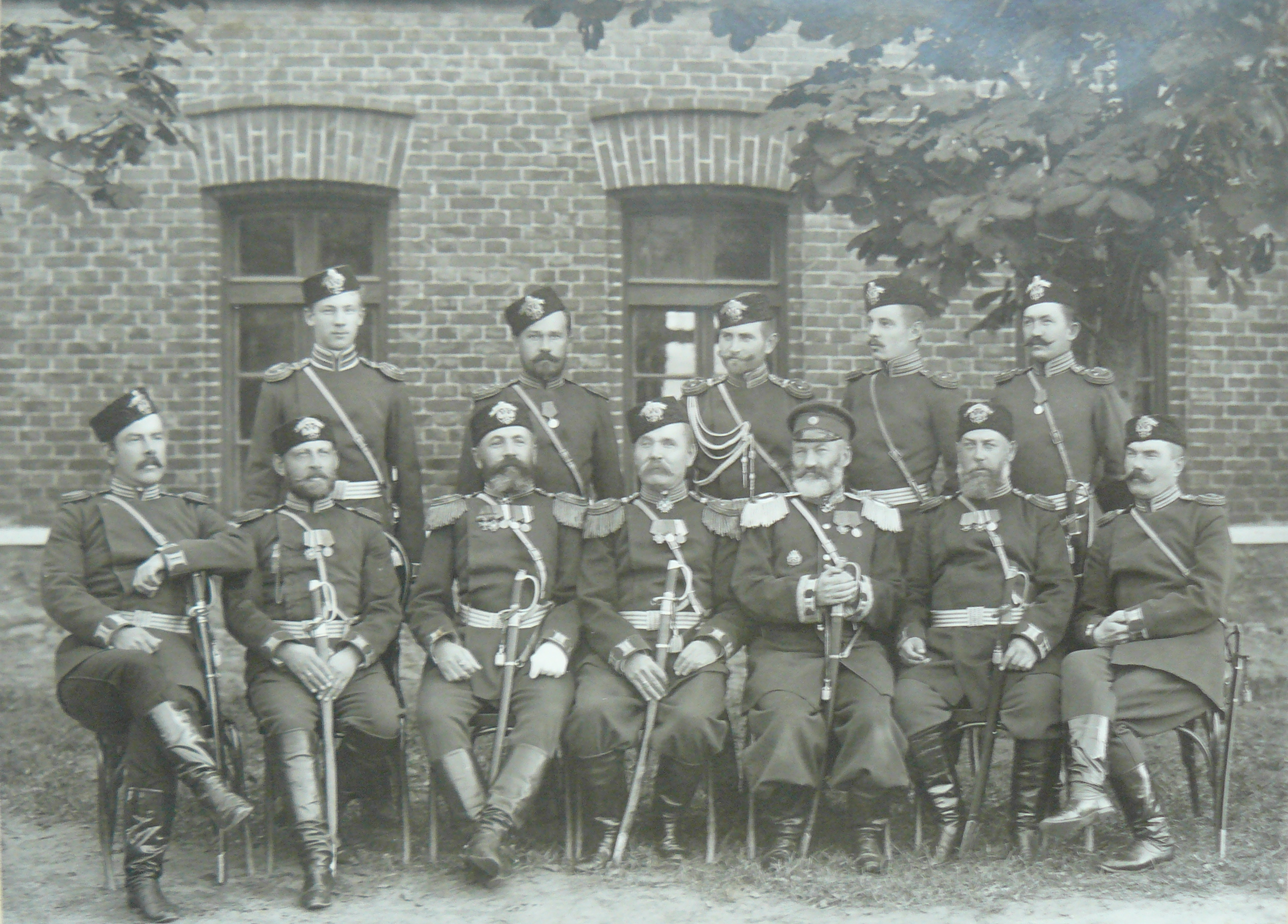
Офицеры 38-го Тобольского пехотного полка. Скерневице. Фото из памятного альбома, 1903 год

В первой половине 1910 года, Тобольский полк в составе 10-й пехотной дивизии (под командованием генерал-лейтенанта Н. Я. Лопушанского) с осуществлением новой дислокации выведен из Варшавского военного округа (Царство Польское, Скерневице) в Московский военный округ (Россия, Нижний Новгород). Казармы и полковая церковь в Скерневице, принадлежавшие ранее пехотному Тобольскому полку, переданы в распоряжение 31-го пехотного Алексопольского полка.
В первой половине 1910 года в Нижнем Новгороде квартировали: Управление 60-й пехотной резервной бригады, 237-й Кремлевский батальон, 238-й Клязьминский батальон, 239-й Окский батальон, 1-я запасная артиллерийская бригада в трёх батарейном составе и запасная конно-артиллерийская батарея. Пехотные части размещались в городских казармах, а артиллерийские в казармах Инженерного Ведомства. С осуществлением новой дислокации, вышепоименованные войска выбыли из Нижнего Новгорода, в место них прибыли: штаб 10-й пехотной дивизии, 1-я бригада (37-й Екатеринбургский и 38-й Тобольский пехотные полки, в четырёх батальонном составе), 10-я артиллерийская бригада (в шести батарейном составе). Штаб дивизии, четыре батальона Екатеринбургского пехотного полка, 1-й и 2-й батальоны Тобольского пехотного полка разместились в городских казармах и нанятых городом помещениях Нижнего Новгорода, а под канцелярию, вещевой и оружейный цейхгаузы и пороховой погреб Екатеринбургскому полку отведены помещения в казармах Инженерного Ведомства. 3-й и 4-й батальоны Тобольского пехотного полка временно были расквартированы в уездных городах Арзамас и Горбатов (Нижегородская область) попечением местных городских общественных управлений. Две батареи 10-й артиллерийской бригады разместились в принадлежащих Нижнему Новгороду помещениях, а остальные в казармах Инженерного Ведомства. 2-я бригада 10-й пехотной дивизии (39-й Томский и 40-й Колыванский пехотные полки, в четырёх батальонном составе) расквартировались в городах Козлов (Тамбовской губернии) и Муром (Владимирской губернии). Со второй половины 1910 года в Нижнем Новгороде квартировали вновь прибывшие подразделения 10-й пехотной дивизии, одиннадцать Управлений уездных воинских начальников, обеспеченных всеми положенными по закону помещениями с состоящими при них конвойными командами, Губернское жандармское Управление, отделение Московского жандармского полицейского Управления железных дорог, 1-й эскадрон 1-го Уланского Санкт-Петербургского полка и новобранцы.
Первоначально церковь для 38-го пехотного Тобольского полка была устроена в так называемых Грузинских казармах, расположенных почти в центре г. Нижнего Новгорода, и вмещала до 500 человек. По штату при церкви положен один священник. От бывшего шефа полка великого князя Сергея Александровича в храме имелись две пожертвованные иконы: Иверской Божией Матери и Московских Святителей Петра, Алексия и Ионы.

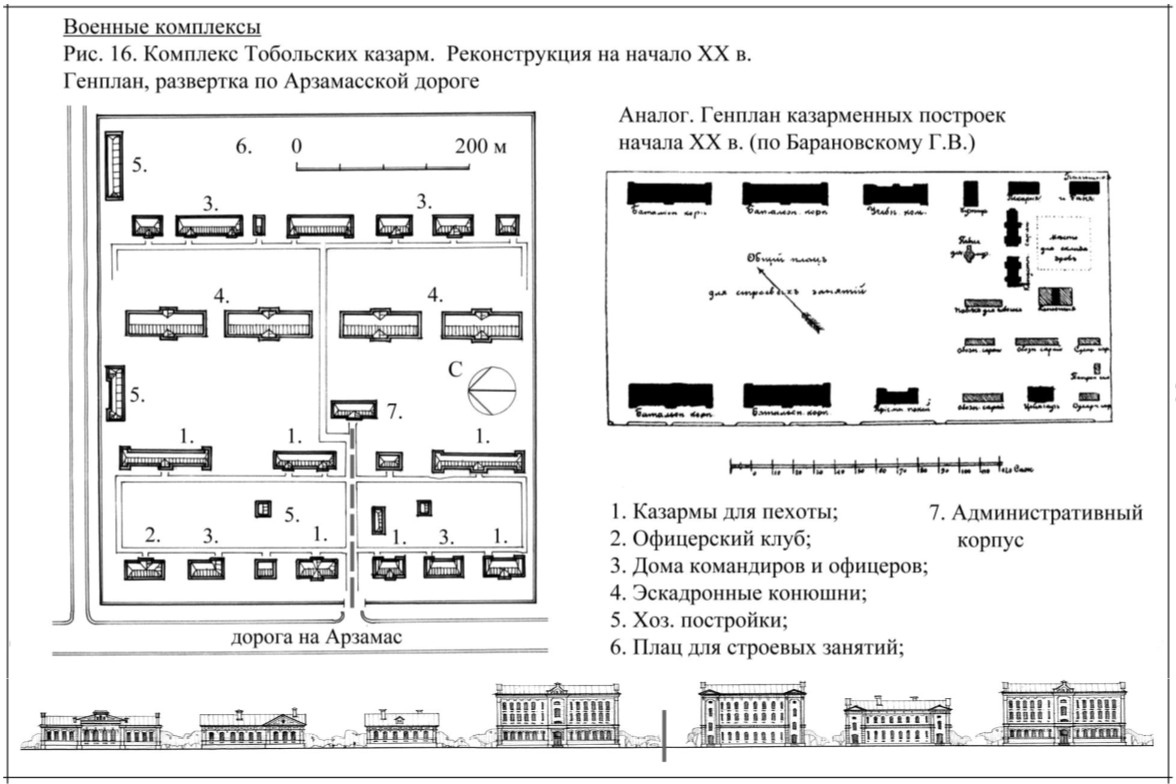
Примерная реконструкция генплана "Тобольских казарм" (начало XX века). Нижний Новгород

В марте 1910 года войсковой строительной комиссией была выбрана и одобрена Нижегородским городским общественным управлением территория под строительство казарм для размещения 4-х батальонов 38-го пехотного Тобольского полка. В апреле 1910 года, после покупки военным ведомством земельного участка на Арзамасском шоссе, в двух километрах от окраины г. Нижнего Новгорода (от Крестовоздвиженского монастыря на Монастырской площади), напротив построек бывшего летнего лагеря 238-го Клязьминского резервного пехотного батальона (дислоцировавшегося в Нижнем Новгороде в 1893–1910-х годах и входившего в состав 60-й резервной пехотной бригады) началось строительство воинских казарм и сараев и продолжалось в 1910–1913-х годах (около трёх лет).
Общая территория земельного участка, выделенного под строительство казарм заключалась в пространство, приближающееся к квадрату с размером сторон до 400 м. Комплекс включал в себя около трёх десятков каменных зданий: жилые корпуса – казарменные постройки для размещения нижних чинов и офицеров, флигеля для офицерских квартир; административные – штаб-квартира, офицерское собрание, помещения для музыкантов и не строевых нижних чинов; служебные – кухни, столовые, пекарни, бани, полковая гауптвахта, лазарет, канцелярии, мастерские, склады, кузница, конюшня, полковые цейхгаузы для хранения запасов обмундирования, снаряжения, вооружения, провианта.
Постройки возводились по образцовым проектам, разработанным в военном ведомстве, и представляли собой единый комплекс зданий с цельной, хорошо выстроенной регулярной композицией Стилистическое единство комплекса выражалось в том, что все корпуса построек были выдержаны в общем архитектурном "кирпичном" стиле. Утилитарный характер зданий отличался сдержанностью декора.
21 декабря (3 января) 1910 (1911) года, высочайшим приказом по военному ведомству, "...В целях установления постоянного воспоминания в частях войск о вековой их службе присвоить существующим уже нагрудным юбилейным знакам наименование полковых знаков и предоставить их право ношения всем офицерским, классным и нижним чинам, поступившим на службу в части войск после празднования ими юбилеев и имеющим поступать впредь. Наименование "полковые" устанавливается только за знаками полков, для остальных знаки именовать "нагрудными".

15 (28) августа 1912 года, высочайшим приказом по военному ведомству, установлено право военнослужащих на ношение юбилейной медали в память 100-летия Отечественной войны 1812 года (на ленте ордена св. Владимира). Тобольский пехотный полк включён в "список частей войск, участвующих в Отечественной войне 1812 года с 12 (24) июня по 25 декабря (6 января) 1812 (1813) года, – чинам коих предоставлено право ношения юбилейной медали в память Отечественной войны 1812 года".

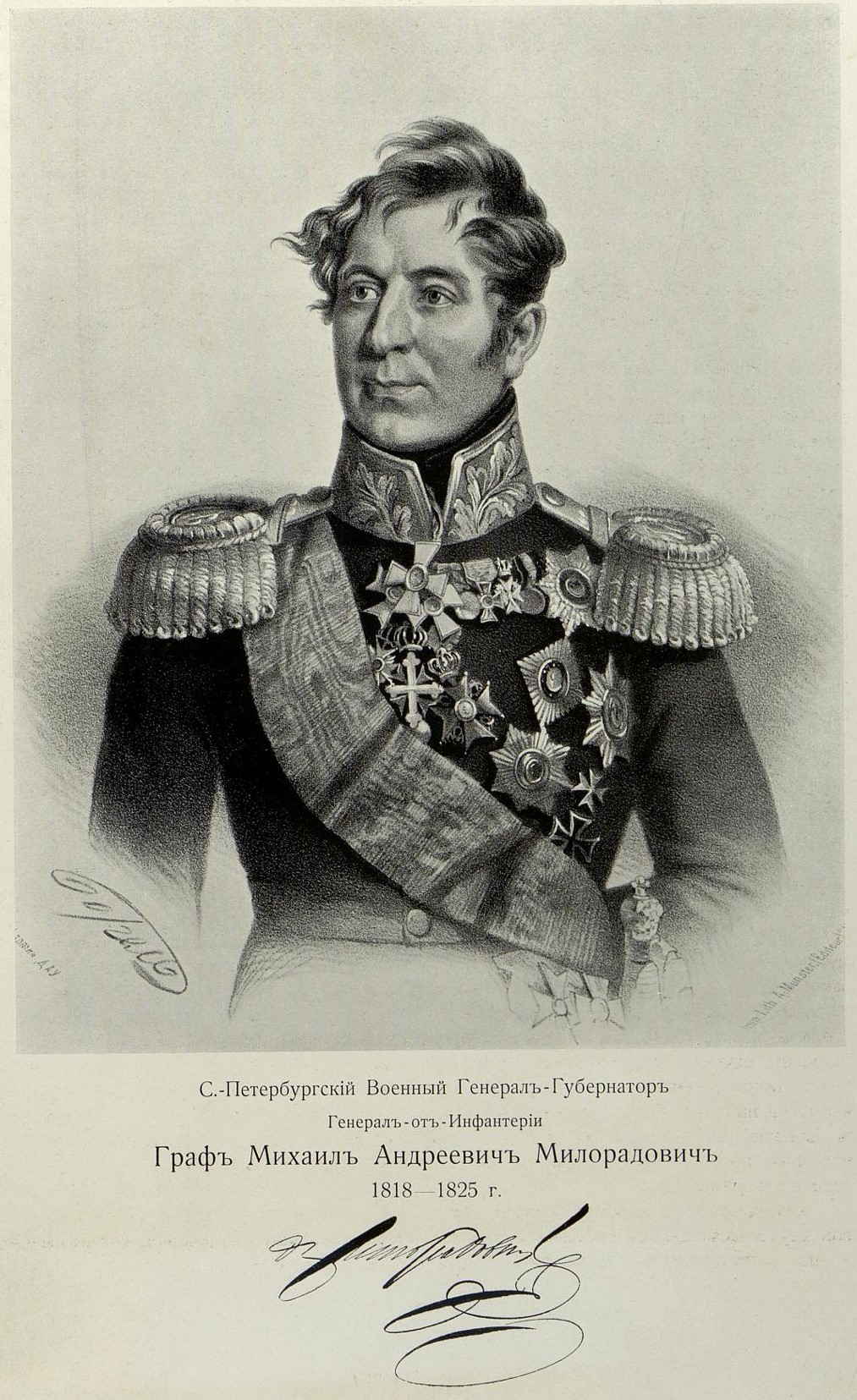
Граф Михаил Андреевич Милорадович, генерал от инфантерии, шеф 38-го пехотного Тобольского полка в 1912–1918-х годах

26 августа (8 сентября) 1912 года, в честь ознаменования славного 100-летнего юбилея Отечественной войны 1812 года, император Николай II соизволил сохранить на вечные времена в рядах армии имя императора Александра I и имена наиболее видных героев той войны, генералов: графа Милорадовича, Дохтурова, Раевского, Неверовского, Коновницына, Тучкова IV и партизан: Дорохова, Давыдова, Сеславина и Фигнера. 38-му пехотному Тобольскому полку пожаловано имя нового шефа – генерала графа Милорадовича.
26 августа (8 сентября) 1912 года 38-й пехотный Тобольский полк назван – 38-м пехотным Тобольским генерала графа Милорадовича полком.

На месте сражения 4-й пехотной дивизии в Отечественную войну 1812 года (Бородинское поле), в память событий этой эпохи, архитектор А. П. Верещагин увековечил доблесть и мужество русских воинов, их подвиги. На самой северной опушке Утицкого леса, у триумфальной арки, по дороге из Спасо-Бородинского женского монастыря в Царскую ставку поставлен памятник: серая гранитная глыба, в виде обелиска, с серебряным орлом. На обелиске надпись: "ДОБЛЕСТНЫМ ПРЕДКАМ 4-Й ПЕХОТНОЙ ДИВИЗИИ принца ВИРТЕМБЕРГСКОГО, стяжавшим в БОРОДИНСКОМ сражении ВЕЧНУЮ СЛАВУ ОТЕЧЕСТВУ и РУССКОМУ ВОИНСТВУ.... 26 августа 1912 года. От полков 32 п. Кременчугского, 38 п. Тобольского, 54 п. Минского, 101 п. Пермского, 125 п. Курского, 138 п. Болховского".

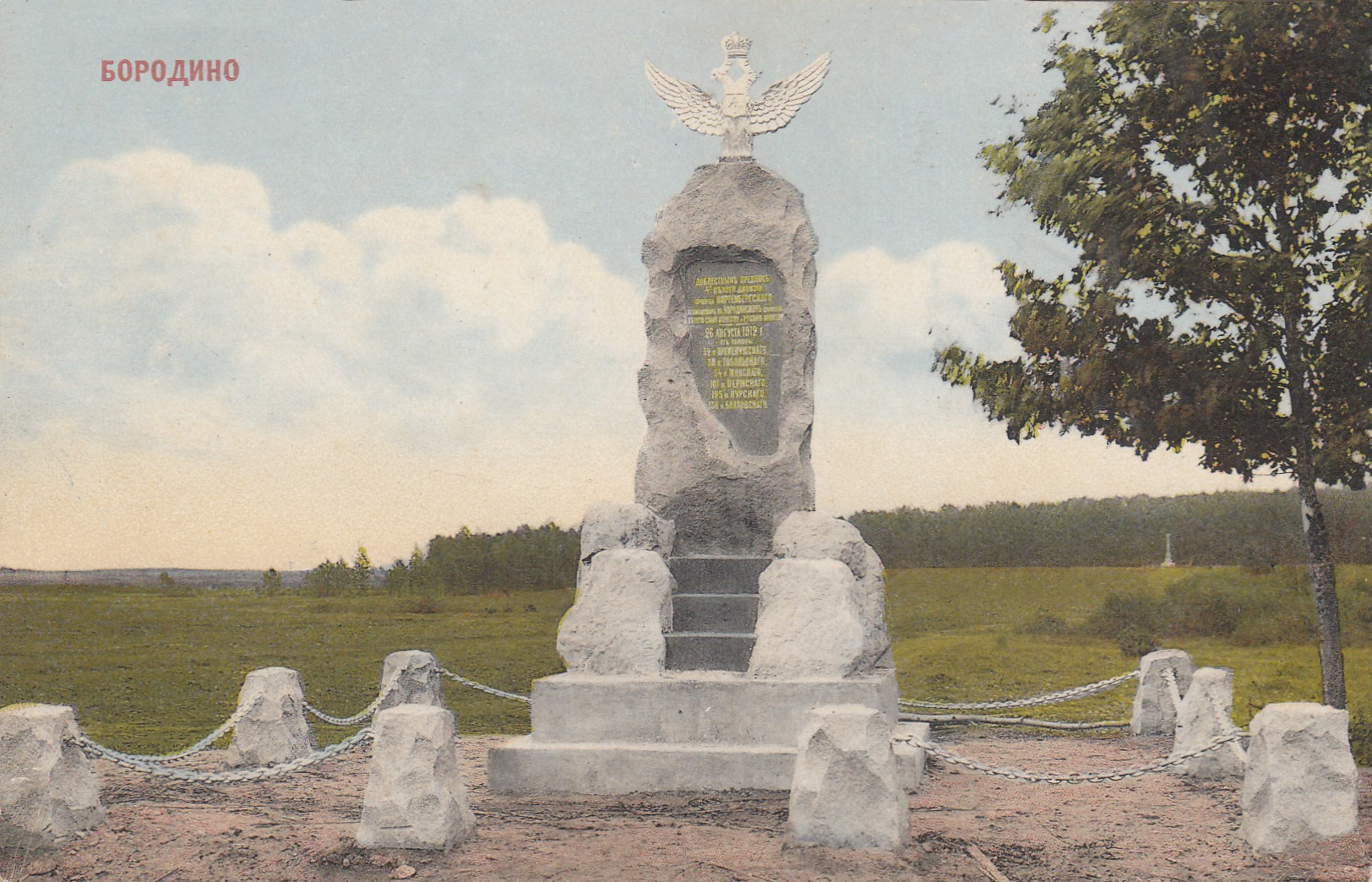
Памятник доблестным предкам 4-й пехотной дивизии принца Виртембергского. Бородино, 1912 год

6 (19) октября 1912 года в с. Тарутино, на первой ступени каменного основания монумента, ранее открытого 25 июня (7 июля) 1834 года, установили доску с перечнем полков, принимавших участие в Тарутинском сражении (1812), и именами особо отличившихся  участников. В списке пехотных полков Тобольский полк значится первым.  

11 (24) апреля 1913 года, высочайшим приказом по военному ведомству, утверждён полковой нагрудный знак в память 200-летнего юбилея Тобольского полка. Проект рисунка полкового знака разработан офицерами 38-го пехотного Тобольского полка. Ранее, на основании циркуляра Главного штаба от 13 (26) февраля 1907 номер – "59" в Главное интендантское управление тобольцами представлен образец полкового знака и его рисунок в цвете, в натуральную величину, с подробным описанием и правилами ношения. Полковые знаки составляли принадлежность формы одежды. Изготовление полковых знаков производилось не за счёт казны. Офицеры оплачивали приобретение полковых знаков, классные и нижние чины получали знаки бесплатно. Офицерские знаки изготавливались из ценных металлов и украшались эмалевым покрытием. Знаки для классных и нижних чинов изготавливались с тем же рисунком, но из малоценных металлов и не должны были включать в себя частей эмалированных.

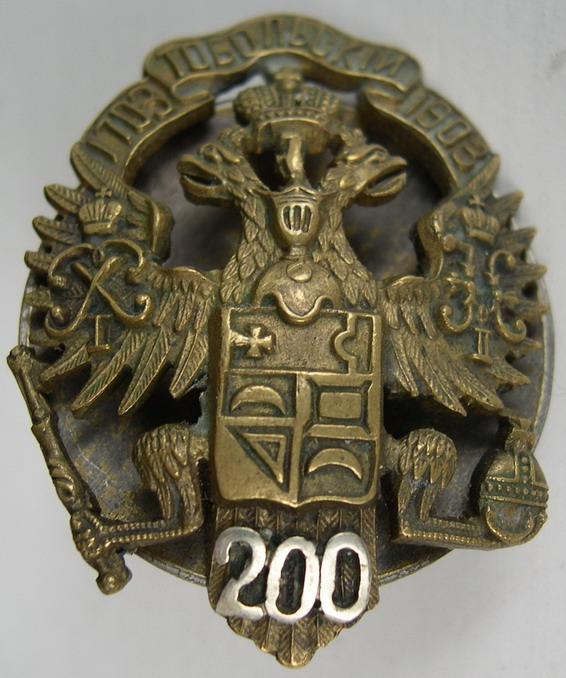
Полковой знак для нижних чинов 38-го пехотного Тобольского генерала графа Милорадовича полка (бронза). Нижний Новгород, 1913 год

18 (31) октября 1913 года освящен поминальный Свято-Алексеевский храм-памятник Русской Славы (Русская церковь), который был возведен к столетию со дня победы в битве с армией Наполеона под Лейпцигом в честь воспоминание славного подвига 27 000 русских солдат и союзных войск. Потери русской армии составили 22 000 человек. Храм исторически символизировал русско-немецкую дружбу. 

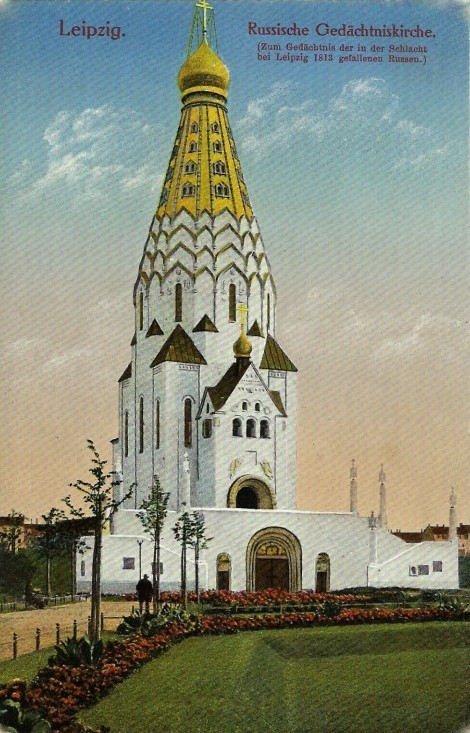
Свято-Алексеевский храм-памятник Русской Славы. Лейпциг, 1913 год

Церковь построена по проекту петербургского архитектора В. А. Покровского, высотой 65 метров и состояла из двух храмов – верхнего и нижнего, с небольшой звонницей с 7 колоколами. Фасады церкви украсили мозаикой. В верхнем храме установили 18-метровый семи ярусный иконостас, в нижнем храме-усыпальнице – военные знамена и памятные доски с именами погибших офицеров. По своему шатровому стилю он напоминает Вознесенский храм в Коломенском в Москве. Внутреннее убранство храма, как и его внешний облик, до самых мельчайших деталей соответствует стилю русского храма середины XVII века.  Для строительства храма власти Лейпцига выделили участок площадью 2,5 га на краю поля, на котором состоялась битва. 28 декабря (10 января) 1912 (1913) года началось строительство. Через 10 месяцев, 17 (30) октября 1913 года храм был закончен. На наружных стенах храма размещены памятные доски с надписями на немецком и русском языках, на которых перечислены названия всех частей, принявших участие в сражениях. На южной стене храма, на третьей доске слева указан Тобольский пехотный полк.
1 (14) июля 1914 года штатная численность 38-го пехотного Тобольского полка составила – 1800 нижних чинов и – 70 офицеров. К 24 июля (6 августа) 1914 года, в ходе всеобщей мобилизации Первой мировой войны в 1914–1918-х годах, полк доукомплектован до штатов военного времени ратниками запаса и численность его составила – 3867 нижних чинов и – 79 офицеров.  В июле 1914 года, в ходе мобилизации, Тобольский полк дополнительно выделил кадровый личный состав (23 офицера и 246 рядовых, в том же числе рядовые хозяйственно-административной службы) для формирования 242-го пехотного Луковского полка (1-я бригада 61-й пехотной дивизии).
3 (16) августа 1914 года 38-й пехотный Тобольский полк, в составе 10-й пехотной дивизии, отправлен шестью эшелонами по железной дороге в Москву, далее на Юго-Западный фронт. 9 (22) августа 1914 года полк прибыл в Владимир-Волынский (Западная Украина), где принял участие в Галицийской битве.
На фронтах Первой мировой войны 38-й пехотный Тобольский полк в составе 5-го армейского корпуса 10-й пехотной дивизии принимал участие в боях: г. Рава с 2 (15) по 11 (24) сентября 1914 года, Петрокова и Березин, в Томашовской операции, в бою у п. Лащева 14 (27) августа 1914 года, в Варшавско-Ивангородской с 28 сентября (11 октября) по 26 октября (8 ноября) 1914 года и Лодзинской операциях (с 11 (24) по 24 ноября (7 декабря) 1914 года), в Виленской операции и ликвидации Свенцянского прорыва (1915).

8 (21) мая 1915 года, при речках Писсе и Скроде (Польша), против 3-го и 4-го батальонов 38-го пехотного Тобольского полка, 117-м германским пехотным полком 2-й дивизии 1-го корпуса, был выпущен удушливый газ, от действий которого пострадало три офицера и четыре нижних чина-телефониста. Нарочская операция с 18 (31) по 30 марта (12 апреля) 1916 года. Брусиловский прорыв с 4 (17) июня 20 сентября (3 октября) 1916 года. В начале июля 1916 года действовал в битве при Берестечко. При форсировании р. Стырь 7 (20) июля 1916 года, потери полка составили 102 человека.

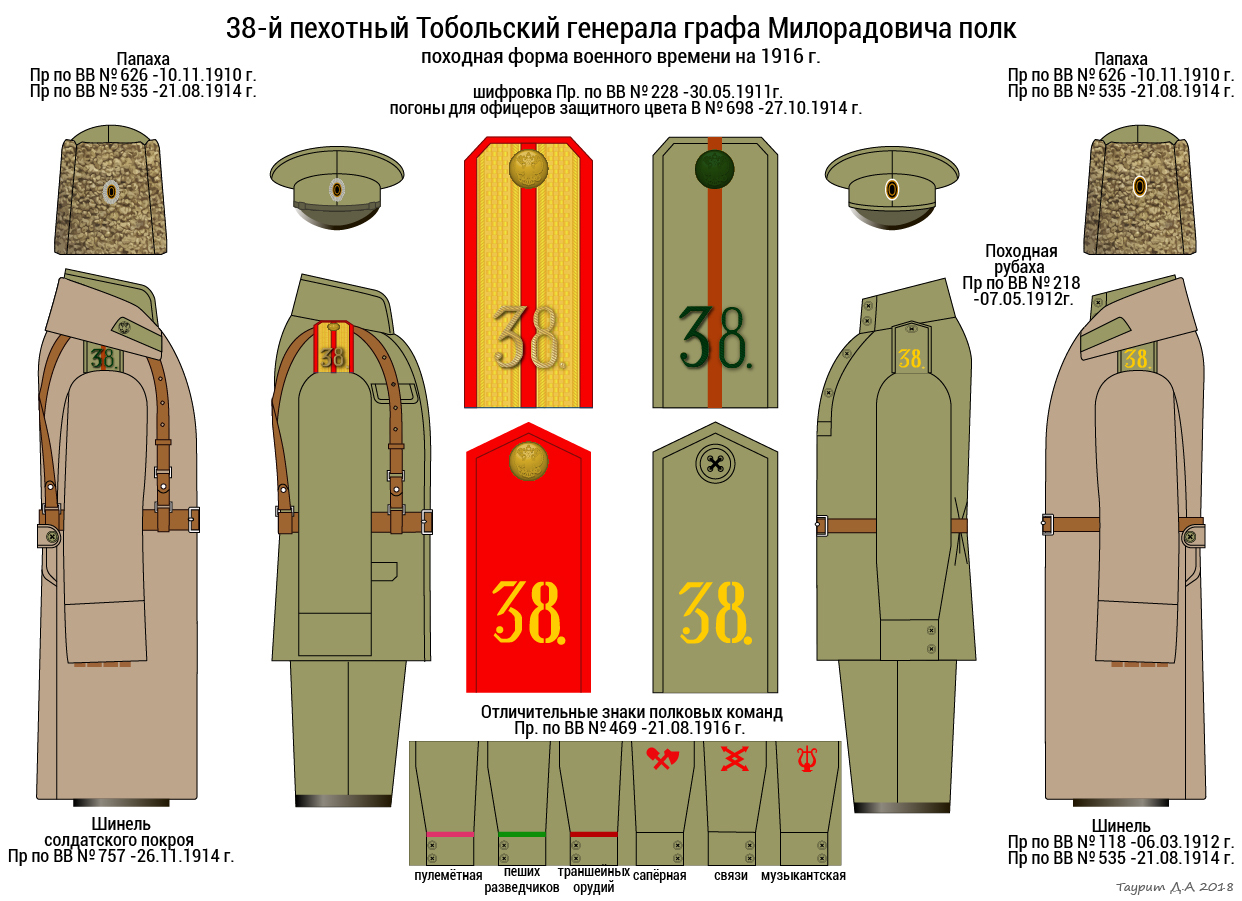
Походная форма 38-го пехотного Тобольского генерала графа Милорадовича полка, 1916 год

На протяжении нескольких предвоенных десятилетий вся Российская империя собирала деньги на сооружение памятника Козьме Минину и князю Дмитрию Пожарскому. Эта патриотическая акция была продолжена и в годы Первой мировой войны. Посильную лепту в реализацию проекта внесла и действующая армия. Весной 1916 года в комитет по сбору пожертвований на сооружение памятника Минину и Пожарскому поступило 700 рублей от офицеров и классных чинов 38-го пехотного Тобольского полка. В знак благодарности за содействие Нижегородским губернатором было направлено извещение командиру пехотного 38-го Тобольского полка "о торжественном чествовании памяти Козьмы Минина по случаю трехсотлетия со дня его кончины", а "нижним чинам" брошюры о Минине, подготовленные Нижегородской ученой архивной комиссией.
24 января (6 февраля) 1917 года, высочайшим приказом по военному ведомству под номером – "47", установлен особый шейный знак для опознания убитых и раненных и для отметки Георгиевских наград нижних чинов. Знак представлял собой жестяной медальон, состоящий из двух половинок, в который вкладывалась пергаментная бумага с данными нижнего чина. Сюда заносились звание, имя, фамилия, год и место рождения, дата призыва, сословие, вероисповедание, номер роты, номер и название полка, имеющиеся награды. Шейный знак носился под мундиром на шнурке или тесёмке, имел размеры 5 х 3,3 см, а бумажный вкладыш был ещё меньше. Надписи производились мелким почерком, поэтому в момент заполнения читались с трудом, а при повреждении бумаги огнём или водой информация практически полностью терялась.
В январе 1918 года 10-я пехотная дивизия эвакуирована с фронта в Нижний Новгород. 29 января (11 февраля) 1918 года командир 38-го пехотного Тобольского полка доложил рапортом начальнику Нижегородского гарнизона о том, что он со вверенным ему полком в составе трёх батальонов в числе 1130 человек прибыл на штаб-квартиру в Нижний Новгород.
Брестский мир – сепаратный мирный договор, подписанный 3 (16) марта 1918 года в Брест-Литовске представителями Советской России и центральных держав, обеспечивший выход РСФСР из Первой мировой войны, положил начало демобилизации армии и разоружению флота. 
Из протокола заседания исполкома солдатской секции Нижегородского Совета рабочих, солдатских и крестьянских депутатов о роспуске полков Нижегородского гарнизона в связи с формированием новой Красной армии № 446 от 15 (28) марта 1918 года "...5) о роспуске полков Нижегородского гарнизона, Постановлено: приступить к немедленному роспуску полков Нижегородского гарнизона со дня постановления. В первую очередь должен быть распущен – 62-й пехотный запасный полк, во вторую очередь – 183-й пехотный запасный полк, в третью – 185-й пехотный запасный полк, в четвертую – 38 Тобольский полк и в пятую – 37-й Екатеринбургский полк. О роспуске солдат руководствоваться приказом по Нижегородскому гарнизону...".
Императорская армия, истекавшая кровью на фронтах мировой войны, разложенная анархией и революционной пропагандой, фактически перестала существовать. Так, одновременно с большинством подразделений Русской армии, прекратил своё двухвековое славное существование 38-й пехотный Тобольский генерала графа Милорадовича полк.

## Знаки отличия и драгоценности полка
Наградная Георгиевская серебряная труба, с изображением креста военного ордена св. Георгия, с надписью: "ЗА ВЗЯТИЕ МОНМАРТРА 30 АВГУСТА 1814 ГОДА" и украшенная Георгиевской лентой с серебряными кистями высочайше пожалована 1-му батальону Тобольского полка за взятие Монмартра в 1814 году при атаке города Парижа 30 августа (12 сентября) 1814 года, в командование полковника К. И. Буссова. 

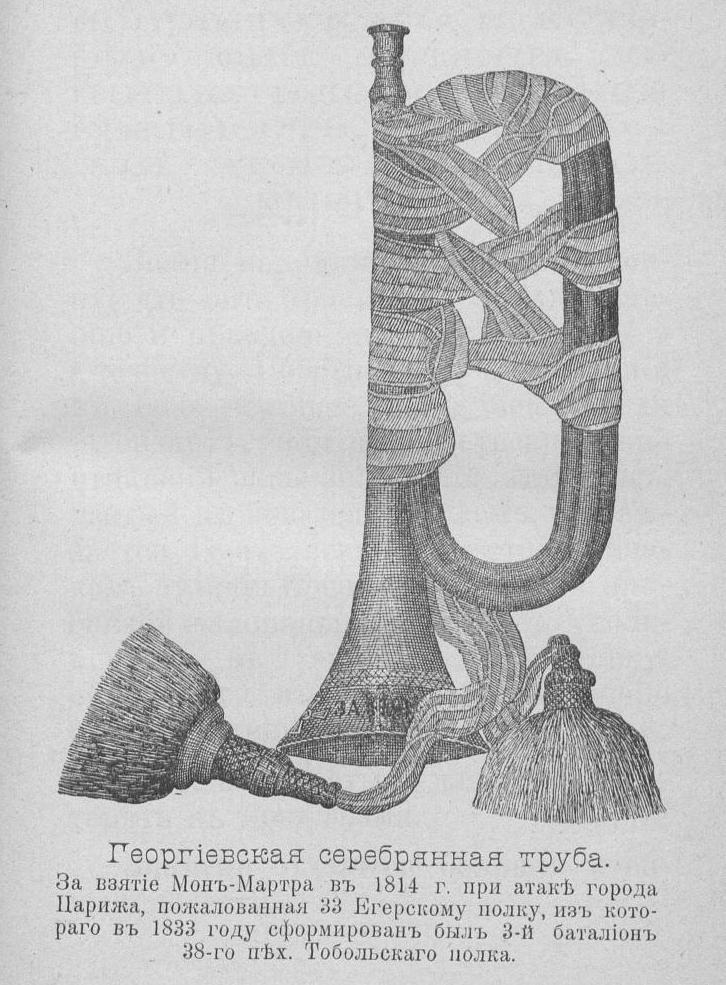
Георгиевская серебряная труба пожалована Тобольскому полку за взятие Мон-Мартра, 1814 год

Вторая Георгиевская серебряная труба за взятие Монмартра в 1814 году перешла к 3-му батальону Тобольского пехотного полка 28 января (9 февраля) 1833 года, от 2-го батальона 33-го Егерского полка из которого был сформирован 3-й батальон Тобольского пехотного полка. Третья Георгиевская серебряная труба перешла ко 2-му батальону Тобольского пехотного полка 18 (30) марта 1884 года от 37-го Екатеринбургского пехотного полка. Ранее эта труба была высочайше пожалована 1-му батальону 33-го Егерского полка вошедшего в состав 37-го Екатеринбургского полка.
6 (18) апреля 1830 года, высочайшим приказом по военному ведомству, за отличия в Турецкой войне в 1828–1829-х годах, в командование полковников Тимошенко и Н. М. Лемана Тобольскому полку пожалован "Гренадерский бой" (бой на барабане), знамённый: "ПОХОДОМ ЗА ВОЕННЫЕ ОТЛИЧИЯ" – во всех четырёх батальонах. Барабанный бой исполнялся барабанщиками (отдельно или совместно с горнистами или флейтистами): а) марши, которые служил для облегчения пехотному строю держать ногу и нормальный темп движения; б) собственно бои, назначение которых – отметить важность или торжественность данного служебного действия, или выразить почёт монарху, знамени или высокопоставленному лицу (при отдании чести), или содействовать подъёму энергии и сознания единства в войсках (в бою при атаке) и т. п., и в) бои-сигналы, условно заменяющие определённые приказания или команды.

11 (23) марта 1854 года, высочайшим приказом по военному ведомству, за подвиги в делах против турок 19 (31) и 25 декабря (6 января) 1853 (1854) года при Четати, в командование полковника А. К. Баумгартена, тобольцам пожалованы знаки на головные уборы, с надписью: "ЗА ОТЛИЧИЕ" – во всех четырёх батальонах.

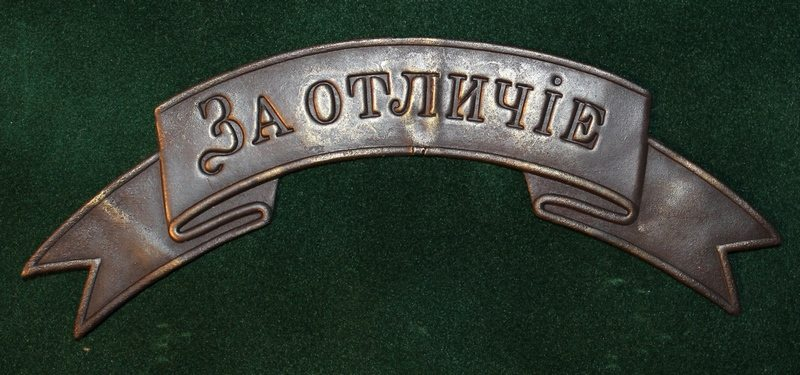
Знак отличия на головной убор, с надписью "ЗА ОТЛИЧИЕ", пожалованы Тобольскому полку за сражение с турками при Четати, 1853 год

6 (19) декабря 1903 года, высочайшим приказом по военному ведомству, Тобольскому полку пожаловано полковое знамя Георгиевское, с Александровской юбилейной лентой и скобой, с надписями: "ЗА ОТЛИЧИЕ В 1814 ГОДУ ПРОТИВ ФРАНЦУЗОВ, ЗА ДЕЛО ПРИ ЧЕТАТИ 25 ДЕКАБРЯ 1853 И ЗА СЕВАСТОПОЛЬ В 1854 И 1855 ГОДАХ" и "1703–1903". На знамени икона Рождества Христова, пожалована полку. "…ткань из белого шёлка, с орнаментированной каймой; на одной стороне выткан образ Иисуса Христа; на другой стороне вышит золочёной канителью вензель "Н. II" под короной; по углам четыре герба с двуглавыми орлами; вверху георгиевский темляк; навершие из латуни с георгиевским крестом с эмалью; древко окрашено в чёрный цвет; знамя прибито латунными гвоздями с выпуклыми головками…" 

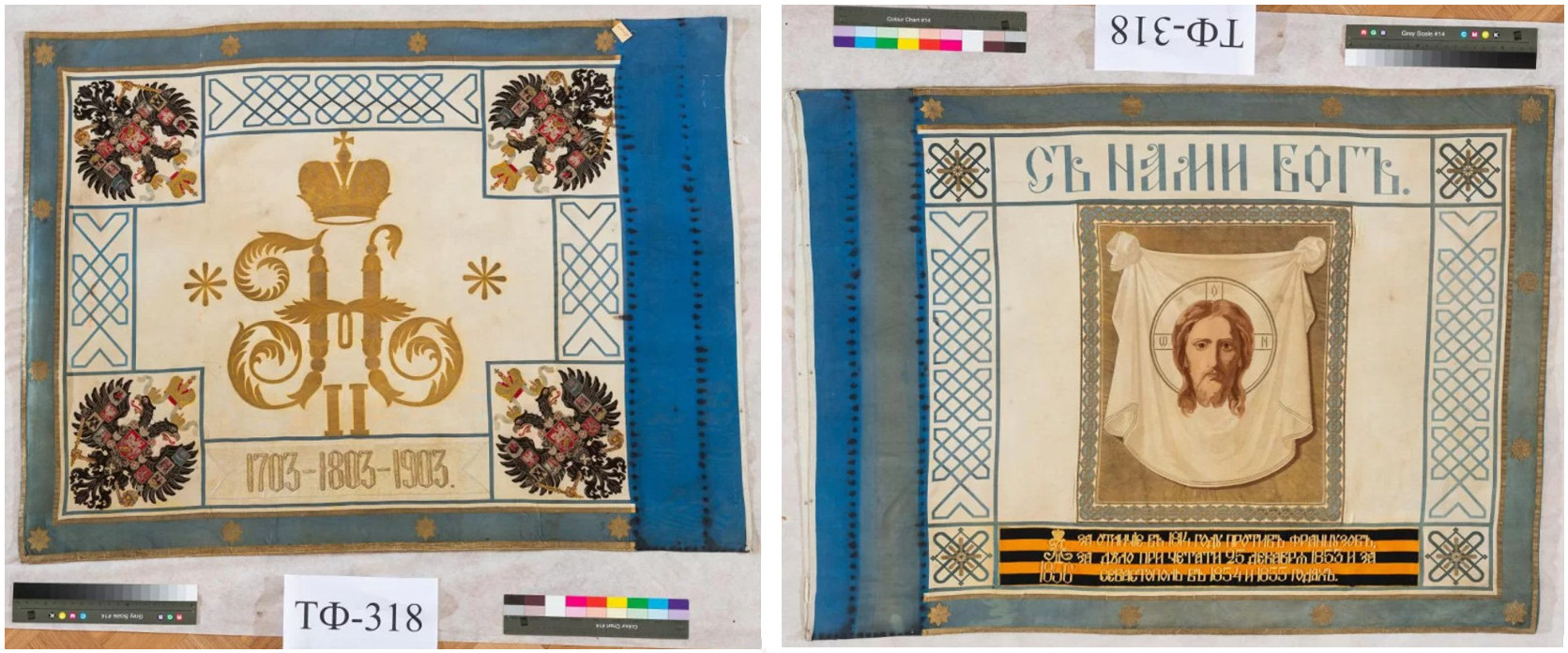
Знамя 38-го пехотного Тобольского полка. Период создания: 1903 год, Материал, техника: шёлк, золотая нить, ткачество. Размер: 107х142 см.

В настоящее время знамя 38-го пехотного Тобольского полка образца 1903 года хранится в фондах Федерального государственного бюджетного учреждения культуры "Государственный исторический музей" (Москва) под инвентарным номером – "ТФ-318".
Тобольский полк имел несколько ценных подарков своего шефа: портрет Великого Князя, серебряный прибор для вина, журнал "Чтение для солдат", присылаемый полку в виде августейшего подарка, иконы для иконостаса полковой церкви – храма в честь Рождества Христова в Скерневице.

В полку имелся портрет командира полковника А. К. Баумгартена, подаренный его вдовой. Икона Ченстоховской Божьей Матери, которой благословили Тобольцев расставаясь с ними жители Петрокова (Пётркув-Трыбунальски), икона святого благословенного князя Александра Невского, сооружённая офицерами полка в память безвременно почившего царя Александра III, два ценных портрета Петра I и Николая II и прочее.

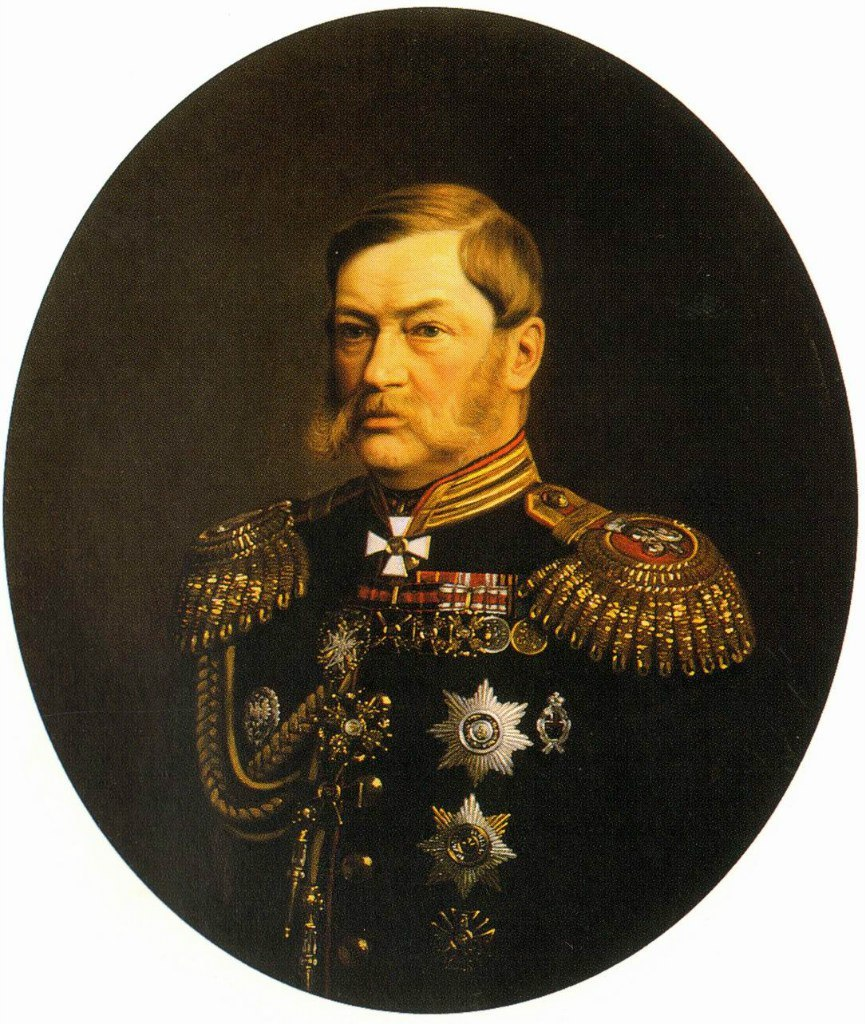
Александр Карлович Баумгартен, командир Тобольского пехотного полка в 1849–1854-х годах. Генерал от инфантерии, герой Крымской войны в 1853–1855-х годах

В 1853 году, высочайшим приказом по военному ведомству, утверждён и "ПОЖАЛОВАН ЗА ВОЕННОЕ ОТЛИЧИЕ" в память о сражении при Четати встречный полковой марш 38-го пехотного Тобольского его императорского высочества великого князя Сергея Александровича полка ("Четатский марш"). Автор марша не известен. В сборнике полковых (встречных) и исторических маршей Российской армии, в партитурах, О. фон-Фрейман опубликовал марш в томе IV под номером "239" с ошибочным присвоением 32-му пехотному полку, а не 38-му. Марш аранжирован для медного состава с кларнетами в тональности Es-dur, имел размер 6/8. Как потом выяснилось "Четатский марш" был присвоен одновременно двум пехотным полкам 38-му Тобольскому и 48-му Одесскому (который тоже участвовал в сражении при Четати). В 1905 году 48-й пехотный Одесский полк получил новый полковой марш «Парижский».

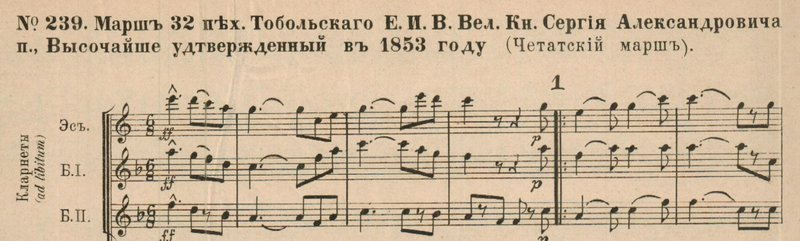
Фрагмент полкового марша 38-го пехотного Тобольского полка "Четатский марш", 1853 год

К 200-летнему юбилею полка (1903) написана "Песня тобольцев" (автор не известен):
"Грянем песню веселее, вспомним подвиги отцов.
В целом мире нет храбрее нас тобольцев-удальцов.
Мы потомки славной рати, рати, созданной Петром;
От Полтавы до Четати имя громкое несём…"

В 1903 году, к 200-летнему юбилею, выпущен памятный фотоальбом «От тобольцев дорогим сородичам Болховцам в память двухсотлетнего юбилея и полуторавекового служения Царю и Отечеству». На фотографиях альбома запечатлена жизнедеятельность полка во время расквартирования в Варшавском военном округе, в Скревнивице в 1892–1903-х годах.

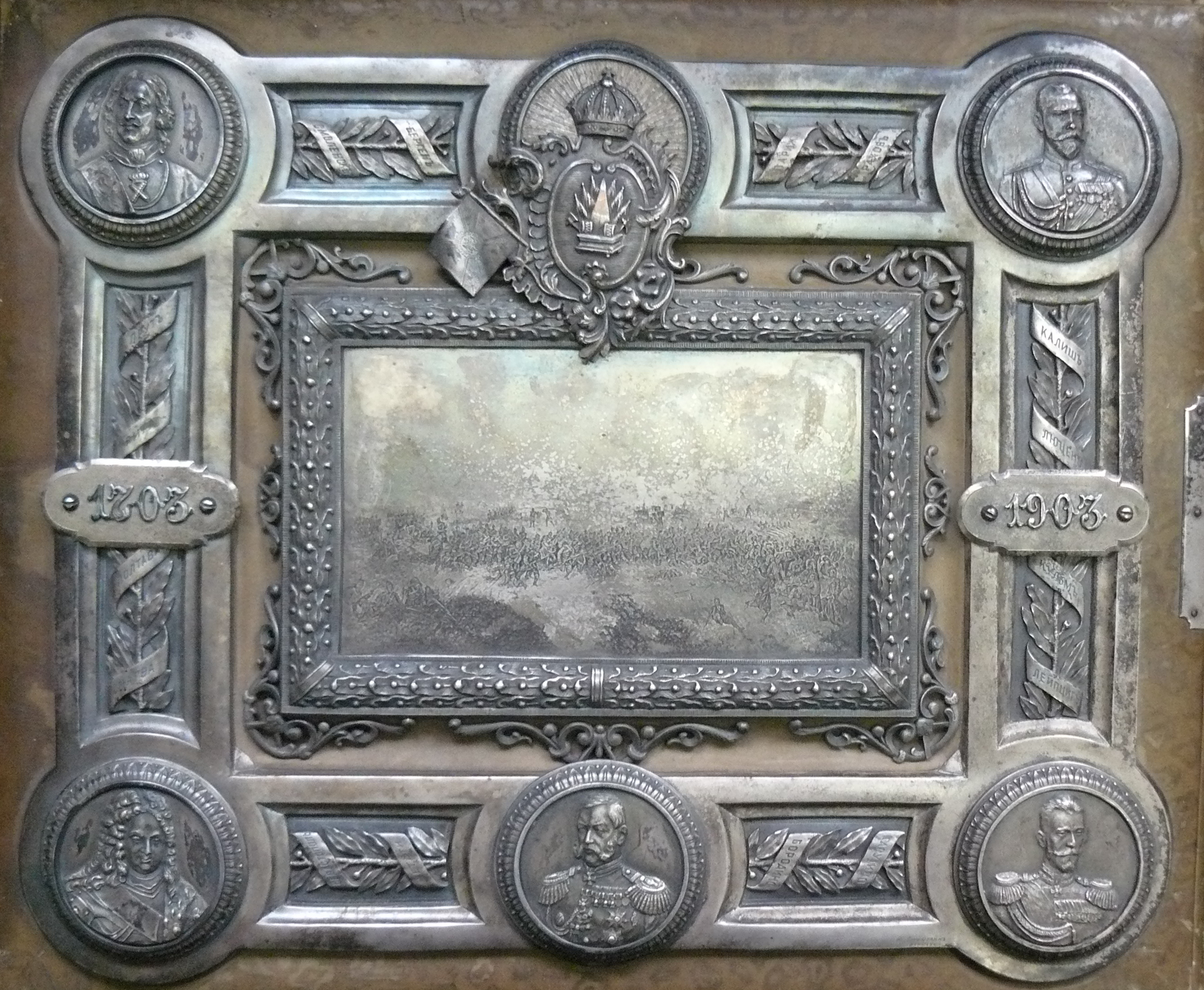
Памятный альбом 38-го пехотного Тобольского полка. Скерневицы, 1903 год

31 января (13 февраля) 1907 года командир 38-го пехотного Тобольского полка полковник К. И. Бусов сообщил главному интендантскому управлению: «Уведомляю, что утверждения жетона вверенного мне полка не было, но жетон был выбран и одобрен в Бозе почивающим шефом полка великим князем Сергеем Александровичем».

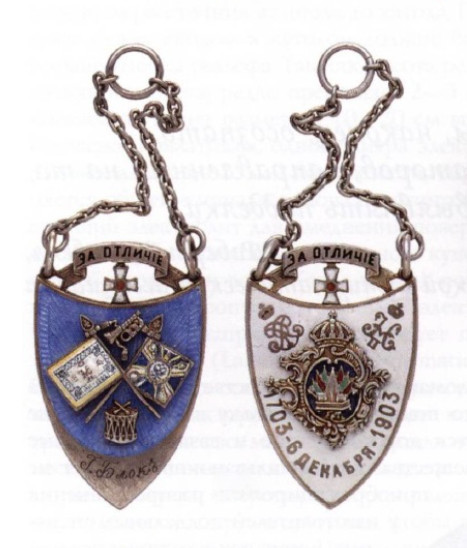
Жетон для офицеров 38-го пехотного Тобольского полка (аверс, реверс), серебро, эмаль. Скерневице, 1907 год

Жетон в память 200-летия 38-го пехотного Тобольского полка (бронза, позолота, 16-18 грамм, размер: высота 43 мм, ширина 25 мм). АВЕРС жетона – В центре золотого щита, в фигурном картуше под графской короной, – герб Тобольска. В верхних углах щита вензелевые изображения императоров Петра I ("П") и Николая II ("Н"). Внизу щита – надпись: "1703 – 6 ДЕКАБРЯ – 1903". По верхней жетона лента – с надписью: "ЗА ОТЛИЧИЕ" под ней изображение Георгиевского креста. РЕВЕРС жетона – В центре – два скрещённых штандарта, над которыми расположены трубы, а внизу изображение барабана. По верху жетона – лента с надписью: "ЗА ОТЛИЧИЕ" и изображение Георгиевского креста.

11 (24) апреля 1913 года (к 200-летию со дня основания 38-го пехотного Тобольского полка), высочайшим приказом по военному ведомству, утверждён полковой знак (бронза, позолота, серебрение, эмаль, 23.65 грамм, размер: высота 41.7 мм, ширина 31.3 мм). Золотой двуглавый орёл, увенчанный тремя золотыми Императорскими коронами. На крыльях орла – серебряные вензеля Императоров Петра I и Николая II, увенчанные серебряными императорскими коронами, а на хвосте орла помещена серебряная цифра "200". Над орлом золотая вьющаяся лента, опирающаяся на концы его крыльев. Лента покрыта эмалью синего цвета, по ней проходит надпись "1703 ТОБОЛЬСКИЙ 1903", выполненная золотыми буквами и цифрами. Для нижних чинов знак выпускался в бронзе, для офицеров с использованием эмали.

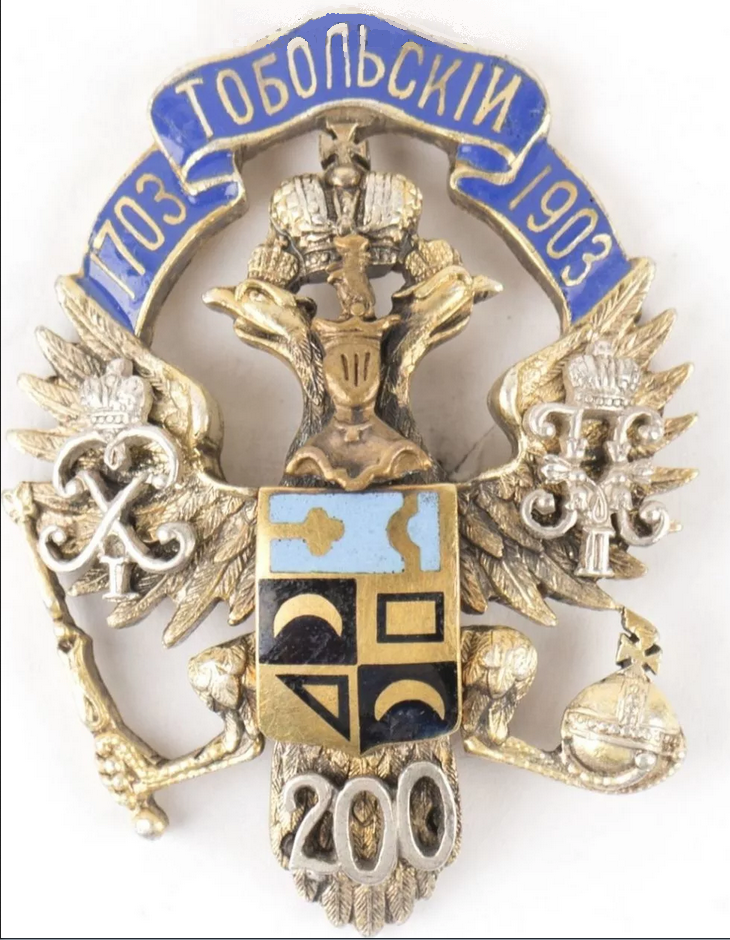
Полковой (нагрудный) знак для офицеров 38-го пехотного Тобольского полка. Современная копия (позолота, серебрение, эмаль)

На груди орла герб графа Милорадовича: серебряный щит, увенчанный золотым рыцарским шлемом с дворянской короной, над которой помещена сидящая собака; в верхней части щита на голубом поле серебряные орнаментальные фигуры, остальное разделено на четыре равных квадрата, причём в верхнем левом и нижнем правом квадратах на чёрном поле изображён серебряный полумесяц, а в остальных на серебрённом поле чёрные геометрические фигуры. 

## Шефы полка
- 12 (23) октября 1704 года – 3 (14) марта 1708 года —  полковник-шеф, генерал князь Репнин, Аникита (Никита) Иванович.
- 15 (26) февраля 1762 года – 1763 год — генерал-майор Кашкин, Аристарх Петрович (в 1723–1795-х годах). Имел опыт командования строевыми подразделениями, прошёл Семилетнюю войну в 1756–1763-х годах в чине полковника. Произведен в чин генерал-майора 15 (26) февраля 1761 года. В дальнейшем тайный советник, управляющий Царским Селом при Екатерине II.
- 3 (14) декабря 1796 года – 17 (28) декабря 1796 года — генерал-майор Леццано, Борис Борисович.
- 17 (28) декабря 1796 года – 9 (20) сентября 1797 года — генерал-майор князь Цицианов, Павел Дмитриевич.
- 1 (12) октября 1798 года – 14 (26) января 1801 года — генерал-лейтенант барон фон Ферзен, Ермолай (Герман) Егорович. Начинал службу в лейб-гвардии Преображенском полку в 1761–1760-х годах; генерал от инфантерии с 29 марта (9 апреля) 1799 года.
- 14 (26) января 1801 года – 11 (23) мая 1804 года — генерал-майор Гарин, Михаил Андреевич.
- 11 (23) мая 1804 года – 4 (16) ноября 1804 года — генерал-майор Лихачёв, Яков Иванович.
- 4 (16) ноября 1804 года – 9 (21) февраля 1805 года — генерал-майор Ададуров, Василий Васильевич.
- 9 (21) февраля 1805 года – 24 августа (5 сентября) 1806 года — полковник (произведен в чин генерал-майора 8 (20) сентября 1805 года) Линдфорс, Фёдор Андреевич.
- 24 августа (5 сентября) 1806 года – 1 (13) сентября 1814 года — полковник (произведен в чин генерал-майора 31 октября (12 ноября) 1812 года) Шрейдер, Пётр Петрович.
- 29 апреля (11 мая) 1857 года – 10 (23) февраля 1905 года — великий князь Сергей Александрович.
- 26 августа (8 сентября) 1912 года – март 1918 года —  граф Милорадович, Михаил Андреевич – "вечный шеф полка". Один из военачальников русской армии во время Отечественной войны 1812 года (генерал от инфантерии с 1809 года). Санкт-Петербургский военный генерал-губернатор и член Государственного Совета в 1818–1825-х годах. В день мятежа гвардейских частей на Сенатской площади 14 (26) декабря 1825 года (Восстание декабристов) лично прибыл к восставшим и пытался убедить солдат вернуться в казармы. Смертельно ранен заговорщиками.

## Командиры полка
- 06.12.1703 – хх.хх.1704 — полковник Репнин, Аникита (Никита) Иванович (12.08.1668–03.07.1726) – князь. Сподвижник Петра I, генерал от пехоты. Лифляндский генерал-губернатор (1719–03.07.1726), участник Северной войны (1700–1721). Генерал-губернатор в Риге (17.05.1724), президент Военной коллегии (20.01.1724–03.07.1726), генерал-фельдмаршал (07.05.1724). Кавалер орденов: Св. апостола Андрея Первозванного (27.06.1709), Св. Александра Невского (30.08.1725), Белого Орла (1703), Слона.
- хх.хх.1704 – хх.хх.1705 — Чернышёв, Григорий Петрович (21.01.1672–30.07.1745). Произведён в майоры (1704) и переведён в новый солдатский полк, переименованный из полка кн. Репнина в Тобольский. Командовал Тобольским полком при взятии Нарвы (1704). Пожалован в подполковники (1705), переведён командиром в Нарвский полк. Пожалован в полковники (1707). Генерал-майор (30.05.1713), камерсоветник Адмиралтейств-коллегии с 1720 года, генерал-кригс-комиссар ранга генерал-поручика (21.05.1725), Воронежский губернатор (1725–12.08.1726), Лифляндский губернатор (30.12.1726–16.05.1729), сенатор с 1730 года, генерал-аншеф (28.04.1730), главноначальствующий в Москве (06.10.1730–21.08.1835)., Граф – возведён в графское достоинство (25.04.1742). Кавалер орденов: Св. апостола Андрея Первозванного (25.11.1741).
- хх.хх.1705 – хх.хх.1708 — ???
- 10.03.1708 – хх.08.1711 — полковник Воейков, Иван Лукич. Из древнего рода, на военной службе с 13 лет. Стольник Петра I. Служил в полку подполковником. Командовал полком в разгар Северной войны со Швецией. В Полтавской битве был серьёзно ранен. Участник всех походов и битв, бригадир (1721), генерал-майор (07.05.1724). Комендант Дерпета, первый Московский вице-губернатор (24.03.1719–09.03.1726).
- хх.хх.1711 – хх.хх.1719 —
- 14.09.1719 – хх.хх.1725 — полковник Бельский, Михаил. Из подполковника Ингерманландского полка пожалован в полковники в Тобольский пехотный полк.
- хх.хх.1725 хх.хх.1734 — полковник Ганман. С ним полк воевал в Польше (1773). Убит при осаде Дацинга (1734).
- хх.хх.1734 – хх.хх.1747 — полковник Ливен фон (Георг-Рейнгольдт), Юрий Григорьевич – барон. Командовал полком в походах фельдмаршала Миниха (1736–1739). Брал крепость Хотин, завоёвывал молдавское княжество, воевал в Финляндии в новой войне со Швецией. Генерал-майор (1737), генерал-лейтенант (09.03.1746), генерал-поручик (1748), генерал-аншеф (20.09.1755).
- хх.хх.1747 – хх.хх.1755 — полковник князь Долгоруков, (с 10.07.1775 года Долгоруков-Крымский) Василий Михайлович. Произведён в полковники с назначением командиром Тобольского пехотного полка (1747). Генерал-майор (25.12.1755), генерал-поручик (05.01.1758), генерал-аншеф (22.09.1762). В русско-турецкой войне (1768–1774) главнокомандующий русской армией в Крыму, разгромившей турецко-татарское войско и завоевавший Крым, за что получил приставку к фамилии "Крымский". В отставке (10.07.1775–11.04.1780), Московский главнокомандующий (11.04.1780–30.01.1782). Кавалер орденов: Св. апостола Андрея Первозванного (24.09.1767) с алмазными знаками (10.07.1775), Св. Александра Невского (18.08.1759), Св. Георгия I ст. (18.07.1771).
- 25.12.1755 – 25.02.1761 — полковник Кашкин, Аристарх Петрович (1723–1795). Командовал полком в Семилетней войне (1756–1763). Произведён в чин генерал-майора (25.02.1762), шеф (Тобольского) пехотного генерал-майора Кашкина полка (15.02.1762–хх.хх.1763). Член Военного совета, главный командир Конторы строений и Конторы вотчинного правления Царского Села (1763–07.10.1791), тайный советник (21.05.1788), управляющий Царскосельской конторой (07.10.1791–11.01.1794), в отставке (11.01.1794). Кавалер ордена Св. Анны (1777).
- хх.хх.1761 – хх.хх.1763 — ???
- 17.04.1763 – хх.хх.1769 — полковник Кар, Василий Алексеевич (1730–25.02.1806). Вступил в службу (1740). Командир Иностранного (Санкт-Петербургского) легиона (1769). Произведён в чин генерал-майора (01.01.1770). В отпуске (1770-1773). Отправлен в отставку (30.12.1773).
- хх.хх.1770 – хх.хх.1771 — полковник Бахметев, Гавриил Петрович (1739–1794). Смолоду состоял в рейт-пажах. Вступил в службу (1751). Подполковник Нашебургского пехотного полка (01.05.1763). Награждён орденом святого Георгия (01.01.1770). Полковник 1-го Московского полка (1773). Участвовал с ним в Турецкой кампании (1768–1774), по окончании которой, был обойден наградою и оставшись этим недоволен, потребовал отставки и получил её с производством, через чин бригадира, прямо в генерал-майоры (1782). Владелец сельца Карытня Маликовка в Тарусском уезде Калужской губернии (1782). Предводитель дворянской опеки г. Перемышль Калужской губернии (1784), помещик Осташковского уезда (1788), губернский дворянский предводитель Калужской губернии (1785–11.01.1792).
- 26.12.1771 – 05.05.1779 — полковник Давыдов, Михаил (Михайло) Михайлович, князь (дядя князя Цицианова, Павла Дмитриевича). Вступил в службу (1749). Командовал тобольцами в Выборге во время долгого "бездействия" (рутинной гарнизонной службы). Бригадир и полковник Тобольского пехотного полка (28.06.1778). Произведён в чин генерал-майора (05.05.1779) при Финляндской дивизии. Правитель Тамбовского наместничества (1780–1781). Тамбовский генерал-губернатор (1781).
- 05.05.1779 – 03.10.1788 — полковник Берхман, Пётр Фёдорович (1749–1803). Вступил в службу (1761). Старшинство в чине полковника (01.01.1779). Командовал тобольцами в Выборге во время долгого "бездействия" (рутинной гарнизонной службы). Бригадир и полковник Тобольского пехотного полка (1788–1789). Произведён в чин генерал-майора (03.10.1788). Командир лейб-гренадерского полка (03.10.1788–17.05.1797). Генерал-поручик (01.01.1795). Генерал-лейтенант (24.11.1796). Командующий войсками в Санкт-Петербурге (1795–17.05.1797). Вышел в отставку (17.05.1797). Кавалер орденов: Св. Владимира II ст. (1790), Св. Георгия IV ст. (26.11.1793).
- 14.07.1788 – хх.хх.1795 — полковник Мерлин, Яков Данилович (01.10.1753–21.11.1819) из старинного российского дворянского рода. Вступил в службу (1768). Командовал полком в ходе Русско-шведской войны (1788–1790). Бригадир и командир Тобольского пехотного полка (1794–1795). Генерал-майор (28.06.1796). Шеф Муромского мушкетёрского полка (03.12.1796–28.09.1797). Участник Отечественной войны 1812. Кавалер ордена святого князя Владимира II и III ст. Кавалер ордена Св. Анны (28.11.1796).
- хх.хх.1795 – хх.хх.1798 — ???
- 01.07.1798 – 07.02.1800 — подполковник Баклановский, Михаил Алексеевич (30.10.1760–24.07.1823) из дворян Тверской губернии. Переведён капитаном в Тобольский пехотный полк (1787). Старшинство в чине полковника (27.10.1798). Участник походов, компаний и сражений: Польша (1779–1781), Крым (1783), Русско-шведская война (1788–1790), Польская компания (1794), командовал полком в экспедиции в Голландию (1799). Произведён в чин генерал-майора (07.02.1800), шеф Украинского мушкетёрского полка (07.02.1800–16.08.1804), состоял по армии (16.08.1804–06.11.1806), в отпуске (07.07.1805–06.07.1806). Уволен в отставку (06.11.1806) по болезни, Тверской губернский предводитель дворянства (01.01.1809). Участник Отечественной войны (1812), заграничных походов (1813–1814), командир 1-го пехотного полка Тверского ополчения (1812), составленного из отрядов Кашинского, Калязинского, Кимрского и Бежецкого уездов и участвовавшей в преследовании отступающих французов. Находился при блокаде Модлина (1813), окончательно вышел в отставку (1816). Кавалер орденов: Св. Владимира IV ст. с бантом, Св. Анны II ст. (11.09.1807) с алмазными знаками, Св. Иоанна Иерусалимского, Св. Георгия IV ст. (26.11.1804).
- 18.05.1800 – 26.12.1800 — майор Муравьёв, Иван Назарович. Назначен полковым командиром (18.05.1800). По прошению отставлен от службы (26.12.1800). Жалован в подполковники с позволением носить мундир (03.04.1801).
- хх.хх.1800 – хх.хх.1802 — ???
- 20.03.1802 – 21.05.1803 — полковник Штеге, Георгий. Старшинство в чине полковника (12.10.1800). В дальнейшем шеф Бутырского мушкетёрского полка (23.10.1806–02.02.1809).
- 17.08.1803 – 02.09.1804 — подполковник барон Розен 1-й, (в полку служили офицерами братья Отто Фёдорович и Роман Фёдорович, но полком не командовали). Исключён из списков полка умершим (02.09.1804).
- 02.09.1804 – 21.07.1808 — должность вакантна (!). Командовал полком шеф Тобольского полка полковник Шрейдер, Пётр Петрович. Из лифляндских дворян. Вступил в службу сержантом (12.03.1780) в артиллерии, в Бомбардирском полку. Участник русско-турецкой войны (1787–1791), подавления восстания Костюшко в Польше (1794), войны с Наполеоном (1806–1807). Награждён золотой шпагой "ЗА ХРАБРОСТЬ". Кавалер многих российских наград. Исполнял должность командира Тобольского полка (так как должность командира полка была вакантна 4 года) и шефа полка (1806–1814). В дальнейшем генерал-майор, комендант г. Мемеля.
- 21.07.1808 — 16.05.1814 (фактически, до 20.04.1813) — подполковник (затем  — полковник; старшинство в чине полковника с 13.05.1813) Трефурт (Трефорт), Фёдор Фёдорович (12.07.1774–23.11.1846). Произведён в чин поручика (01.01.1793) и переведён на действительную военную службу в Тобольский пехотный полк. Старшинство в чине подполковника (12.12.1807), полковника (02.02.1813). Командовал полком в Отечественную войну (1812) и в Заграничных походах (1813–1814). Был тяжело ранен в сражении под Лютценом и после этого в полк не возвращался. В дальнейшем генерал-майор, комендант г. Твери (24.05.1816). За подвиги имел золотое оружие "ЗА ХРАБРОСТЬ". Кавалер орденов: Св. Георгия IV ст. (15.09.1813), Pour le Merite. Умер 23.11.1846.
- 20.04.1813—16.05.1814 года — полковник барон Людингаузен-Вольф, Иван Павлович (1783–1828; и.д.). Служил в Тобольском полку офицером с 1798 года. За сражение при Лютцене был произведён в полковники и вместо раненого Трефорта возглавил полк. В 1815 году был произведён в генерал-майоры и в 1816 году сдал командование полком Отто Ивановичу Вахтену.
- 16.05.1814 – 30.08.1814 — полковник Розен 4-й, Роман Фёдорович, барон. В дальнейшем командир Тамбовского пехотного полка (30.08.1814–12.12.1819).
- 30.08.1814—24.05.1816 — ?
- 24.05.1816 – 25.11.1819 — полковник Вахтен 1-й, Отто Иванович. Командовал полком в "мирные" годы. На службу поступил в возрасте 15-18 лет (1803). Отличился в Отечественной войне (1812) и в Заграничных походах (1813–1814). С должности командира Тобольского пехотного полка назначен начальником штаба 6-го пехотного корпуса (25.11.1819). Произведён в чин генерал-майора (1819), генерал-лейтенант (1829), исправляющий должность начальника главного штаба 2-й армии. Вышел в отставку (1835). Кавалер орденов: Св. Владимира III ст., Св. Анны I ст., Св. Георгия IV ст. (1.10.1813), III ст. (5.10.1829). Прожил более 90 лет – в период правления пятерых государей. Умер в 1874 году.
- 06.12.1819 – 07.02.1829 — полковник Козлянинов, Пётр Тимофеевич. Старшинство в чине полковника (31.01.1818). Переведён на должность командира Тобольского пехотного полка из Екатеринбургского пехотного полка.
- 23.06.1827 – 24.03.1828 — подполковник Тимошенко (и.д.). Исключён из списков полка умершим (24.03.1828).
- 07.02.1829 – 12.03.1833 — подполковник Леман 2-й, Николай Михайлович. Командовал полком в войну с Турцией (1828–1829), за взятие Рахова награждён орденом Святого Георгия 4-го класса и произведён в чин полковника (1829).
- 12.03.1833 – 17.09.1837 — полковник Леман 2-й, Николай Михайлович переназначен командиром переформированного полка в связи с реорганизацией дивизии. Произведён в чин генерал-майора в должности командира Тобольского полка (18.04.1837). Командир 1-й бригады 15-й пехотной дивизии (17.09.1837–25.09.1837). Командир 1-й бригады 13-й пехотной дивизии (25.09.1837–31.03.1839). В дальнейшем генерал-лейтенант.
- 12.11.1837 – 21.01.1838 — полковник Мисевский, Пётр Лаврентьевич. Произведён в чин генерал-майора (21.01.1838). Командир 1-й бригады 10-й пехотной дивизии (21.01.1838–19.02.1844). Кавалер ордена Св. Георгия IV ст. (21.12.1832).
- 01.02.1838 – 23.03.1847 — полковник Носов, Иван Васильевич. Старшинство в чине полковника (06.12.1835). Произведён в чин генерал-майора с оставлением в должности командира полка (25.06.1845), а в приказе он назван командующим полком. С должности командующего Тобольского пехотного полка назначен командиром 2-й бригады 6-й пехотной дивизии (23.03.1847–23.11.1849).
- 23.03.1847 – 14.10.1849 — полковник Палицын 2-й, Константин Николаевич. Старшинство в чине полковника (16.11.1842). Переведён на должность командира Тобольского пехотного полка из Лейб-гвардии Измайловского полка. Участник Турецкой войны (1828–1829). Во время Венгерского похода (1849) скончался от холеры в Мукачево. Исключён из списков умерший командир Тобольского пехотного полка полковник Палицын 2-й (14.10.1849).
- 18.10.1849 – 17.02.1854 — полковник Баумгартен, Александр Карлович (19.03.1815–03.05.1883). Назначен на должность командира Тобольского пехотного полка с должности командира пехотного Генерал-Фельдмаршала Графа Дибича-Забалканского полка (1849). В должности командира Тобольского пехотного полка произведён в чин генерал-майора (07.01.1854) за сражение при Четати. Командир 1-й бригады 10-й пехотной дивизии (17.02.1854–20.10.1855). Начальник 10-й пехотной дивизией (04.01.1855–08.06.1855). Начальник Николаевский академии Генерального штаба (21.11.1858–1861), генерал-лейтенант (23.04.1861), член Военного совета с 1861 года, председатель Главного военно-госпитального комитета, постоянный член Главного военно-учебного комитета, генерал-адъютант (17.04.1874), генерал от инфантерии, председатель Российского общества Красного Креста. Кавалер орденов: Св. Александра Невского (1871), Белого Орла (1868), Св. Владимира IV ст. с бантом (1849), II ст. с мечами (1865), I ст., Св. Анны IV ст. (1841), I ст. (1863), Св. Станислава I ст. (1855), Св. Георгия III ст. (1854), Железной Короны II ст. (1849), Красного Орла I ст. (1869).
- 18.04.1854 – 19.07.1855 — полковник Енохин, Алексей Васильевич. Старшинство в чине полковника (27.03.1849). Назначен командиром Тобольского пехотного полка с должности командира 4-го стрелкового батальона Тобольского полка. Командир 1-й бригады 10-й пехотной дивизии (04.01.1855–08.06.1855). Произведён в чин генерал-майора (11.04.1856), кавалер ордена Св. Георгия IV ст. (17.12.1844).
- 12.08.1855 – 18.03.1857 — полковник Зеленой, Александр Алексеевич (1818–1890).  Окончил Морской кадетский корпус, мичман (1836). Лейтенант (1842). Служил во флоте, участник кругосветного плавания. Уволен от службы по прошению (1847). Старший член с чином коллежского асессора  межевой канцелярии (1848). Надворный советник с переименованием в полковники межевых инженеров при управляющем межевым корпусом (1850). Старшинство в чине полковника (26.02.1852). С началом Крымской войны изъявил желание вернуться на военную службу, командир Тобольского пехотного полка (1855), во главе которого принял участие и отличился при обороне Севастополя, за что получил Золотую полусаблю "ЗА ХРАБРОСТЬ". Зачислен по Армейской пехоте (18.03.1857), генерал-майор (1857). Зачислен в Свиту Его Величества (1860), генерал-лейтенант (1862), министр государственных имуществ (1862–1872), член Государственного совета (1862), генерал-адъютант (1863), генерал от инфантерии (1869). Кавалер многих российских наград.
- 18.03.1857 – 30.08.1860 — полковник Арбузов, Дмитрий Алексеевич. Сын Алексея Фёдоровича Арбузова, русского генерала от инфантерии, участника войн против Наполеона. Старшинство в чине полковника (26.02.1854). Командир лейб-гвардии Преображенского полка. Командир стрелкового полка императорской фамилии (28.11.1854). На должность командира Тобольского пехотного полка назначен с должности командира стрелкового полка императорской фамилии с оставлением в ранее присвоенном свитском звании флигель-адъютанта. Командовал полком при квартировании в Алексинском, Крапивинском и Тульском уезде, в том числе в селениях входящих в западную часть Венёвского уезда (1857–1864). Флигель-адъютант Его Императорского Величества Д. А. Арбузов отчислен с должности командира Тобольского пехотного полка, произведён в чин генерал-майора и зачислен по Армейской пехоте (30.08.1860).
- 25.09.1860 – 06.01.1865 — полковник Мацнев, Владимир Николаевич. Старшинство в чине полковника (28.11.1855). Назначен командиром Тобольского пехотного Е. И. В. Вел. Кн. Сергея Александровича полка с должности начальника дивизионного штаба 10-й пехотной дивизии. Командовал полком во время подавления Польского восстания (1863–1864). В дальнейшем генерал-лейтенант, командовал различными частями, служил в штабах, был Калишским губернатором. Кавалер многих российских наград.
- 06.01.1865 – 18.01.1865 — полковник Мексмонтан, Фридольф Иванович (Фридрих Леонардович). Старшинство в чине полковника (23.04.1861). Состоял по армейской пехоте для особых поручений при командующем войск расположенных в Финляндии (22.06.1863-06.01.1865). Произведён в чин генерал-майора (28.03.1871), исполняющий должность начальника 5-й стрелковой бригады, начальник 5-й стрелковой бригады, генерал-лейтенант (1882). Кавалер орденов: Св. Владимира IV ст. (1869), Св. Анны II ст. (1867), Св. Станислава II ст. (1864).
- 18.01.1865 – 23.10.1870 — полковник Фон-Бремзен, Александр Густавович  (? – ?.01.1881). Участник Венгерской (1849) и Польской (1863–1864) компаний. Флигель-адъютант (21.06.1870). Произведён в чин генерал-майора (16.04.1872). Командир дивизии.
- 23.10.1870 – 02.03.1878 — полковник Коноплянский, Фёдор Яковлевич  (родился 16.10.1829). Старшинство в чине полковника (27.03.1866). Произведён в чин генерал-майора (02.03.1878). Командир 2-й бригады 4-й пехотной дивизии (29.10.1878—19.10.1883). Командир 2-й бригады 40-й пехотной дивизии (19.10.1883–30.06.1893). Генерал-лейтенант (30.08.1894), генерал от инфантерии (16.01.1901).
- 09.03.1878 – 05.10.1887 — полковник Христиани, Василий Васильевич (07.05.1841–22.01.1902). Старшинство в чине полковника (30.08.1872). Командовал полком 9 лет. Участник подавления Польского восстания. Произведён в чин генерал-майора (05.10.1887) с назначением на должность командира Туркестанской стрелковой бригады и с зачислением по армейской пехоте. Начальник 45-й пехотной резервной бригады (31.08.1894). Генерал-лейтенант (1896). Начальник 13-й пехотной дивизии (28.12.1896–20.01.1902). Генерал от инфантерии (20.01.1902). Кавалер многих Российских наград. Написал рукопись "Боевая деятельность Тобольского пехотного полка с 1703 г. по 1903 г."
- 15.10.1887 – 28.11.1887 — полковник Анненков, Михаил Владимирович (родился 09.11.1833). Старшинство в чине полковника (15.05.1887). Назначен командиром 38-го Тобольского пехотного Е. И. В. Вел. Кн. Сергея Александровича полка с должности командира 52-го резервного батальона (кадра). Командир 36-го пехотного Орловского генерал-фельдмаршала князя Варшавского графа Паскевича-Эриванского полка (28.11.1887).
- 28.11.1887 – хх.хх.1889 — полковник Бадер, Юлий Карлович (родился 30.08.1836). Старшинство в чине полковника (16.04.1878). Назначен командиром 38-го Тобольского пехотного Е.И.В. Вел. Кн. Сергея Александровича полка с должности командира 36-го пехотного Орловского генерал-фельдмаршала князя Варшавского графа Паскевича-Эриванского полка.
- 20.11.1889 – 28.10.1891 — полковник Мазюкевич, Михаил Никитич (родился 29.01.1829). Старшинство в чине полковника (01.11.1873). Участник обороны Севастополя, русско-турецкой войны (1877–1878). Служил на инженерных и сапёрных должностях. Окончил Николаевскую инженерную академию. Назначен командиром 38-го Тобольского пехотного Е. И. В. Вел. Кн. Сергея Александровича полка с должности командира 70-го резервного пехотного батальона (кадра). Произведён в чин генерал-майора (1891), командир 2-й бригады 4-й пехотной дивизии (28.10.1891–28.11.1898). Командир 1-й бригады 4-й пехотной дивизии (28.11.1898–09.10.1899). Кавалер орденов: Св. Владимира III ст. с мечами (1877), Св. Станислава I ст. (1896).
- 20.11.1891 – 24.10.1899 — полковник Ожаровский, Владимир Фёдорович (23.01.1848–23.08.1911). Старшинство в чине полковника (14.05.1885) При нём полк перешёл на квартиры в г. Скерневице. Исполняющий обязанности командира 1-й бригады 10-й пехотной дивизии (1896). Произведён в чин генерал-майора (1899), командир 1-й бригады 6-й пехотной дивизии (24.10.1899–16.04.1903), начальник 58-й резервной бригады (1903–1904), начальник 44-й пехотной дивизии (23.12.1904–1906), генерал-лейтенант (06.12.1906), Оренбургский губернатор и войсковой наказной атаман Оренбургского казачьего войска (1906–04.09.1911), почётный мировой судья по Оренбургскому уезду (1909). Генерал от инфантерии (04.09.1911), исключён из чинов по казачьим войскам (04.09.1911).
- 31.10.1899 – 18.04.1901 — полковник Болотов, Владимир Васильевич (01.01.1856–03.11.1941). Старшинство в чине полковника (06.12.1895). Произведён в чин генерал-майора (01.06.1904), командир 1-й бригады 72-й пехотной дивизии (01.06.1904–14.03.1906), командир 1-й бригады 3-й пехотной дивизии (14.03.1906–17.02.1907), начальник 59-й пехотной резервной бригады (17.02.1907–09.07.1910), начальник 47-й пехотной дивизии (09.07.1910–1917), генерал-лейтенант (17.10.1910). Произведён в чин генерала от инфантерии (02.04.1917). В резерве чинов при штабе Киевского ВО (10.09.1917).  Участник Белого движения на юге России. Эмигрировал в Белград (1920). В эмиграции являлся членом совета Русского комитета в Югославии и представителем Объединения лейб-гвардии Павловского полка. Делегат Российского Зарубежного съезда в Париже (1926). Представитель полкового объединения в Югославии (1938). Кавалер орденов: Белого Орла с мечами (18.03.1915), Св. Владимира II ст. (1913), Св. Анны I ст. (1909), Св. Станислава III ст. с мечами и бантом (1879), I ст. с мечами (1905).
- 18.04.1901 – 06.07.1907 — полковник Буссов, Константин Иванович (родился 21.05.1855). Старшинство в чине полковника (06.12.1895). При нём полк отметил своё 200-летие в Скерневице (1903). За отличие по службе произведён в чин генерал-майора (06.07.1907) и назначен командиром 1-й бригады 6-й пехотной дивизии (06.07.1907–16.07.1913). Генерал-лейтенант (16.07.1913), в отставке (16.07.1913–02.01.1916). Командир 1-й бригады 7-й пехотной дивизии (02.01.1916–29.05.1916), генерал-лейтенант (1916) со старшинством от 22.12.1917 года. Начальник 29-й пехотной запасной бригады (29.05.1916–1917). Кавалер орденов: Св. Владимира III ст. (1902), Св. Анны IV ст. (1878), II ст. (1896), Св. Станислава I ст. (1911).
- 24.09.1907 – 26.05.1909 — полковник Молотков, Александр Афанасьевич (24.08.1858–26.05.1909). Сын унтер-офицера. Трудно продвигался по службе: первый офицерский чин прапорщика в 20 лет, капитана в 30 лет, подполковника в 41 год. Старшинство в чине полковника (22.02.1905). Командовал Лифляндским полком в Русско-японской войне (1904—1905). Участник Мукденского сражения (1905). При атаке д. Юхуантунь ранен пятью пулями с ног до головы и осколком снаряда в правое плечо. За боевые заслуги награждён орденом Святого Георгия 4-й степени. Командовал тобольцами 1 год и 8 месяцев. 26.05.1909 скончался от рака желудка, вызванного полученными ранениями в Русско-японской войне. Исключён из списков полка (05.06.1909).
- 19.06.1909 – 21.01.1912 — полковник Войцеховский, Михаил Карлович (21.01.1854–04.10.1946). Старшинство в чине полковника (05.10.1904). Назначен командиром 38-го Тобольского пехотного полка с должности командира 2-го Варшавского крепостного пехотного полка. При нём полк из г. Скреневице перешёл в г. Нижний Новгород. Произведён в чин генерал-майора (1911). Уволен по возрастному цензу, от службы, с мундиром и пенсией (21.01.1912). Определён на службу с назначением командиром 215-го пехотного запасного батальона (11.09.1914–08.12.1914). Начальник 29-й пехотной запасной бригады (14.09.1915), командир 1-й бригады 7-й пехотной дивизии (29.05.1916–18.02.1917), начальник 151-й пехотной дивизии (18.02.1917). Кавалер орденов: Св. Владимира IV ст. (1902), Св. Анны IV ст. (1879), II ст. (1897), Св. Станислава II ст. (1895). Умер в эмиграции в Софии (1946).
- 21.01.1912 – 13.02.1913 — полковник Владимиров, Владимир Григорьевич. Старшинство в чине полковника (06.12.1906). Командир 174-го пехотного Роменского полка (13.02.1913). Участник Первой мировой войны (1914–1918). Генерал для поручений при военном и морском министре (07.11.1918). Начальник военных сообщений Российской Восточной Окраины (20.02.1920). Эмигрировал в Китай.
- 20.03.1913 – 18.03.1915 — полковник Эйгель, Николай Матвеевич. Старшинство в чине полковника (22.04.1907). Назначен командиром 38-го пехотного Тобольского Генерала Графа Милорадовича полка с должности начальника штаба 1-й гренадерской дивизии. Командовал полком в первые дни Первой мировой войны. Варшавско-Ивангородская операция (28.08.1914–08.11.1914). Лодзинская операция (11.11.1914–19.12.1914). В составе Галицийской операции: Рава-Русская операция (19.08.1914–09.09.1914); Люблин-Холмская операция (27.08.1914–02.09.1914); взятие австро-венгерскими войсками Комарова (01.09.1914); Городокское сражение (04.09.1914–22.09.1914); сражения у Петрокова и Березин. Помощник начальника штаба Московского военного округа, с зачислением по армейской пехоте (18.03.1915). Произведён в чин генерал-майора (06.12.1915). Включён в список Генштаба РККА (07.08.1920). Штатный преподаватель Военной Академии РККА (01.03.1923).
- 25.03.1915 – 13.05.1917 — полковник Вагин, Евгений Евграфович. Родом из крестьян, прошёл все ступени офицерской карьеры от прапорщика до полковника. Старшинство в чине полковника (06.12.1910). Переведён на действительную военную службу в 38-й пехотный Тобольский Генерала Графа Милорадовича полк (01.03.1914), назначен командиром того же полка (25.03.1915). Командовал полком в ходе Виленской операции (потеря Литвы) (22.08.1915–02.10.1915) и ликвидации Свенцянского прорыва германской армии (08.09.1915–02.10.1916), Нарочской операции (18.03.1916–30.03.1916), Брусиловском прорыве (04.06.1916–10.08.1916) сражении на Стыри (16.07.1916–17.07.1916). Награждён боевыми наградами, оружием. Зачислен в резерв чинов при штабе Киевского военного округа (13.05.1917). Заведующий Нижегородскими курсами командного состава РККА, а затем 2-ми Московскими курсами (05.11.1918–13.08.1919).
- 13.05.1917 – хх.хх.1917 — полковник Горяинов, Владимир Иванович Назначен командиром 38-го пехотного Тобольского Генерала Графа Милорадовича полка с должности командира 37-го пехотного Екатеринбургского полка. Командовал полком при наступлении на Юго-Западном фронте и отражении германского контрудара в ходе Первой мировой войны (1917). Ранен (11.07.1917).
- 14.11.1917 – хх.хх.1918 –  — полковник Бучинский, Юлиан Юлианович. Временный командир, ему выдалась горькая доля расформирование полка. В дальнейшем участник Гражданской войны в рядах Северо-Западной армии генерала Юденича. Начальник Военно-Санитарного Управления. Умер в эмиграции в Германии (1926).

## Известные люди, служившие в полку
- Волконский, Михаил Никитич (09.10.1713—08.12.1788) – князь. Из древнего рода князей Волконских. Определён в Тобольский пехотный полк (1738). Генерал-майор (25.12.1755), полномочный министр при дворе польского короля (1756–1758), генерал-поручик (18.08.1759), командир корпуса (1761–1762), член Совета при императоре с 1762 года, генерал-аншеф (28.06.1762), сенатор с 28.06.1762 года, чрезвычайный посол в Польше (1769–1771), член Совета для рассмотрения всех дел, связанных с Русско-турецкой войной (1768–1774). После подавления "Чумного бунта"  назначен Московским главнокомандующим (15.11.1771–11.04.1780). Возглавлял следственную комиссию по делу Пугачёва Е.И., привезённого в Москву. Генерал-адъютант (05.12.1771), в отставке с 1780 года, кавалер орденов: Св. апостола Андрея Первозванного (01.01.1767), Св. Александра Невского (22.09.1762), Св. Анны (1757).
- Языков, Пётр Григорьевич (1756–1827). Поступил капралом в Тобольский мушкетёрский полк (12.10.1768), и получил чин прапорщика (09.06.1769). Произведён в чин бригадира (1795), генерал-майор (19.07.1801), состоял по армии (19.07.1801–18.04.1803), шеф Воронежского гарнизонного батальона (18.04.1803–21.09.1810), состоял по армии (21.09.1810–17.01.1811), шеф Саратовского пехотного полка с 17.01.1811 года, командир 2-й бригады 13-й пехотной дивизии с 17.01.1811 года, начальник штаба 8-го пехотного корпуса с 28.12.1816 года, начальник штаба 6-го пехотного корпуса, начальник 1-го округа Отдельного Корпуса внутренней стражи (03.03.1819–18.03.1826), 18.03.1826 года исключён из списков в связи со смертью. Кавалер орденов: Св. Владимира IV ст. (1789), III ст., Св. Анны II ст. с алмазными знаками, Св. Георгия IV ст. (08.09.1790), Pour le Merite
- Кречетов, Фёдор Васильевич (1743–1806). Назначен аудитором Тобольского пехотного полка (01.01.1771), входившего в состав Финляндской дивизии. Кроме командира полка подчинялся обер-аудитору Финляндской дивизии А. Н. Радищеву. Произведён в младший обер-офицерский чин, затем в прапорщики и получил личное дворянство (1772–1773). В ходе упорядочивания армейских штатов переведён на статскую службу 15.12.1775. Имя просветителя и общественного деятеля Ф. В. Кречетова в силу разных обстоятельств не столь широко известно, это не снижает его роли в развитии общественной мысли в конце XVIII века. Незнатный и небогатый человек, происходивший из низов, сумел получить хорошее по тем временам образование, написать и издать ряд своих произведений, наконец, организовать "вольное общество", востребованное просветительскими идеями в России.
- Лопухин, Сергей Степанович (11.07.1727). Из древнего дворянского рода Лопухиных. Сын Степана Васильевича Лопухина, вице-адмирала, генерал-адъютанта от флота, двоюродного брата Царицы Евдокии Фёдоровны – первой супруги Царя Петра Алексеевича до 1698 года. Службу начал гардемарином. Подпоручик Тобольского пехотного полка (1753).
- Салтыков, Александр Михайлович (1728–1782) родился в семье действительного статского советника Михаила Салтыкова, внука боярина А. П. Салтыкова. Происходил из старшей линии рода Салтыковых, некогда очень богатой, но к середине XVIII века расстроившей своё состояние. Свою службу начал поручиком в Тобольском полку (1744). В дальнейшем писатель и переводчик, первый конференц-секретарь Императорской академии художеств.
- Колычев, Пётр Николаевич. Из древнего боярского рода Колычевых, ведущего своё начало от Короля Вейдевута, царствующего во II веке до рождества христова над Пруссами. Сын Николая Фёдоровича Колычева, предводителя дворянства г. Воскресенска (1795). Корнет Тобольского полка (1768), поручик (1774).
- Цицианов, Павел Дмитриевич (08.09.1754–08.02.1806). В службе (1761). Российский военный деятель, князь грузинского происхождения, переводчик, один из покорителей Закавказья. Представитель рода грузинских князей Цицишвили. В чине подполковника (07.01.1778), по собственному желанию переведён в Тобольский пехотный полк (в Выборге). Там предался чтению военных писателей и перевёл с французского творения Фолара. Произведён в чин бригадира (1790), генерал-майор (02.09.1793), командир лейб-гвардии Санкт-Петербургского Короля Фридриха-Вильгельма III полка (05.02.1790–02.09.1793), шеф Суздальского мушкетёрского полка (03.12.1796–17.12.1796), шеф Тобольского мушкетёрского полка (17.12.1796–09.09.1797), в отставке (09.09.1797–08.04.1801), статс-секретарь Его Императорского Величества с 08.04.1801 года, экспедитор канцелярии Госсовета по II части сухопутных и морских военных дел с 08.04.1801 года, генерал-лейтенант (15.09.1801), Астраханский военный губернатор и главнокомандующий в Грузии (09.09.1802–03.04.1806), инспектор Кавказской инспекции (11.09.1802–03.04.1806), генерал от инфантерии (04.02.1804). Кавалер орденов: Св. Александра Невского (1803), Св. Владимира III ст. (1794), I ст. (1804), Св. Георгия III ст. (15.09.1794).
- Дубянский Александр Яковлевич (1771–1851). Российский военный деятель. Родом из потомственных дворян. Его дед Ф. Я. Дубянский был духовником императриц Елизаветы Петровны и Екатерины II. В чине подполковника проходил службу в Тобольском полку. Воевал в Европе в составе Голландской экспедиции, попал в плен к французам (1799). Эти страницы военной карьеры Дубянского отражены в написанных им "Записках военнопленного российского штаб-офицера во время голландской экспедиции 1799 года". В чине полковника вышел в отставку (1801). В 1812 году снова принят на военную службу. Возглавил ополчение Шлиссельбургского уезда и был командиром третьей дружины петербургского ополчения. В составе ополчения участвовал в Отечественной войне 1812 года, заграничных походах русской армии 1813–1814 годов. Обер-полицмейстер Данцига (1813). Награждён золотой саблей с надписью «За храбрость», орденами Святого Станислава 4-й степени, Святой Анны 2-й степени с алмазами, Святого Владимира 4-й степени с бантом. Имя А. Я. Дубянского, вместе с именами других героев войны 1812 года, внесено на мраморные плиты Храма Христа Спасителя в Москве.
- Багговут, Карл Фёдорович (16.09.1761–06.10.1812) родом из эстляндских дворян. Принят на русскую службу с чином подпоручика в Тобольский пехотный полк (1779). Служил в полку поручиком (1779–1781). Произведён в чин генерал-майора (29.01.1799), шеф 14-го егерского полка (17.01.1799–27.07.1800), в отставке (27.07.1800- 28.06.1801), состоял по армии (28.06.1801–05.11.1801), шеф 4-го Егерского полка (05.11.1801–06.10.1812), генерал-лейтенант (12.12.1807), начальник 5-й дивизии (06.06.1808), начальник войск, расположенных по берегу Ботнического залива (1808), шеф 2-й пехотной дивизии до 06.10.1812 года, командир 2-го пехотного корпуса (1812). Погиб в сражении при Тарутино (06.10.1812). тобольцы особо отличились в этом сражении, едва не разбив авангард армии Наполеона под командованием Мюрата. Исключён из списков в связи со смертью (19.11.1812). Кавалер орденов: Св. Александра Невского (1812), Св. Владимира III ст. (12.05.1808), II ст., Св. Анны I ст. (08.04.1807) с алмазными знаками (1808), Св. Георгия IV ст. (26.11.1804), III ст. (08.01.1807), Красного Орла I ст. (1806).
- Брозин, Василий Иванович (1760–1845). В службу вступил вахмистром (12.4.1776) в Таганрогский драгунский полк, переведён фурьером в лейб-гвардии Преображенский полк (30.01.1777), выпущен в армию поручиком с определением в Тобольский пехотный полк (01.01.1781), переведён в Сухопутный шляхетный корпус (03.12.1786), произведён в капитаны (17.4.1789), выпущен в полевые полки подполковником (01.01.1795) и определён в Великолуцкий пехотный полк (01.03.1795), полковник (09.04.1798), витебский комендант и шеф гарнизонного Брозина 2-го полка (09.04.1798–04.03.1800), генерал-майор (21.02.1799), генерал-лейтенант (04.03.1800), в отставке (04.03.1800–18.12.1800), состоял по армии (18.12.1800–20.12.1800), комендант Нейшлота (20.12.1800–08.02.1802), состоял по армии (08.02.1802–08.05.1803), шеф Московского гарнизонного полка (08.05.1803–11.03.1813), присутствующий в Правительствующем Сенате (18.02.1816-16.03.1816), присутствующий в VIII департаменте Правительствующего Сената (16.03.1816–25.06.1817), присутствующий во II отделении VI департамента Правительствующего Сената с 25.06.1817 года, действительный тайный советник (28.01.1832). Кавалер орденов: Св. Владимира II ст. (1814), Св. Анны I ст. (1810) с императорской короной (21.04.1831).
- Эмме, Иван Фёдорович (1763–1839). По окончании сухопутного шляхетского корпуса (14.03.1782) определён поручиком в Тобольский мушкетёрский полк. Генерал-майор (26.08.1798), шеф Павловского гренадерского полка (26.08.1798–08.04.1800), в отставке (08.04.1800–14.11.1800), командир 2-го батальона лейб-гвардии Преображенского (Его Императорского Величества) полка (14.11.1800–09.01.1802), шеф Витебского мушкетёрского полка (04.03.1801–05.03.1801), Рижский комендант (09.01.1802—24.03.1810), шеф Рижского гарнизонного полка (28.09.1803–17.01.1811), командир 14-й пехотной дивизии (24.03.1810–14.09.1810), Рижский комендант (14.09.1810–10.02.1814), генерал-лейтенант (23.12.1812), начальник 26-й пехотной дивизии, начальник 17-й пехотной дивизии (15.02.1820), начальник 5-й пехотной дивизии до 24.10.1824 года, состоял по армии с 24.10.1824 года, в отставке (20.12.1833). Кавалер орденов: Св. Владимира IV ст. (1790), II ст. (1816), Св. Анны II ст. (1812), I ст. (1816), Св. Георгия IV ст. (26.11.1809), III ст. (28.01.1814), Св. Маврикия и Лазаря I ст. с алмазами (1815).
- князь Барклай-де-Толли, Михаил Богданович (1761–1818). Произведён в премьер-майоры за отличие против шведов и переведён в Тобольский пехотный полк (01.05.1790–1791) с оставлением в звании дежурного майора (адъютанта) при генерале И. А. Игельстроме. В дальнейшем генерал-фельдмаршал, военный министр России (1810–1812) и командующий 1-й западной русской армии (1812).
- Петровский, Михаил Андреевич (1763–1819). Поступил прапорщиком в Тобольский мушкетёрский полк (04.12.1790). В дальнейшем произведён в чин полковника (1799). Действительный статский советник (23.07.1803), экспедитор Департамента военно-сухопутных сил (26.02.1803–06.06.1804), генерал-майор (06.06.1804), управляющий Комиссией Московского комиссариатского депо, полевой генерал-крикс-комиссар 1-й западной армии (29.02.1812), полевой генерал-крикс-комиссар Польской армии (1813), генерал-интендант 2-й армии (1813–30.09.1916), в отставке с 30.09.1816 года. Кавалер орденов: Св. Владимира III ст. (15.09.1812), Св. Анны II ст. (2.01.1800) с алмазными знаками (30.07.1806), I ст.
- Петровский, Михаил Андреевич (1764–1828), из дворян Киевской губернии. 04.12.1790 года поступил прапорщиком в Тобольский мушкетерский полк (1790–1792), перешел в Псковский драгунский полк (15.05.1792), переведен с чином майора в лейб-кирасирский Его Величества полк и назначен инспекторским адъютантом к фельдмаршалу Н. И. Салтыкову (25.11.1796). Произведен в полковники (31.07.1799). Переведен в Комиссариатский штат Военной Коллегии (03.02.1800). Произведен в генерал-майоры и определен управляющим Московской комиссариатской экспедицией (06.07.1804). Назначен полевым генерал-крикс-комиссаром 1-й Западной армии (29.02.1812), участвовал во всех ее походах и принимал деятельное участие в организации перевозок раненых в тыловые госпитали. В конце 1812 года М. И. Кутузов поручил ему устройство временных госпиталей для русских и французов в западных губерниях. Назначен генерал-интендантом Польской армии (1813), участвовал в походах и находился в Лейпцигском сражении и при осаде Гамбурга (1814). После окончания военных действий подал прошение об отставке и был уволен от службы (30.09.1816) «с мундиром и пенсионом». Последние годы жил в Москве, похоронен в Новодевичьем монастыре.
- Арман Эмманюэль София Септимани де Виньеро дю Плесси, будущий герцог де Ришельё, известный в России как Эммануил Осипович дюк де Ришельё (или де Ришельё) (1766−1822). Из старинного, восходящего к XIII веку, дворянского рода дю Плесси де Ришельё. Прапраправнучатый племянник знаменитого министра Людовика XIII – кардинала Ришельё. Поступил на службу младшим офицером в Драгунский полк королевы Марии Антуанетты (1784), а год спустя занял придворный пост первого камергера. Покину Францию (1789) и в качестве волонтёра русской армии принял участие в штурме Измаила (1790). За проявленную доблесть награждён орденом Святого Георгия IV степени и золотой шпагой с надписью "ЗА ХРАБРОСТЬ". В феврале — марте 1792 года поступил на русскую службу в чине подполковника. Произведён в полковники, зачислен сверх комплекта в Тобольский пехотный полк (1793). В дальнейшем участвовал в военных действиях против революционной Франции в качестве русского офицера, состоящего при австрийской армии. Переведён в Кирасирский военного ордена полк (1795) и назначен его командиром (1796–1797). Произведён в чин генерал-майора (1797) и назначен командиром, а затем вторым шефом Кирасирского Его Величества лейб-гвардии полка (1799–1800). Произведён в чин генерал-лейтенанта (1799). Вышел в отставку (1800). Назначен градоначальником Одессы (1803), генерал-губернатором (1805). Выдающийся государственный деятель, генерал-губернатор Новороссии и глава французского правительства, оставил заметный след как в истории Франции, так и России.
- Рейбниц, Карл Павлович (18.06.1782–15.10.1843) из курляндских дворян. Поступил на военную службу в Тобольский пехотный полк  подпрапорщиком (18.01.1798). Служил в Тобольском полку до 1814 года, пройдя все ступени офицерской службы от подпрапорщика до полковника. Произведён в прапорщики (06.08.1798). Участвовал в Голландской экспедиции против французской армии (1799). Произведён в подпоручики (05.10.1799), в поручики (23.06.1803). Участвовал в боях против французской армии: Пултуск, Янов, Ландсберг, Прейсиш-Эйлау (1806–1807). Произведён в чин штабс-капитана (27.11.1807), в капитана (24.08.1810), в майора (10.03.1812). Участвовал в Отечественной войне 1812 года – в боях при Смоленске, Гедеоново, Бородино, Рождествено, Малоярославце, Вязьме. Произведён в чин подполковника (20.08.1812). Участвовал в Заграничных походах – в боях при Калише, Лютцене, Бишофтсверде, Бауцене, Кенигштейне, Пирне, Кульме, Ноллендорфе, Альтенбурге, Лейпциге, Арси, Париже (1813–1814). Произведён в чин полковника (13.05.1813). С 16 мая 1814 г. являлся шефом 4-го Егерского полка, а с 1 сентября 1814 г. – командиром этого же полка. Командир 1-й бригады 24-й пехотной дивизии (01.01.1819–03.05.1827), произведен в чин генерал-майора (01.01.1819). Начальник 25-й пехотной дивизии (03.05.1827–1833), генерал-лейтенант (22.09.1829). Начальник 17-й пехотной дивизии (1833–22.01.1836). Начальник 12-й пехотной дивизии (с 22.01.1836). Член Военного совета (30.08.1839–15.10.1843), командующий Отдельным Корпусом внутренней стражи (1840–1843), генерал от инфантерии (10.10.1843).
- Отец Иов Каминский. Полковой священник Тобольского пехотного полка. Награждён орденом Святого Георгия 4-й степени за мужественный подвиг во время Русско-турецкой войны (1828–1829), при штурме города Рахова, во переправы через реку Дунай (1829).
- Мандрыка Григорий Григорьевич (ок.1808–после 1861) из дворянского рода Киевской губернии. Майор Тобольского пехотного полка, зачислен в резервный батальон (08.03.1848). Переведён в резервный батальон Тобольского пехотного полка (19.07.1849). Утверждён в должности командира батальона Тобольского пехотного полка (07.09.1849). Был в походе против венгров (1849). Переведён в действующие батальоны Тобольского пехотного полка (03.10.1851). Получил орден св. Георгия 4-й  степени за 25 лет службы (26.11.1851). Подполковник Тобольского пехотного полка (05.03.1854). Вышел в отставку. Майор, командир 1-го батальона Муромского пехотного полка (1854–1855). Подполковник Муромского пехотного полка (21.04.1856). Подполковник Симбирского пехотного полка, в должности командира 1-го батальона (1856–1857). Полковник Симбирского пехотного полка (04.06.1860). Вышел в отставку. Признан Правительствующим Сенатом в дворянстве со внесением во 2-ю часть родословной книги по Киевской губернии (08.05.1861).
- Суворов, Иван Петрович (1829–1880). Служил лекарем пехотного Тобольского полка во время обороны Севастополя (1854–1855). Действительный статский советник, доктор медицины (17.11.1862), помощник военно-медицинского инспектора Туркестанского военного округа (1867–10.02.1874), инспектор военно-медицинского инспектора Туркестанского военного округа (1874).
- Ивашинцов, Фёдор Алексеевич  (1824–1855), дворянин (брат Ивашинцова Николая Алексеевича 19.04.1819–13.01.1871, контр-адмирала, члена комитета морских учебных заведений), во время Крымской войны (1853–1856) поручик 5-го резервного батальона Тобольского пехотного полка. Умер от ран, полученных при обороне Севастополя.
- Корженевский, Евгений Романович. Во время Крымской войны (1853–1856) подпоручик Тобольского пехотного полка, георгиевский кавалер. Воспоминания капитана Е. Р. Корженевского вошли в "Сборник рукописей о Севастопольской обороне".
- Ивашинцов, Иван Алексеевич  (1836–1891), дворянин (брат Николая Алексеевича Ивашинцова 19.04.1819–13.01.1871, контр-адмирала, члена комитета морских учебных заведений), 07.03.1855 г. переведён в 38-й пехотный Тобольский Е. И. В. Вел. Кн. Сергея Александровича полк. Участник обороны Севастополя в ходе Крымской войны (1853–1856) 5 месяцев и 20 дней находился на 4-м бастионе Севастопольской крепости. За отличие, оказанное при защите Севастополя, произведён в прапорщики. Батальонный адъютант 38-го пехотного Тобольского Е. И. В. Вел. Кн. Сергея Александровича полка (09.04.1856). Произведён в чин подпоручика (22.05.1859). Назначен на должность батальонного казначея (10.01.1859). Поручик (02.06.1861). Участник подавления польского мятежа (1863–1864). Штабс-капитан (19.06.1864).
- Кази Андрей Ильич (1836–1908), происходил из греческого рода, перешедшего на российскую службу в период Русско-турецкой войны (1768–1774), участвовал в обороне Севастополя (1854–1855), состоял унтер-офицером, затем прапорщиком Тобольского пехотного полка, воевал на четвертом бастионе. Его отец, Илья Андреевич Кази, служил на Черноморском флоте, в 1829 г. вышел в отставку в чине капитан-лейтенанта. Его младший брат Михаил Ильич Кази (1839–1896) почетный гражданина Севастополя, городской голова Севастополя в 1870-е годы, один из известных деятелей России второй половины XIX века в области российского судостроения и мореплавания, общественный деятель, капитан II ранга.
- Лесневский, Иосиф Александрович (1856–1921). На военной службе с 12.08.1873 г. Определён в 38-й пехотный Тобольский полк, с 04.08.1875 – подпоручик. В дальнейшем участник Русско-японской войны (1904–1905). Полковник со старшинством с 05.10.1904. Назначен командиром 153-го пехотного Бакинского Е. И. В. Вел. Кн. Сергия Михайловича полка (21.08.1907). Уволен в отставку с мундиром и пенсией с производством в генерал-майоры 16.12.1912.
- Дедюлин, Михаил Владимирович (1864–1915). В службу вступил 17.08.1880. Окончил Варшавское пехотное юнкерское училище. Выпущен в 38-й пехотный Тобольский полк. Прапорщик (12.10.1883). Подпоручик (30.08.1884). Поручик (30.08.1888). Штабс-Капитан (15.03.1898). Капитан (06.05.1900). Командовал ротой (10 л. 1 м.); батальоном (1 г. 2 м.). Подполковник (30.07.1905). Командир пулеметной роты 10-й пехотной дивизии (02.02.1907). Полковник (06.12.1910). На 01.03.1914 в 28-м пехотном Полоцком полку. Участник мировой войны. Командир 236-го пехотного Борисоглебского полка (16.08.1914-02.1915). Умер от ран. Исключен 29.03.1915 г. из списков умершим от ран. Посмертно произведен в чин Генерал-майора (пр. 12.05.1915; ст. 25.02.1915; за отличия в делах...).
- Станкевич Витольд Францевич. Проходил службу в 38-м пехотном Тобольском полку штабс-капитаном. Автор "Краткой истории 38-го пехотного Тобольского полка" (1895). В дальнейшем подполковник, командир 720-й пешей Пермской дружины государственного ополчения (04.06.1915).
- Болбочан, Пётр Фёдорович (1883–1919). Назначен подпоручиком 38-го пехотного Тобольского полка (1909), полковой адъютант, штабс-капитан. Участник первой Мировой и гражданской войн. В дальнейшем полковник армии Украинской Державы. Возглавил Запорожский корпус армии УНР. В начале войны с большевиками – командующий Левобережным фронтом (Левобережная группа войск) (1918–1919).
- Микоша, Леонард Иванович (1885–????). Из дворян Псковской губернии. Определён подпоручиком 38-го пехотного Тобольского полка (06.08.1909). В дальнейшем участник первой Мировой и гражданской войн. Служба в РККА (1918-1919). Командир 1-го пехотного Георгиевского полка (1919). Полковник (01.09.1919). Начальник 2-й Минской пехотной дивизии Русской Народной Добровольческой Армии (РНДА) генерала Булак-Балаховича (1920).
- Никитин Семен Васильевич (1895–1941). Уроженец д. Юрмаш Уфимского уезда Уфимской губернии. Из мещан/служащих (из семьи волостного писаря). На действительной военной службе с 1915 г. Участник Первой мировой войны: 38-й пехотный Тобольский полк 10-й пехотной дивизии; Юго-Западный фронт. Младший офицер. Избирался членом полкового (38-й пехотный Тобольский полк) дивизионного (10-я пехотная дивизия) комитетов и ком. роты (после 03.1917). Служба в РККА (04.1918-03.1938). Участник Гражданской войны. В боях был дважды ранен (1918, 1919). Награжден орденами Красного Знамени и Красной Звезды. Прохождение службы на должностях: Командира полка, Помощника инспектора пехоты, Начальника стрелковой дивизии, Командира бригады. Участвовал в разгроме войск генерал-лейтенанта барона Унгерна в Монголии. Слушатель ВАК при Военной академии РККА и КУВНАС при Военной академии РККА им. М.В. Фрунзе. Начальник снабжений Сибирского и Московского военных округов. Врид командира 2-го стрелкового корпуса. Комендант Коростеньского укрепленного района. Начальник Военно-строительного управления РККА. Слушатель Особого факультета Военной академии РККА им. М.В. Фрунзе. Помощник командующего войсками Белорусского военного округа по материальному обеспечению (09.1935). Командир и военком стрелкового корпуса, Комдив (20.11.1935).  Арестован по обвинению в участии в военном заговоре (04.03.1938). Военной коллегией Верховного суда СССР приговорен к 10 годам заключения в исправительно-трудовых лагерях и 5 годам поражения в правах (10+5) (20.07.1939). Умер в лагере (16.06.1941). Реабилитирован определением Военной коллегии (16.06.1956).

## Прочие формирования этого имени
Под именем Тобольского полка в русской армии существовали и другие воинские части:
- в 1708–1775-х годах – Тобольский драгунский полк (сформирован в 1708 году, как драгунский Аракчеева полк, из вольницы и недорослей дворянских; с 1709 года – Тобольский драгунский полк; с 16 (27) февраля 1727 года по 6 (17) ноября 1727 года – 2-й Севский Драгунский полк; с 6 (17) ноября 1727 года – вновь Тобольский драгунский полк; с 19 февраля (17 марта)1762 года – Тобольский кирасирский полк; с 25 апреля (6 мая) 1762 года – кирасирский генерал-майора Романгуса полк; с 5 (16) июля 1762 года – вновь Тобольский драгунский полк; с 14 (25) января 1763 года – Тобольский карабинерный полк; с 24 октября (4 ноября) 1775 года – Тобольский карабинерный полк раскассирован, личный состав обращен на укомплектование разных кавалерийских полков)[1][6].
- 19 февраля (2 марта) 1711 года – 13 (24) ноября 1727 года – Московский гарнизонный полк в Тобольске, впоследствии переименован в Енисейский гарнизонный солдатский полк, 19 (30) апреля 1764 года – полк расформирован на батальоны (один из них 2-й Томский пограничный батальон)[7].
- 18 (29) января)1720 года – в 1727 году – Тобольский гарнизонный солдатский полк, нёс гарнизонную службу в Сибирской губернии. В 1727 году был переименован в Якутский гарнизонный солдатский полк[1][8].
- в 1727–1764-х годах, в 1797–1816-х годах – Тобольский гарнизонный полк; в 1712 году – Санкт-Петербургский гарнизонный солдатский полк[1], затем 2-й Сибирский гарнизонный; в 1764 году – полк разделён на отдельные батальоны; в 1797 году – переформирован из 3-х Тобольских гарнизонных батальонов; в 1819 году – разделён на батальоны Тобольский и Томский[9]. Тобольский батальон с Томским и с Усть-Каменогорским батальонами вошли в состав 11-го округа и выполняли обязанность внутренней стражи в Сибири[7].
- 22 июля (3 августа) 1822 года – Тобольский конный городовой казачий полк, образованный из Тобольской русской и Тобольской магометанской городовых казачьих команд; 21 октября (2 ноября) 1849 года — полк разделён на Тобольский конный казачий полк и Тобольский пеший казачий батальон; 05.03.1861 г. оба полка вошли в состав Сибирского казачьего войска[7], образовав население 11-го и 12-го полковых округов; 17 (26) июня 1849 года – 11-й и 12-й округа, за небольшим исключением, обращены в податное сословие; в 1871 году – округа упразднены.
- в 1711–1910-х годах – 9-й пехотный Сибирский Тобольский полк начал свою «родословную» от сформированного в Тобольске 19 февраля (2 марта) 1711 года по указу Петра Великого Санкт-Петербургского гарнизонного полка (в 1711–1727-х годах – Санкт-Петербургский гарнизонный полк; в 1727 году – 2-й Сибирский полк; в 1727–1764-х годах – Тобольский гарнизонный полк; в 1764–1797-х годах – Тобольские Пограничные гарнизонные батальоны; в 1797–1800-х годах – Мушкетерский гарнизонный генерал-майора князя Мещерского 2-го полк; в 1800–1801-х годах – Мушкетерский гарнизонный генерал-лейтенанта Пущина 1-го полк; в 1801–1816-х годах – Тобольский гарнизонный полк; в 1816–1829-х годах – Тобольский гарнизонный батальон; в 1829–1865-х годах – Сибирский линейный батальон № 1; в 1865 году – Тобольский губернский батальон; в 1865–1876-х годах – 50-й Тобольский губернский батальон; в 1876–1882-х годах – Тобольский местный батальон; в 1882–1900-х годах – Тобольский резервный пехотный батальон (кадровый); 1900 г. – Тобольский Сибирский пехотный полк; в 1900–1902-х годах – Тобольский резервный пехотный батальон (кадровый); в 1902–1904-х годах – 9-й Тобольский резервный пехотный батальон (кадровый); в 1904–1905-х годах – 9-й пехотный Сибирский Тобольский полк; в 1905–1910-х годах – 9-й пехотный Сибирский резервный Тобольский полк; в 1910–1918-х годах – 43-й Сибирский стрелковый полк. 1 (14) августа 1910 года по Высочайшему повелению 9-й Сибирский резервный Тобольский и 10-й Сибирский резервный Омский пехотные полки были переформированы в 43-й Сибирский стрелковый полк со штаб-квартирой в г. Омске. Новому полку присвоено старшинство Тобольского полка и его Георгиевское знамя).